# Heidelberg

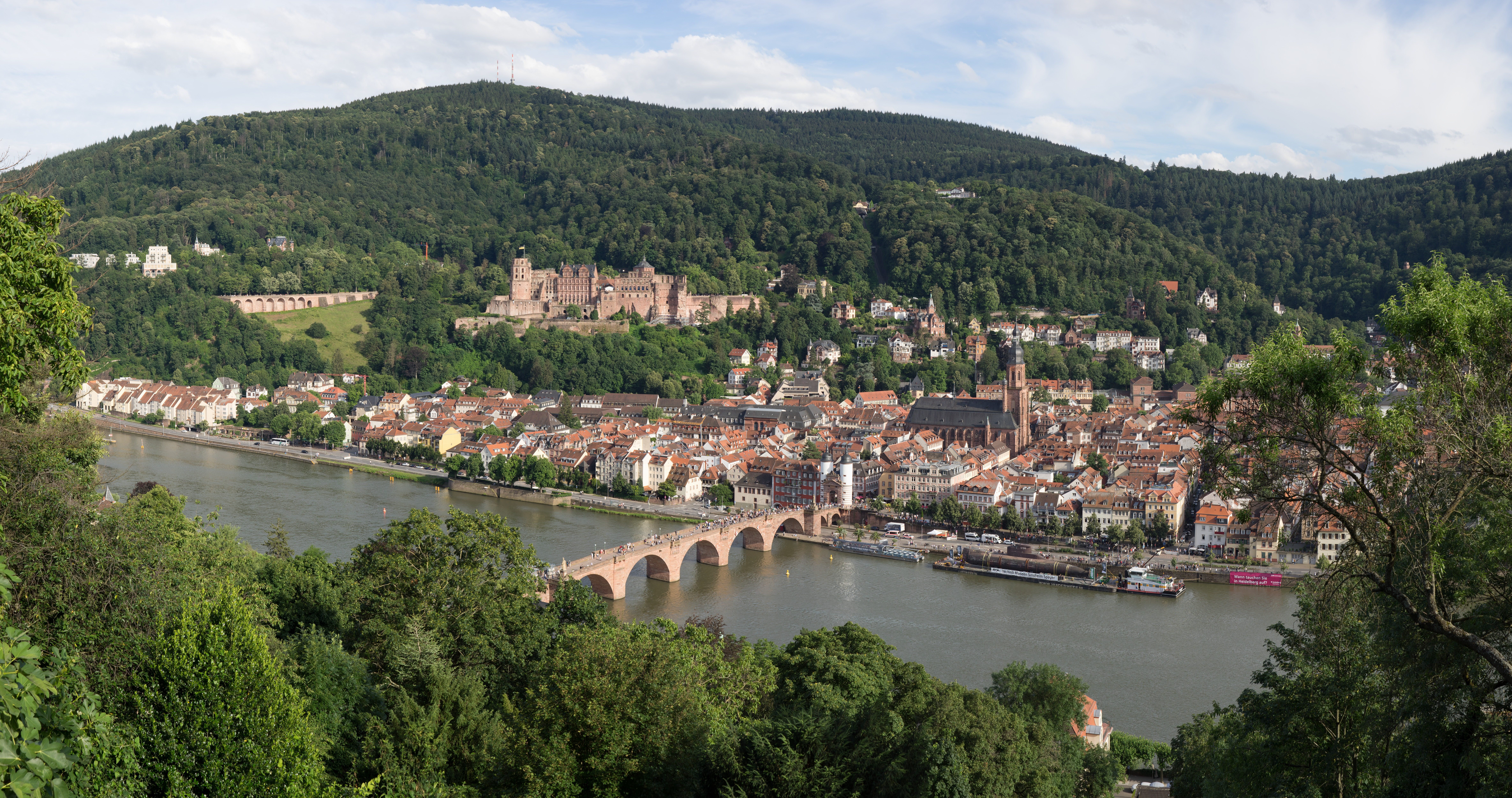
Blick vom Philosophenweg auf die Altstadt mit Heiliggeistkirche und Alter Brücke über den Neckar und auf das oberhalb der Altstadt gelegene Heidelberger Schloss und den Königstuhl

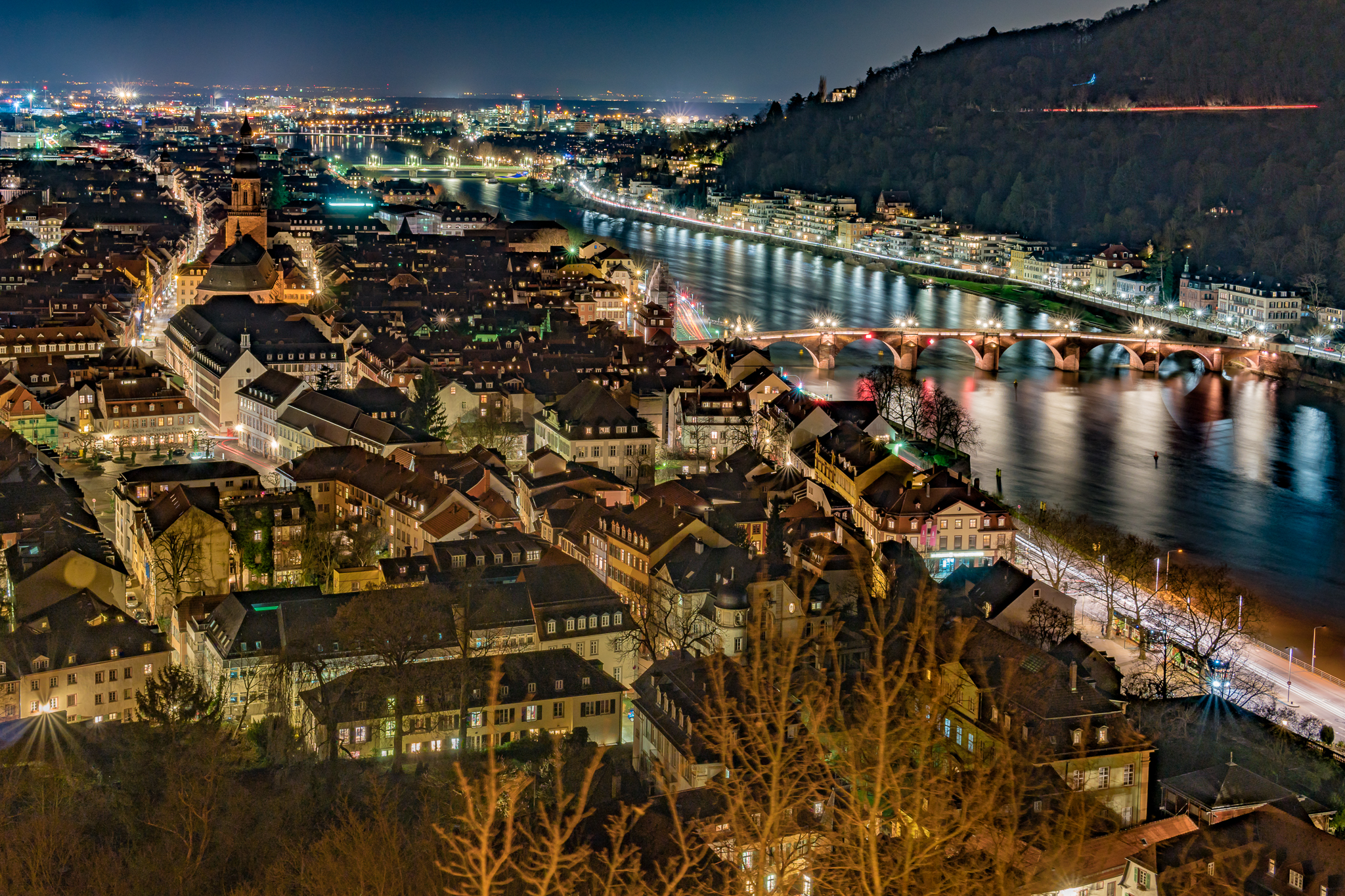
Gegenblick vom Schlosspark auf die Altstadt mit Heiliggeistkirche und Alter Brücke über den Neckar zum Philosophenweg erkennbar an den Leuchtspuren eines Fahrzeuges

Heidelberg [ˈhaɪ̯dl̩bɛɐ̯k] ⓘ ist eine Großstadt mit 155.756 Einwohnern (31. Dezember 2024) in Baden-Württemberg. Die Stadt liegt am Neckar an der Stelle, wo dieser den Odenwald verlässt und in den Oberrheingraben eintritt. Die ehemalige kurpfälzische Residenzstadt ist bekannt für ihre malerische Altstadt, ihre Schlossruine und die Ruprecht-Karls-Universität, welche die älteste Hochschule auf dem Gebiet des heutigen Deutschland ist. Die Stadt zieht Besucher und Wissenschaftler aus der ganzen Welt an.
Hinsichtlich der Einwohnerzahl ist Heidelberg die fünftgrößte Stadt Baden-Württembergs und auf Platz 54 der größten Städte Deutschlands. Sie ist ein Stadtkreis und zugleich Sitz des umliegenden Rhein-Neckar-Kreises. Das dicht besiedelte Rhein-Neckar-Gebiet, in dem Heidelberg gemeinsam mit den Großstädten Mannheim und Ludwigshafen am Rhein liegt, wird als Metropolregion Rhein-Neckar bezeichnet.

## Geographie

### Lage

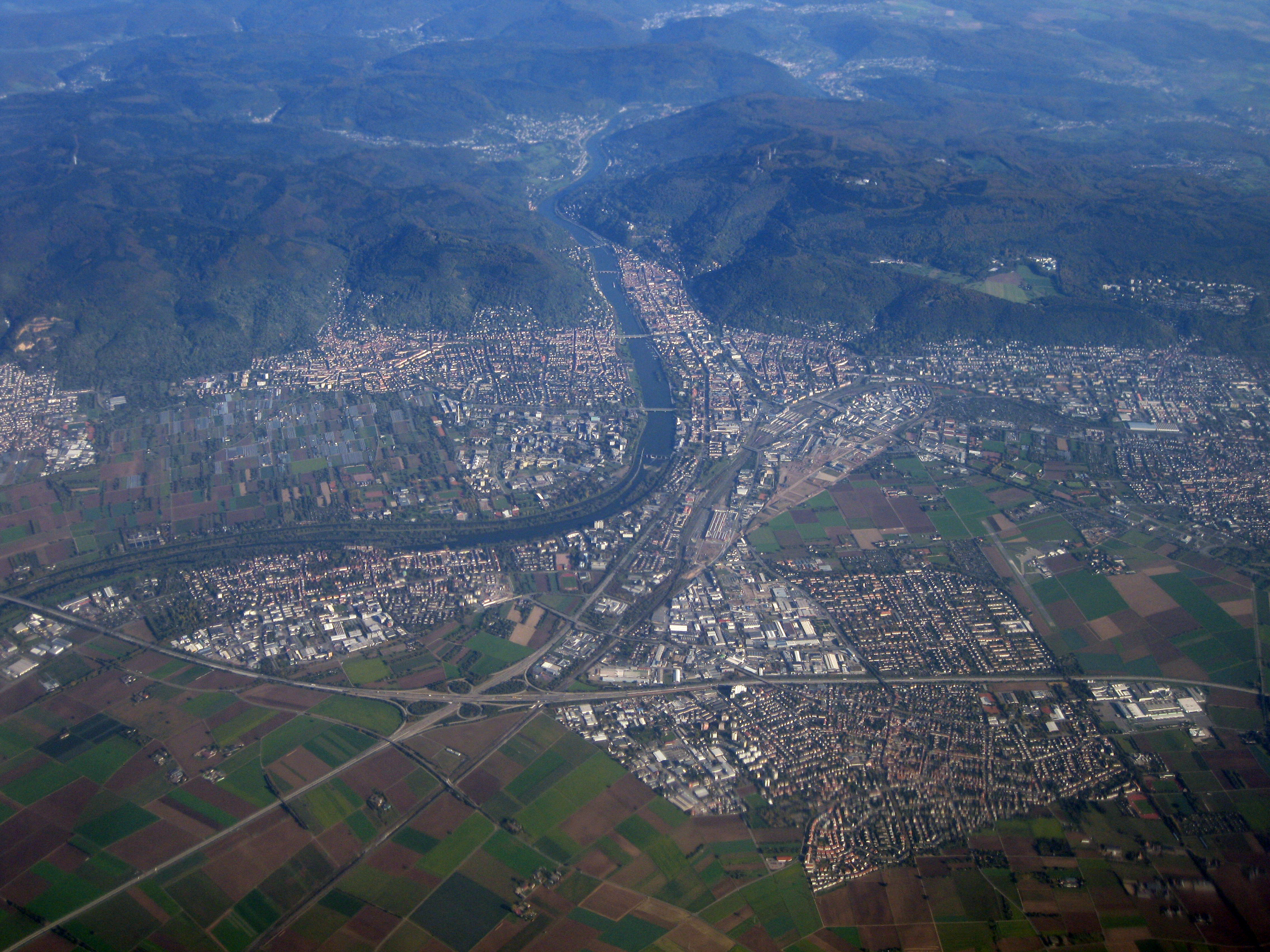
Die Stadt von Westen aus gesehen, 2011

Heidelberg liegt zum Teil in der Oberrheinischen Tiefebene überwiegend am linken Ufer des unteren Neckars vor dessen Ausfluss aus dem Odenwald in einer länglich, flussaufwärts sich zuspitzenden Talsohle. Der Neckar fließt hier von Ost nach West, am rechten Neckarufer erhebt sich der Heiligenberg (445 m). Im Süden wird Heidelberg vom Königstuhl (568 m) und vom Gaisberg (375 m) begrenzt. Der Neckar mündet etwa 22 Kilometer nordwestlich, gemessen vom Ende der Talsohle, in Mannheim in den Rhein. Die im 20. Jahrhundert eingemeindeten Orte reichen über das Neckartal in die Bergstraße hinein, die am Rand des Odenwalds entlangführt. Die Stadt liegt in der Metropolregion Rhein-Neckar, einem 2,35 Millionen Einwohner zählenden Verdichtungsraum, der neben Teilen Südhessens und der rheinland-pfälzischen Vorderpfalz in Baden-Württemberg die beiden Stadtkreise Mannheim und Heidelberg sowie die westlichen und südlichen Gemeinden des Rhein-Neckar-Kreises umfasst.
Folgende Städte und Gemeinden grenzen direkt an die Stadt Heidelberg, beginnend im Westen im Uhrzeigersinn: Eppelheim, Plankstadt, Mannheim, Edingen-Neckarhausen, Dossenheim, Schriesheim, Wilhelmsfeld, Schönau, Neckargemünd, Bammental, Gaiberg, Leimen, Sandhausen, Oftersheim (bis auf die Stadt Mannheim alle zum Rhein-Neckar-Kreis gehörig).

### Flächenaufteilung
|  |

|  |

|  |

|  |

|  |

|  |

|  |

|  |

|  |

|  |

|  |

|  |

|  |

|  |

|  |

|  |

|  |

|  |

|  |

|  |

|  |

|  |

|  |

|  |

|  |

|  |

|  |

|  |

|  |

|  |

|  |

|  |

|  |

|  |

|  |

|  |

|  |

|  |

|  |

|  |

|  |

|  |

|  |

|  |

|  |

|  |

|  |

|  |

|  |

|  |

|  |

|  |

|  |

|  |

|  |

|  |

|  |

|  |

|  |

|  |

|  |

|  |

|  |

|  |

|  |

|  |

|  |

|  |

|  |

|  |

|  |

|  |

|  |

|  |

|  |

|  |

|  |

|  |

|  |

|  |

|  |

|  |

|  |

|  |

|  |

|  |

|  |

|  |

|  |

|  |

|  |

|  |

|  |

|  |

|  |

|  |

|  |

|  |

|  |

|  |

|  |

|  |

|  |

|  |

|  |

|  |

|  |

|  |

|  |

|  |

|  |

|  |

|  | 4424 ha → 40,6 % Waldfläche |

|  | 4424 ha → 40,6 % Waldfläche |

|  | 2860 ha → 26,3 % Landwirtschaftsfläche |

|  | 2860 ha → 26,3 % Landwirtschaftsfläche |

|  | 253 ha → 2,3 % Wasserfläche |

|  | 253 ha → 2,3 % Wasserfläche |

|  | 220 ha → 2,0 % Erholungsfläche |

|  | 220 ha → 2,0 % Erholungsfläche |

|  | 2073 ha → 19,0 % Gebäude- und Freifläche |

|  | 2073 ha → 19,0 % Gebäude- und Freifläche |

|  | 927 ha → 8,5 % Verkehrsfläche |

|  | 927 ha → 8,5 % Verkehrsfläche |

|  | 106 ha → 1,0 % Sonstige Flächen |

|  | 106 ha → 1,0 % Sonstige Flächen |

### Flora und Fauna
Da Heidelberg in einer der wärmsten Regionen Deutschlands liegt, gedeihen hier für mitteleuropäische Verhältnisse einige Besonderheiten, wie etwa – im Freiland gärtnerisch gepflanzt – Mandel- und Feigenbäume oder auch Ölbäume. Den „Balkon“ der Stadt bildet mit vielen exotischen Gewächsen der Philosophenweg gegenüber der Altstadt. Dort wurde im Jahr 2000 auch wieder erfolgreich mit dem Weinbau begonnen.
Außerdem gibt es in Heidelberg Populationen frei lebender Halsbandsittiche, deren ornithologischer Name Psittacula krameri lautet, sowie eine freilebende Population der sibirischen Schwanengans, die man vor allem auf der Neckarinsel vor Bergheim und auf den Neckarwiesen antreffen kann. Naturschutzfachlich wird aber vielfach auch auf die Problematik solcher Einbürgerungen gebietsfremder Arten (Neobiota) verwiesen, die in der Regel aus entflohenen Zoo- oder Haustieren (Gefangenschaftsflüchtlinge) entstanden sind.

### Naturschutz

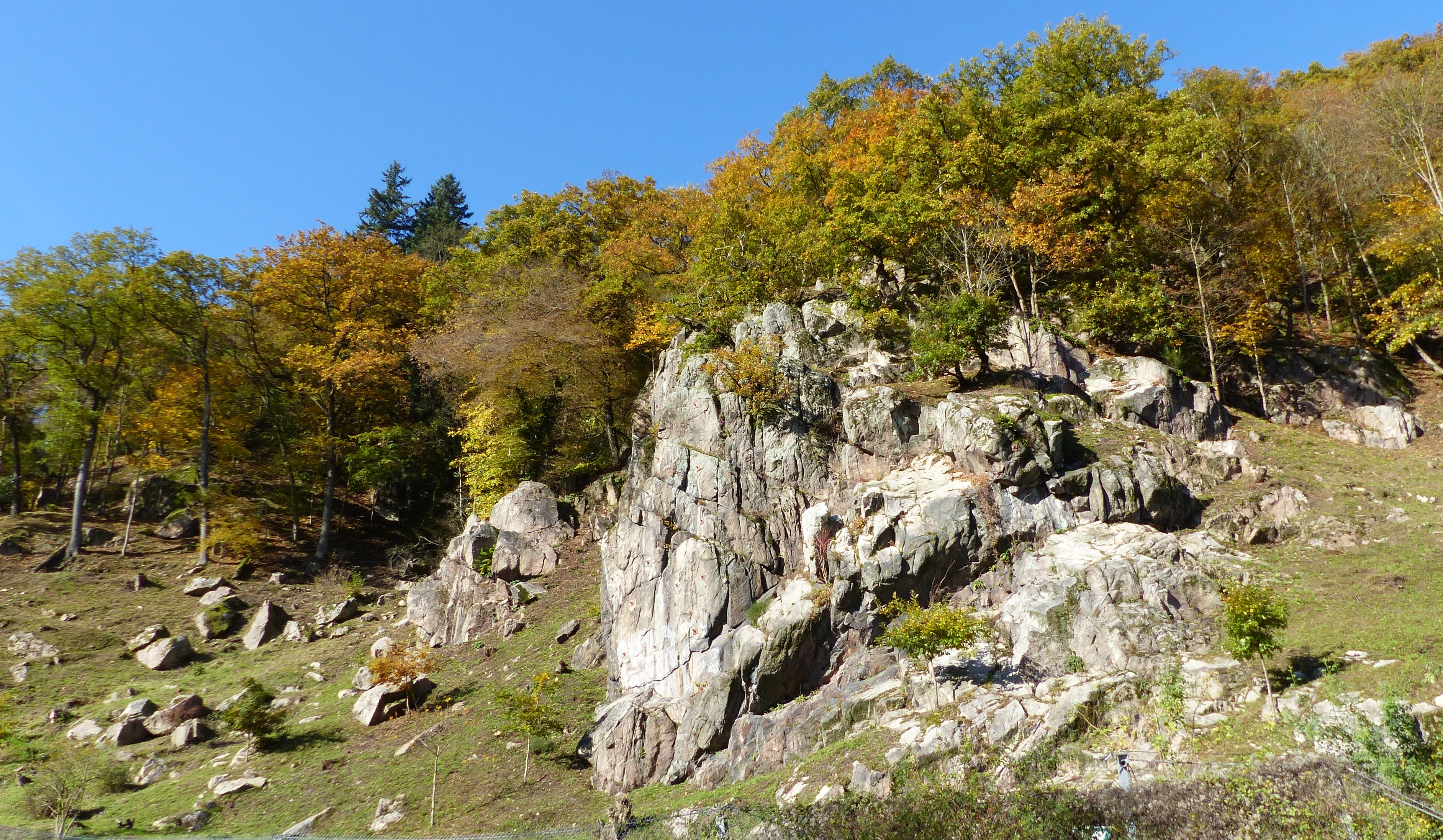
NSG Russenstein am rechten Neckarufer (Aufn. 2016)

Im Stadtgebiet Heidelberg bestehen folgende fünf Naturschutzgebiete. Damit stehen 85,4 Hektar des Stadtgebiets unter Naturschutz, das sind 0,78 Prozent.
1. Ehemaliger Buntsandsteinbruch an der Neckarhalde: 13,4 ha; Gemarkung Ziegelhausen
2. Felsenmeer, Russenstein, Naturpark Michelsbrunnen: 11,2 ha; Gemarkung Heidelberg
3. Steinbruch Leimen: 22,0 ha (davon 4,0 ha im Stadtgebiet Heidelberg); Gemarkung Heidelberg
4. Unterer Neckar: Altneckar Heidelberg-Wieblingen: 45,2 ha; Gemarkung Wieblingen
5. Unterer Neckar: Altneckar Wörth-Weidenstücker: 16,7 ha (davon 11,6 ha im Stadtgebiet Heidelberg)

### Verwaltungsstrukturen, Region

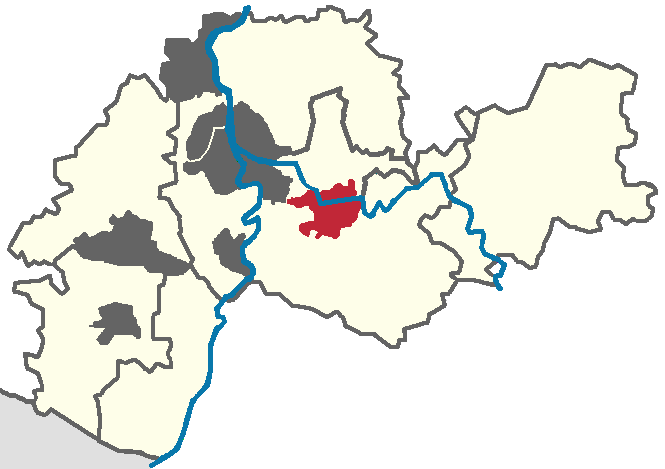
Lage in der Metropolregion Rhein-Neckar

Heidelberg ist Sitz des Landratsamtes des Rhein-Neckar-Kreises. Die Stadt selbst ist ein Stadtkreis innerhalb des Regierungsbezirks Karlsruhe. Heidelberg gehört zum Verdichtungsraum Rhein-Neckar, der neben Teilen von Süd-Hessen und der Vorderpfalz in Rheinland-Pfalz in Baden-Württemberg die beiden Stadtkreise Mannheim und Heidelberg sowie die westlichen und südlichen Gemeinden des Rhein-Neckar-Kreises umfasst. Er bildet mit einer großen Anzahl von weiteren Kommunen den als Metropolregion Rhein-Neckar oder „Rhein-Neckar-Dreieck“ bekannten Wirtschaftsraum. 2005 wurde das Rhein-Neckar-Dreieck europäische Metropolregion.
Innerhalb der Region Rhein-Neckar bildet Heidelberg neben Mannheim ein Oberzentrum, von denen für ganz Baden-Württemberg nach dem Landesentwicklungsplan 2002 insgesamt 14 ausgewiesen sind. Das Oberzentrum Heidelberg übernimmt für die umliegenden Gemeinden Dossenheim, Schriesheim, Wilhelmsfeld, Heddesbach, Heiligkreuzsteinach, Schönau, Neckargemünd, Wiesenbach, Bammental, Gaiberg, Leimen, Nußloch, Sandhausen und Eppelheim auch die Funktion eines Mittelbereichs im Rahmen der Verwaltungsstrukturen des Landes.

### Stadtgliederung

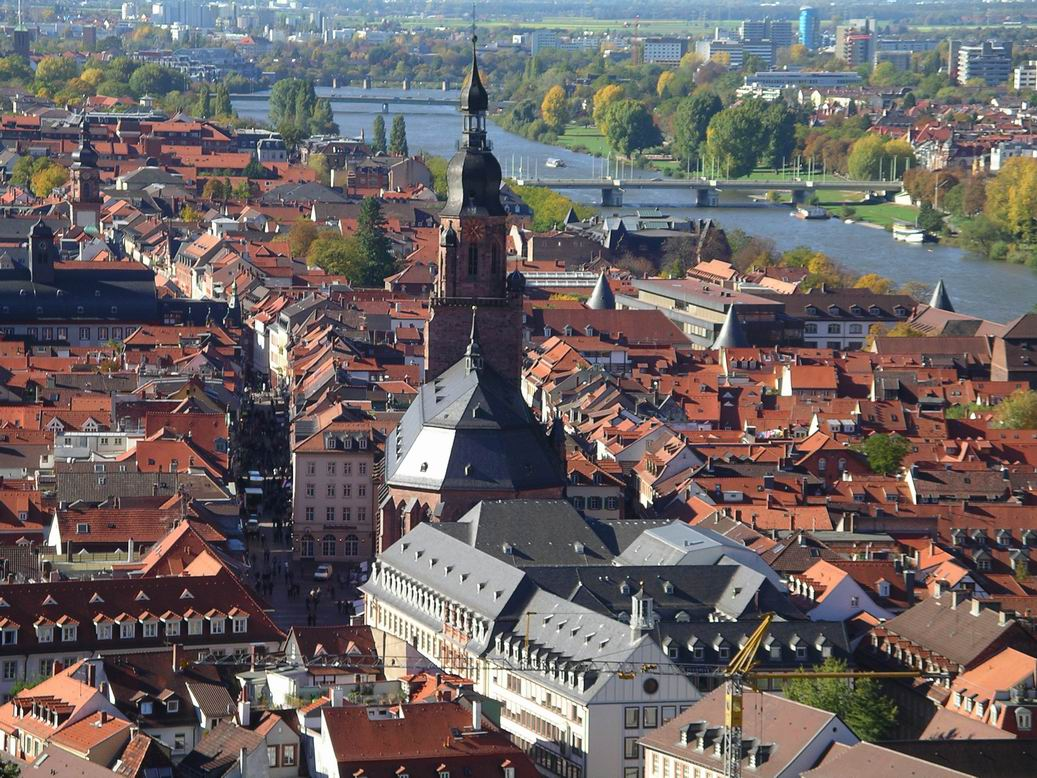
Blick vom Schloss auf die Altstadt von Heidelberg

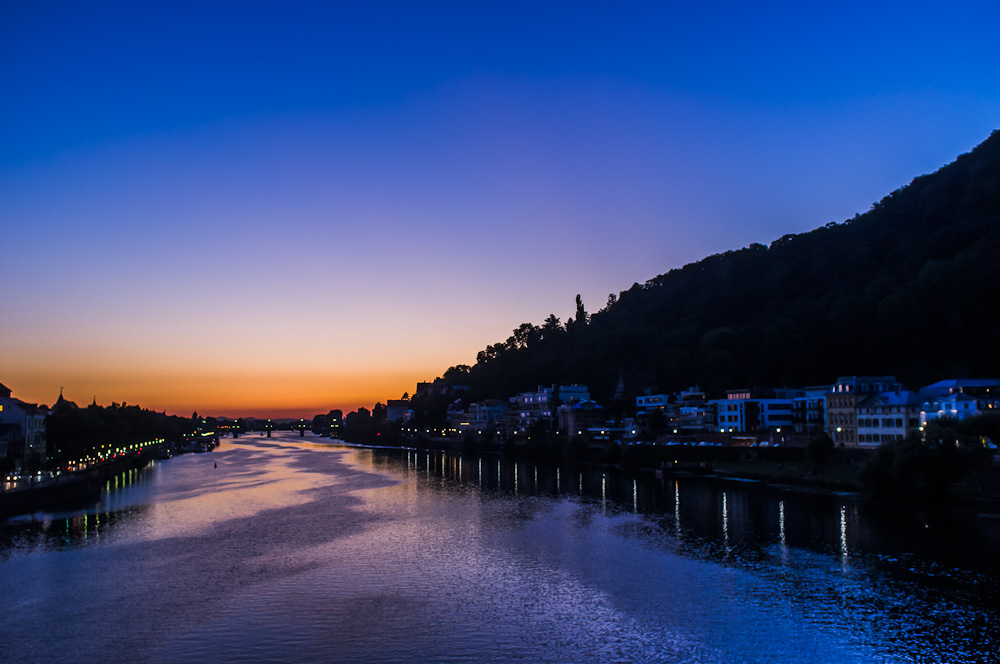
Sicht des Neckars von der Alten Brücke bei Dämmerung

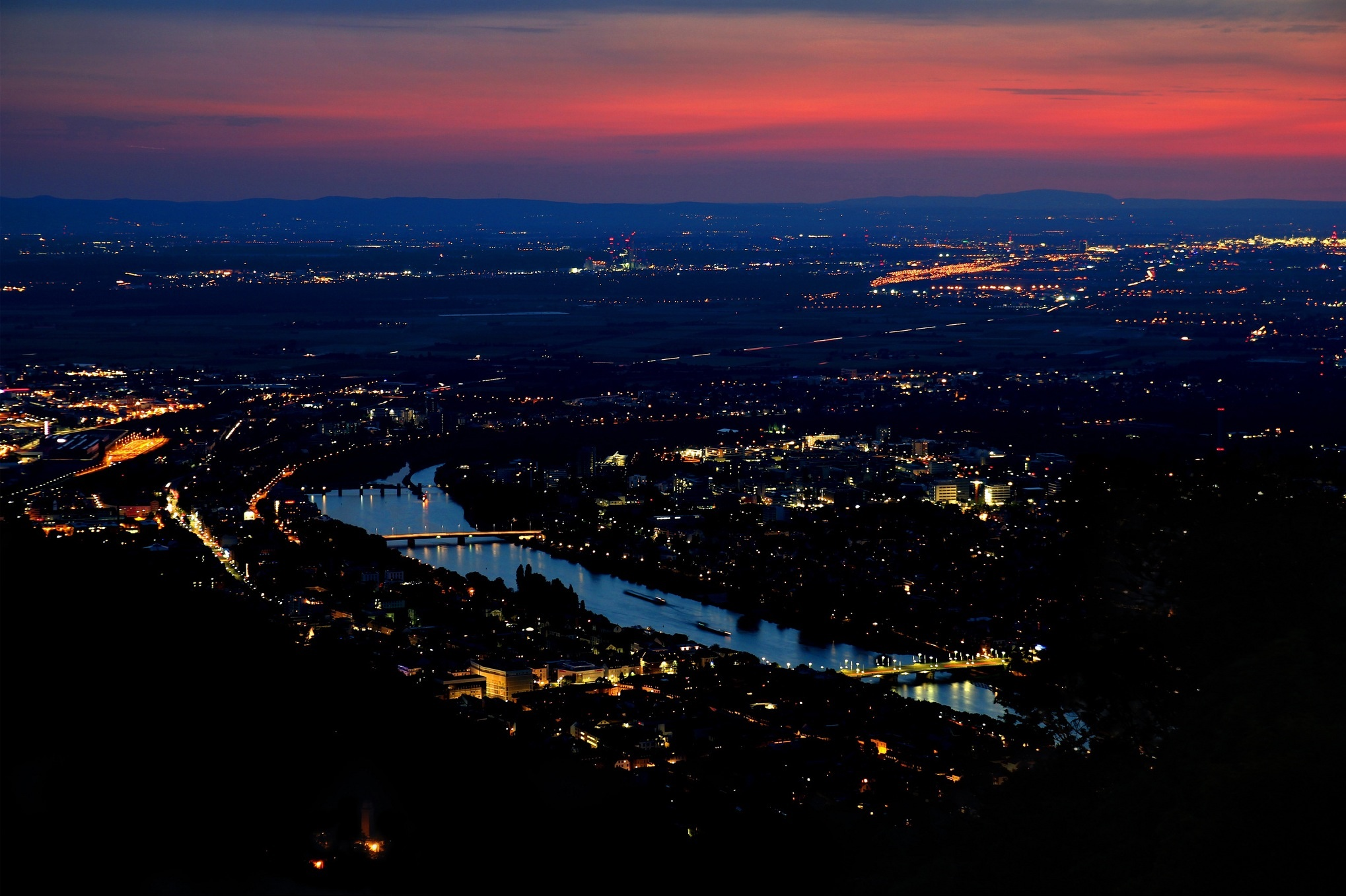
Blick auf Heidelberg vom Königstuhl bei Nacht

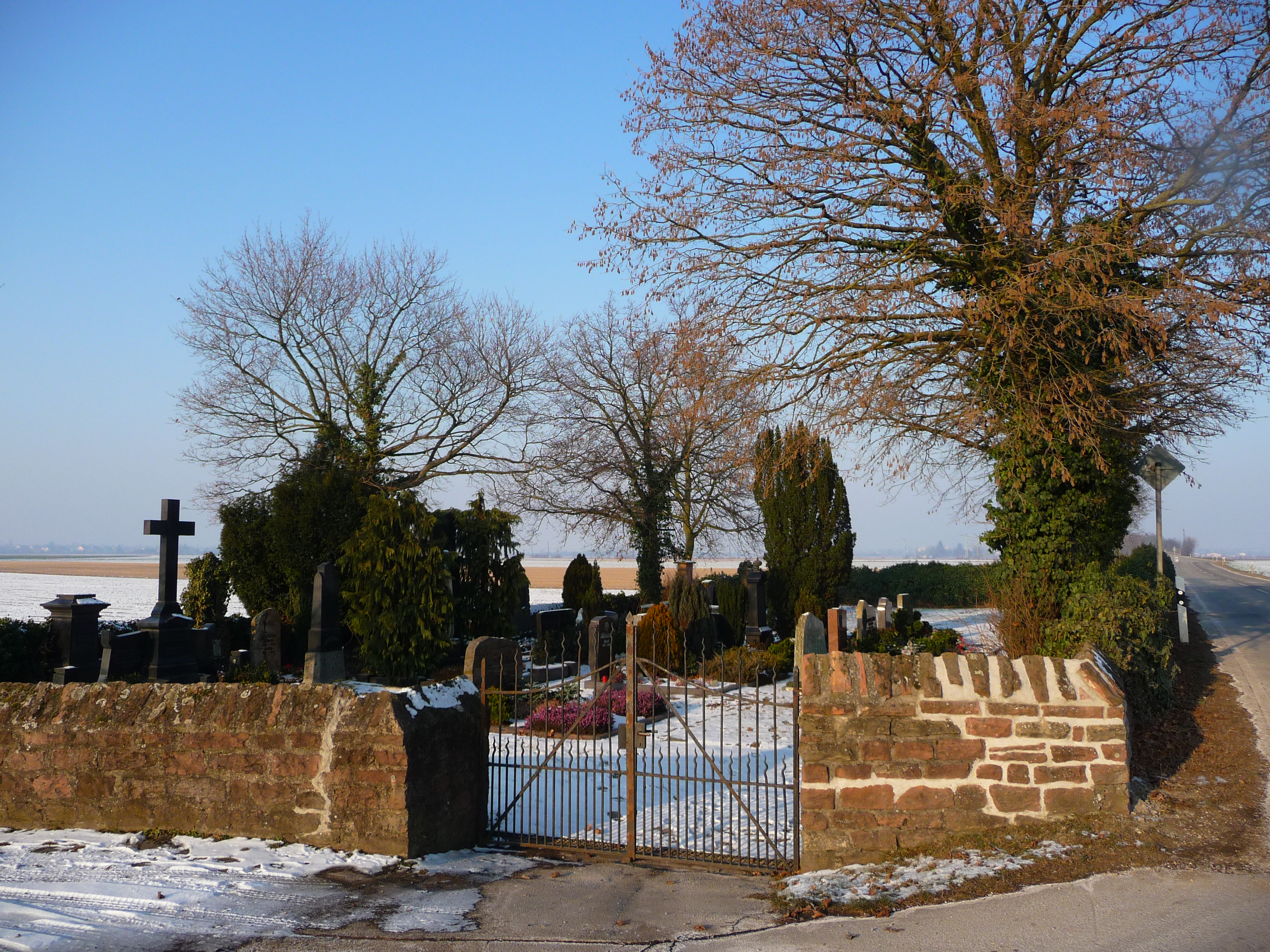
Grenzhöfer Friedhof

Die Stadt Heidelberg ist in 15 Stadtteile und 47 Stadtbezirke gegliedert. Dazu gehören sieben ehemalige Nachbardörfer, die bis 1975 eingemeindet wurden. Zu einigen Stadtteilen gehören noch weitere kleine, separat gelegene Wohnplätze und Gehöfte.
|                 | \| Eingemeindungen \| Eingemeindungen \| Eingemeindungen \| \| Jahr \| Orte \| Zuwachs in ha \| \| --------------- \| --------------- \| --------------- \| \| 1891 \| Neuenheim \| 497 \| \| 1903 \| Handschuhsheim \| 1546 \| \| 1920 \| Wieblingen \| 966 \| \| 1920 \| Kirchheim \| 1375 \| \| 1927 \| Rohrbach \| 1140 \| \| 1920/35 \| Grenzhof \| 445 \| \| 1. Januar 1975 \| Ziegelhausen \| 1475 \| |               |
| Eingemeindungen | |               |
| Jahr            | Orte | Zuwachs in ha |
| 1891            | Neuenheim | 497           |
| 1903            | Handschuhsheim | 1546          |
| 1920            | Wieblingen | 966           |
| 1920            | Kirchheim | 1375          |
| 1927            | Rohrbach | 1140          |
| 1920/35         | Grenzhof | 445           |
| 1. Januar 1975  | Ziegelhausen | 1475          |

- Innenstadt

Einer der ältesten Stadtteile Heidelbergs ist die Altstadt, der zwischen Neckar und Königstuhl gelegene historische Kern der Stadt. Dort befinden sich die meisten Sehenswürdigkeiten wie das Heidelberger Schloss. Wegen ihres reichen kulturellen Erbes bewarb sich Heidelberg 2004 und 2007 um eine Anerkennung der Altstadt als Weltkulturerbe der UNESCO. Zu diesem Stadtteil gehören auch die weiter außerhalb gelegenen Gebiete wie die Molkenkur, der Kohlhof und der Speyererhof. Zusammen mit der Altstadt bildet das westlich der Altstadt gelegene Bergheim die Innenstadt. Das ehemalige Dorf ist älter als die Altstadt. Überreste menschlicher Besiedlung lassen sich bis in die frühe Steinzeit zurückverfolgen. Bergheim wurde 769 erstmals im Lorscher Codex urkundlich erwähnt. 1392 wurde das Dorf Bergheim aufgelöst und die Bewohner in die schnell wachsende Residenzstadt Heidelberg zwangsumgesiedelt. Während der Industrialisierung Ende des 19. Jahrhunderts, als sich die Stadt nach Westen ausdehnte, wurde das Gebiet erneut besiedelt.
- Zentrum

Unmittelbar südwestlich der Heidelberger Innenstadt befindet sich die Weststadt, die im Süden in die Südstadt übergeht. Diese Stadtteile entstanden durch das rasche Bevölkerungswachstum Heidelbergs während der Industrialisierung als Gründerzeitviertel (Weststadt) sowie nach dem Zweiten Weltkrieg (Südstadt). Zur Südstadt gehören das Mark-Twain-Village und die Campbell Barracks, wo US-Soldaten mit ihren Angehörigen bis zum offiziellen Abzug der US-Truppen 2014 untergebracht waren. Momentan (Stand 2022) wird im Zuge eines Konversionsprojektes eine neue Verwendung entwickelt.
Im Westen schließt sich ein neuer Stadtteil an Bergheim und die Weststadt an: Die sogenannte Bahnstadt befindet sich derzeit noch im Bau, jedoch fehlt nur noch das westliche Drittel zum Masterplan. Im Juli 2014 wurde ein erster Bauabschnitt eingeweiht. Auf dem Gelände des ehemaligen Güter- und Rangierbahnhofs soll eine der größten Passivhaussiedlungen der Welt entstehen.
- Süden

Weiter südlich liegt der Stadtteil Rohrbach mit dem Hasenleiser und dem Bierhelderhof. Nach Südosten wird Heidelberg durch die beiden noch jungen Stadtteile Boxberg und Emmertsgrund abgeschlossen.
- Westen

Der größte und zugleich älteste Stadtteil Heidelbergs ist Kirchheim. Bereits zur Bronzezeit gab es auf dem jetzigen Gemeindegebiet Siedlungen. Mehrere Karolingergräber, die in den 1970er Jahren bei Ausgrabungen an der „Spinne“ gefunden wurden, bezeugen die Wichtigkeit Kirchheims als wichtigen Knotenpunkt zwischen den Klöstern Lorsch und Mainz. Kirchheim bildet den südwestlichen Teil Heidelbergs und wurde 1920 eingemeindet. Ebenfalls zu Kirchheim gerechnet werden der Kurpfalzhof, Kirchheimer Hof, Patrick-Henry-Village (eine 1947 gegründete Siedlung der US-Army, die nach dem Abzug der Truppen 2014 bis heute (Stand 2021) als Flüchtlingsnotunterkunft genutzt wird. Außerdem ist das Patrick-Henry-Village Erstaufnahmestelle und Koordinations- und Verteilungszentrum für Flüchtlinge.), der Pleikartsförster Hof sowie Neurott.
Am Rande der Weststadt in Richtung Kirchheim liegt das Notwohngebiet Im Mörgelgewann. Das Quartier liegt sozialräumlich und optisch abseits; es ist nur über eine Stichstraße erreichbar. Ursprünglich wurde es zur Unterbringung der Flüchtlinge nach dem Zweiten Weltkrieg errichtet. 2008 lebten hier rund 300 Menschen, die als Obdachlose von der Stadt Heidelberg notuntergebracht wurden.
Am westlichen Rand Heidelbergs befindet sich der Pfaffengrund. Er lässt sich in ein nördlich gelegenes Industriegebiet und ein Wohngebiet im Süden aufteilen. Der Name Pfaffengrund leitet sich von dem mittelalterlichen Flurnamen ab, die Gegend selbst wurde bis 1920 als Ackerland verwendet.
Weiter nördlich liegt Wieblingen mit dem Grenzhof und dem Ochsenkopf. Ebenso wie Kirchheim und der Pfaffengrund wurde Wieblingen 1920 ein Stadtteil Heidelbergs. Urkundlich erwähnt wurde Wieblingen erstmals im Lorscher Codex im Jahr 767.
- Norden

Gegenüber der Innenstadt, auf dem nördlichen Ufer des Neckars, liegt der Stadtteil Neuenheim. Die Entwicklung Neuenheims begann bereits in der vorrömischen Zeit. Es war der erste Stadtteil Heidelbergs, der 1891 durch Eingemeindung Teil des Stadtgebiets wurde. Im Neuenheimer Feld befindet sich der neue Campus der Ruprecht-Karls-Universität.
Weiter nördlich liegt Handschuhsheim, das wenige Jahre nach Neuenheim, im Jahre 1903, eingemeindet wurde. Der Name Handschuhsheim geht vermutlich auf den Namen eines Gutsbesitzers im Frühmittelalter zurück.
- Osten

Im Osten, auf der Südseite des Neckars, liegt Schlierbach. Es wurde 1245 erstmals urkundlich erwähnt. Die Gegend zählt zu den gehobenen Wohngegenden Heidelbergs.
Auf der anderen Neckarseite liegt Ziegelhausen mit dem Ortsteil Peterstal. Ziegelhausen wurde im Jahre 1220, einige Jahre vor Schlierbach, urkundlich erwähnt. Die Gegend wurde vermutlich bereits in römischer Zeit besiedelt. Ziegelhausen wurde 1975 – gegen den Willen der großen Mehrheit seiner Einwohner – nach Heidelberg eingemeindet.

### Klima
Das Klima in der Region in der geschützten Lage zwischen Pfälzerwald und Odenwald ist ganzjährig mild und wird zu 65 Prozent durch die Zufuhr von maritimen Luftmassen aus westlichen Richtungen bestimmt. Im Vergleich zur nahen Rheinebene bewirkt die Lage Heidelbergs am Ausgang des Neckartals eine überdurchschnittliche Häufigkeit von Ostwinden. Die Hänge des Odenwalds begünstigen Wolkenbildung und Niederschläge. Die DWD-Klimastation in Heidelberg maß zwischen 1971 und 2000 eine Durchschnittstemperatur von 11,1 °C und eine Niederschlagsmenge von 745 mm pro Jahr. Der wärmste Monat ist der Juli mit durchschnittlich 20,1 °C, der kälteste der Januar mit 2,5 °C. Temperaturen über 30 °C sind im Hochsommer keine Seltenheit. Die meisten Niederschläge fallen im Juli, und der trockenste Monat ist der März.

## Geschichte
Die Stadt Heidelberg wurde im 12. Jahrhundert gegründet; ihre Geschichte reicht aber bis in keltische und römische Zeiten zurück. Vom 13. Jahrhundert bis zum Jahr 1720 war Heidelberg Residenz der Pfalzgrafen bei Rhein und Hauptstadt der Kurpfalz.

### Vor- und Frühgeschichte

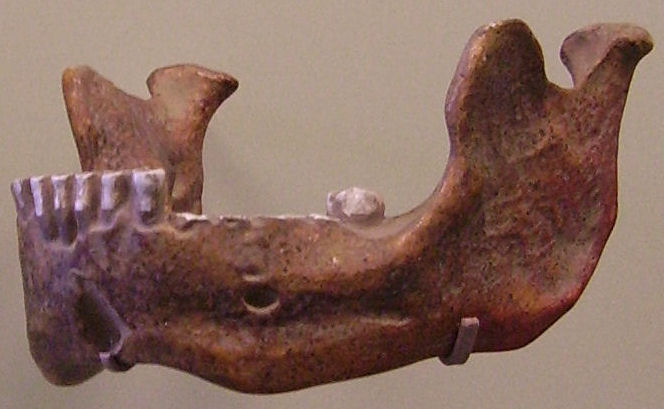
Rekonstruktion des Unterkiefers von Mauer

Nahe bei Heidelberg, in der Gemeinde Mauer, kam 1907 in einer Sandgrube der Unterkiefer eines Urmenschen (Unterkiefer von Mauer) zu Tage. Er ist einer der ältesten Belege für die Gattung Homo in Europa. Von dieser ausgestorbenen Hominiden-Art, Homo heidelbergensis (Heidelbergmensch), stammt der Neandertaler ab.
Ab etwa 500 v. Chr. gründeten die Kelten auf dem Heiligenberg eine größere befestigte Siedlung. Deren doppelter Ringwall, zum Schutz gegen die vordringenden Germanen angelegt, ist noch zu erkennen. 200 Jahre später wurde diese Anlage aus ungeklärten Gründen aufgegeben.

### Römer
Das römerzeitliche Heidelberg bestand vom 1. bis zum 3. Jahrhundert n. Chr. Um 70 n. Chr. gründeten die Römer ein Lager im heutigen Neuenheim, das um 90 durch zwei steinerne Kastelle ersetzt wurde. Über den Neckar führte zunächst eine hölzerne Brücke, ab circa 200 eine Steinpfeilerbrücke. Auf dem Gipfel des Heiligenbergs entstand ein Merkurtempel, auch der Mithraismus war in Heidelberg verbreitet. Der Hauptort der Region war in römischer Zeit das benachbarte Lopodunum (heute Ladenburg), aber auch um das Militärlager in Heidelberg (dessen lateinischer Name unbekannt ist) entwickelte sich ein florierendes Töpfereizentrum.
Nach 260 mussten sich die Römer vor dem Germanenstamm der Alamannen, der den Limes durchbrochen hatte und in römisches Territorium eingefallen war, an den Rhein zurückziehen. Der Sieg des Merowingerkönigs Chlodwig I. über die Alamannen im Jahr 506 machte Heidelberg schließlich zu einem Teil des Frankenreichs, zugleich wurde das Gebiet christianisiert.

### Mittelalter

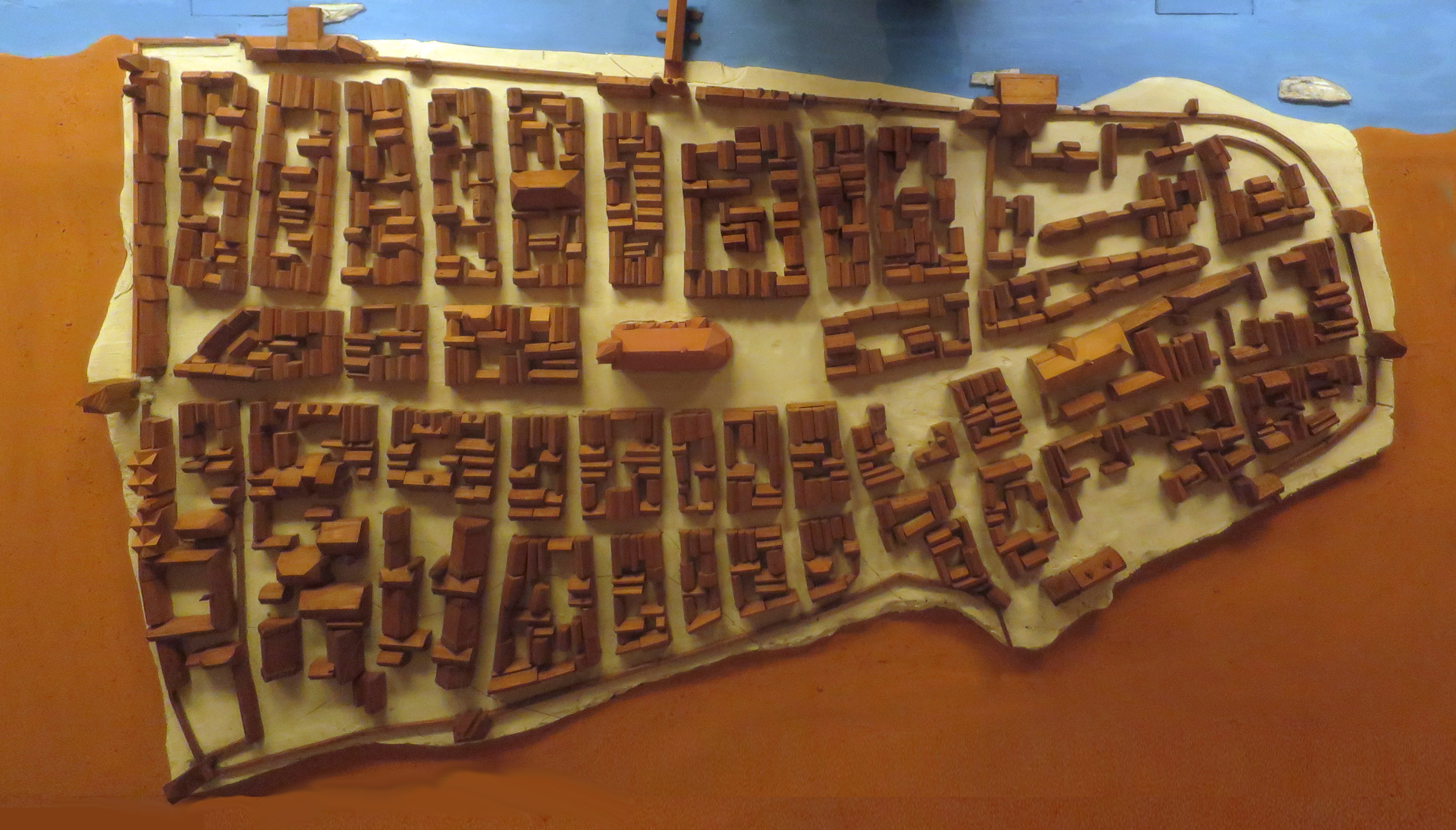
Modell der Altstadt in der Mitte des 13. Jahrhunderts im Kurpfälzischen Museum Heidelberg

870 wurde auf dem Gipfel des Heiligenbergs an Stelle des alten Merkurtempels das Michaelskloster als Filialkloster des Klosters Lorsch, das zu jener Zeit mit dem Bistum Worms um die Vorherrschaft in der Region rang, gegründet. Später folgten eine weitere Filiale, das Stephanskloster, und das Stift Neuburg.
Die älteste schriftliche Erwähnung Heidelbergs stammt aus dem Jahr 1196. Die etymologische Bedeutung ist unsicher. Es ist aber davon auszugehen, dass der Ort bereits im Laufe des 12. Jahrhunderts entstanden war. Zu jener Zeit gehörte Heidelberg zum Besitz des Bistums Worms und bestand aus der Oberen Burg auf der Molkenkur am Hang des Königsstuhls und einem Burgweiler im Bereich der Peterskirche am Fuße des Berges. Viele der heutigen Stadtteile Heidelbergs gehen auf Dörfer zurück, die schon zur Frankenzeit im 6. Jahrhundert entstanden waren. Einige von ihnen wurden im Lorscher Codex erstmals urkundlich erwähnt, Neuenheim und Handschuhsheim etwa im Jahr 765.

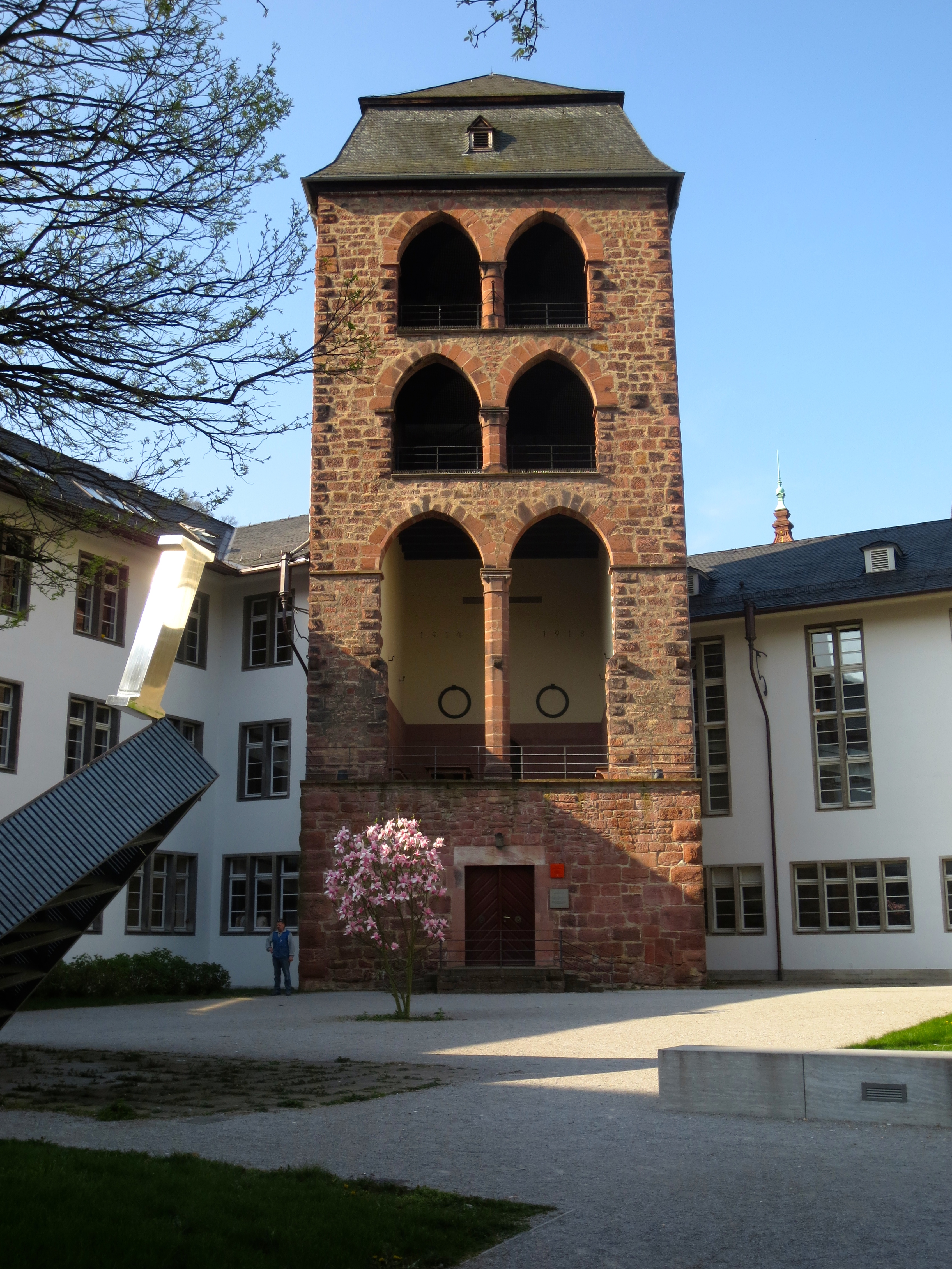
Der Hexenturm im Hof der Neuen Universität ist einer der wenigen erhaltenen Teile der mittelalterlichen Stadtmauer.

Der Vorgängerbau des Heidelberger Schlosses wurde im 13. Jahrhundert auf dem Jettenbühl errichtet. Wohl zur gleichen Zeit wurde die Stadt im Bereich zwischen Königstuhl und Neckar planmäßig mit einem rechtwinkligen Grundriss und dem Marktplatz im Zentrum angelegt. Diese Stadtanlage nahm den östlichen Teil der heutigen Altstadt bis zur Grabengasse ein. Sie war von einer Stadtmauer umgeben, über den Neckar führte eine Brücke.
Kaiser Friedrich I. Barbarossa hatte 1156 seinen Halbbruder Konrad den Staufer zum Pfalzgrafen bei Rhein ernannt. Die Pfalzgrafschaft wurde später von der Dynastie der Wittelsbacher regiert und entwickelte sich zu einem größeren Territorialgebilde innerhalb des Heiligen Römischen Reichs. Im Jahr 1225 erhielt der Pfalzgraf bei Rhein das vormals Wormser Heidelberg als Lehen. In der Goldenen Bulle wurde 1356 den Pfalzgrafen bei Rhein die Kurwürde verliehen. Von da an waren sie als Kurfürsten von der Pfalz bekannt, ihr Herrschaftsgebiet wurde als Kurpfalz bezeichnet. Anfangs hatten die Pfalzgrafen keine feste Residenz, sondern hielten sich an verschiedenen Orten ihres Herrschaftsbereichs auf. Schon im 13. Jahrhundert hatte Heidelberg den Charakter einer Residenzstadt entwickelt. Als im 14. Jahrhundert die Reiseherrschaft aufgegeben wurde, konnte sich die Stadt gegen Neustadt an der Haardt durchsetzen und wurde zur Hauptstadt der Kurpfalz.
Im Jahr 1386 gründete Ruprecht I. die Universität Heidelberg als dritte Hochschule im Heiligen Römischen Reich (nach Prag und Wien). Sie ist die älteste Universität in Deutschland. 1392 wurde Heidelberg umfangreich erweitert, das Stadtgebiet nahezu verdoppelt und entsprach der heutigen Altstadt. Von der Herrschaft Ruprechts III., der im Jahr 1400 zum römisch-deutschen König gewählt wurde, profitierte Heidelberg durch den Bau der Heiliggeistkirche. Seine Nachfolger machten die Universität Heidelberg gegen Ende des 15. Jahrhunderts zu einer Hochburg des frühen Humanismus.

### Neuzeit

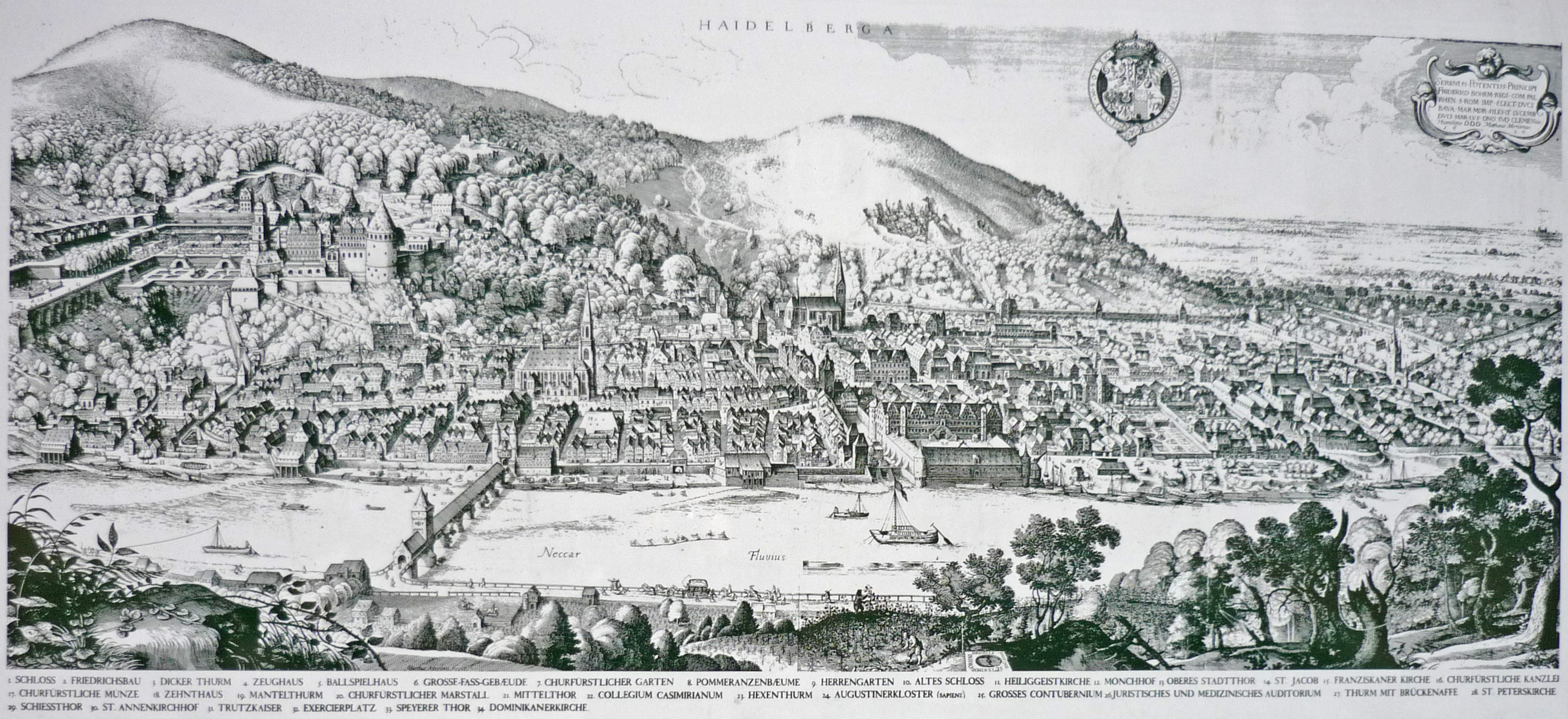
Kupferstich Heidelbergs von Matthäus Merian aus dem Jahr 1620

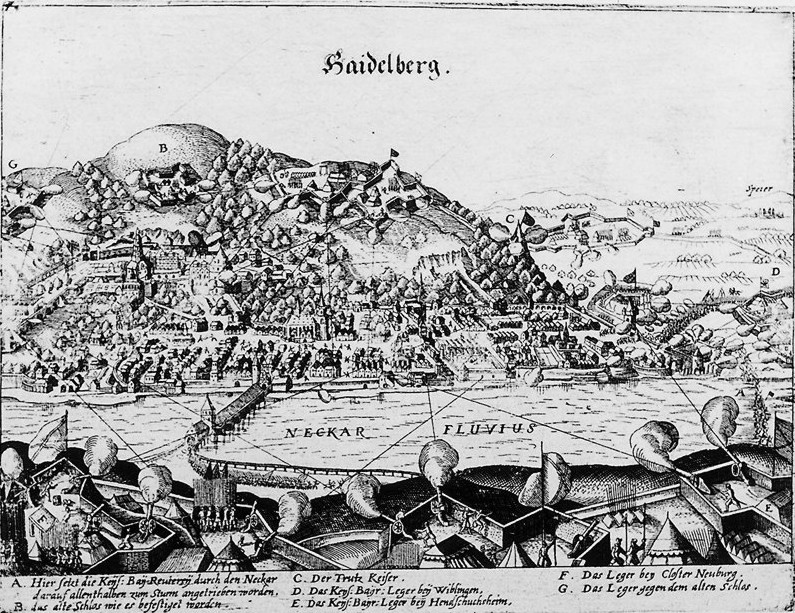
Einnahme Heidelbergs durch die Truppen Tillys. Siehe auch: Belagerung und Einnahme Heidelbergs 1622

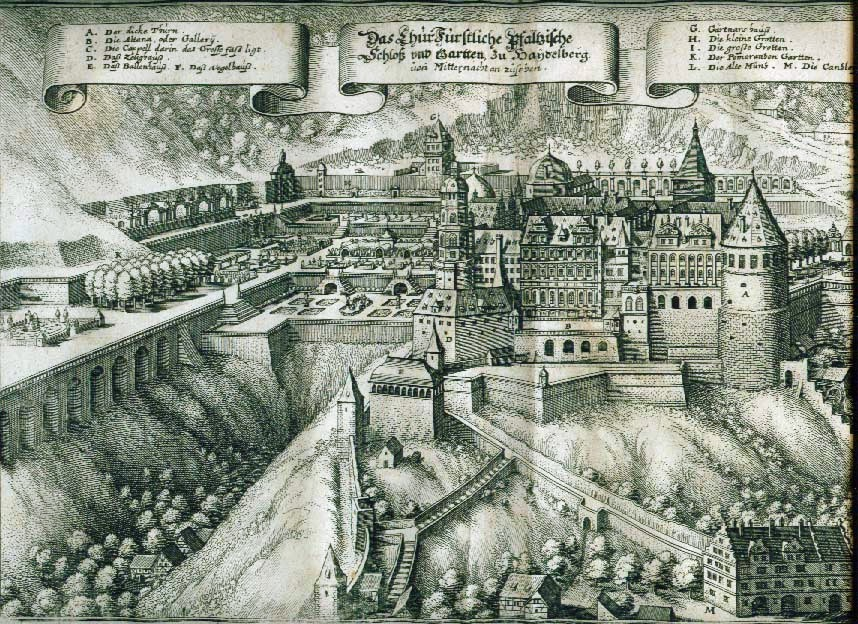
Ansicht des Schlosses, 1645

Martin Luthers reformatorische Ideen hatten sich schon in der ersten Hälfte des 16. Jahrhunderts in Südwestdeutschland verbreitet und erreichten früh auch Heidelberger Kleriker. Die Einführung der Reformation in der Stadt erfolgte jedoch erst nach dem Regierungsantritt Friedrichs II. in den Jahren 1545/1546 und musste unter dem Druck des Kaisers auch rasch wieder zurückgenommen werden. Erst unter Kurfürst Ottheinrich (1556–1559) wurde in der Kurpfalz endgültig die Reformation eingeführt. Nach dem Übergang zum Calvinismus unter dessen Nachfolger Friedrich III. zog Heidelberg Studenten und Wissenschaftler aus ganz Westeuropa an und galt nach Leiden als drittes Genf. So erschien 1563 in Heidelberg der Heidelberger Katechismus und 1572 die erste deutsche Gesamtübersetzung der Institutio Christianae Religionis, des Hauptwerks von Johannes Calvin. Gegen Ende des Jahrhunderts wurde in Heidelberg eine Vielzahl prächtiger Renaissancebauten errichtet, die (mit Ausnahme der Fassade des Hauses zum Ritter) im Pfälzer Erbfolgekrieg allesamt zerstört wurden. Auch das Schloss wurde damals wesentlich erweitert und von der mittelalterlichen Burg zu einer neuzeitlichen Residenz umgestaltet.
Um seiner Gattin, der englischen Königstochter Elisabeth Stuart, ein standesgemäßes Hofleben bieten zu können, ließ Kurfürst Friedrich V. (1610–1623) das Heidelberger Schloss durch den Bau des Hortus Palatinus umgestalten. Auf politischem Terrain war Friedrich als Führer der Protestantischen Union in die Wirren des Dreißigjährigen Kriegs verwickelt, als er sich 1619 zum böhmischen König wählen ließ. Er konnte sich aber nicht gegen den katholischen Kaiser durchsetzen und wurde 1620 in der Schlacht am Weißen Berg geschlagen. Wegen seiner kurzen Herrschaft ging er als Winterkönig in die Geschichte ein. In den ersten Wochen des Septembers 1622 belagerte Johann T’Serclaes von Tilly als Heerführer der Katholischen Liga Heidelberg erfolgreich. Die Einnahme Heidelbergs erfolgte am 16. September. Die Stadt blieb, abgesehen von einer schwedischen Besatzung zwischen 1633 und 1635, bis zum Kriegsende bayerisch besetzt. Während dieser Zeit schenkte Herzog Maximilian I. von Bayern die Bibliotheca Palatina dem Papst, sodass sich heute große Teile davon in der Bibliotheca Vaticana befinden. Heidelberg wurde vom Krieg schwer getroffen, die Bevölkerung litt große Not. Im Westfälischen Frieden, der 1648 den Dreißigjährigen Krieg beendete, wurde die Kurpfalz wiederhergestellt, sie verlor aber viel von ihrem politischen Gewicht.
Als Kurfürst Karl II. 1685 kinderlos verstarb, erlosch die Linie Pfalz-Simmern des Hauses Wittelsbach, und die Kurfürstenwürde ging auf die katholische Nebenlinie Pfalz-Neuburg über. Aus den Erbansprüchen, die der französische König Ludwig XIV. nun mit Verweis auf seine Schwägerin Liselotte von der Pfalz erhob, resultierte der Pfälzische Erbfolgekrieg. Im Verlaufe dieses Krieges wurde Heidelberg zweimal, 1688 und 1693, von französischen Truppen eingenommen und komplett verwüstet. Nachdem der Erbfolgekrieg 1697 beendet war, baute man das zerstörte Heidelberg im Stil des Barock auf mittelalterlichem Grundriss wieder auf. Die nunmehr katholischen Kurfürsten siedelten in der Stadt Jesuiten an.
Das Heidelberger Schloss war nach der Zerstörung durch die Franzosen unbewohnbar, entsprach aber ohnehin nicht mehr dem barocken Zeitgeschmack, der großzügige Schlossanlagen nach dem Vorbild von Versailles bevorzugte. Pläne, eine solche Residenz in der Ebene im Bereich des heutigen Stadtteils Bergheim zu bauen, scheiterten am Widerstand der Heidelberger Bürgerschaft, und so entschloss sich Karl III. Philipp 1720, seine Residenz nach Mannheim zu verlegen. In der Quadratestadt, die dem Repräsentationsinteresse des Kurfürsten weitaus mehr entsprach als das mittelalterliche Heidelberg, ließ er das prunkvolle Schloss Mannheim errichten. Heidelberg verlor seine Stellung als politisches Machtzentrum und litt auch ökonomisch durch den Weggang des Hofstaats. Von der Herrschaftszeit Kurfürst Carl Theodors (1743–1799) profitierte aber auch Heidelberg durch den Bau der Alten Brücke und des Karlstores. Die Instandsetzung des Schlosses wurde 1764 nach einem verheerenden Blitzschlag wieder eingestellt.

### Napoleonische Zeit bis Weimarer Republik
Im Reichsdeputationshauptschluss des Jahres 1803 wurde die Kurpfalz aufgelöst, die rechtsrheinischen Gebiete und somit auch Heidelberg wurden dem bald darauf zum Großherzogtum erhobenen Baden zugeschlagen. Der badische Großherzog Karl Friedrich (1771–1811) machte die Hochschule zu einer staatlich finanzierten Lehranstalt und verhalf ihr zum Wiederaufstieg zu einer renommierten Bildungsstätte. Ihm und dem Universitätsgründer, Kurfürst Ruprecht I., zu Ehren erhielt die Universität Heidelberg den neuen Namen „Ruprecht-Karls-Universität“. Anfang des 19. Jahrhunderts wurde die Neckarstadt außerdem zu einem der wichtigsten Orte der deutschen Romantik, begünstigt durch die schöne Landschaft und die pittoreske Schlossruine. Das Wirken von Dichtern wie Friedrich Hölderlin, Achim von Arnim, Clemens Brentano und Joseph von Eichendorff wurde als „Heidelberger Romantik“ bekannt. Arnim und Brentano veröffentlichten zwischen 1806 und 1808 in Heidelberg unter dem Titel Des Knaben Wunderhorn eine Sammlung deutscher Volkslieder. Auch ein Künstlerzirkel um die Maler Karl Philipp Fohr, Carl Rottmann und Ernst Fries entstand in Heidelberg.
Während des Vormärzes wurden an der Heidelberger Universität nationale, liberale und demokratische Ideen verbreitet. Nach Beginn der Märzrevolution versammelten sich am 5. März 1848 liberale und demokratische Politiker aus Südwestdeutschland zur Heidelberger Versammlung der 51, die maßgebliche Impulse zur Konstituierung der Frankfurter Nationalversammlung setzte. Nach dem Scheitern der Nationalversammlung wurde der Maiaufstand in Baden von preußischen Truppen niedergeschlagen. Auch in Heidelberg kam es zu Kämpfen gegen liberale Freischärler.
Die Industrialisierung ging an der Neckarstadt zunächst ohne größere Spuren vorbei. Der Tourismus entwickelte sich ab dem frühen 19. Jahrhundert, vor allem ab dem Anschluss der Stadt an das Eisenbahnnetz im Jahr 1840, zu einem wichtigen Wirtschaftsfaktor in Heidelberg, ebenfalls nahm die Zahl der Studenten zu, von denen viele den Studentenverbindungen angehörten. Joseph Victor von Scheffels Gedicht Alt-Heidelberg, du feine (später in der vertonten Version ein populäres Studentenlied) und das 1901 uraufgeführte Schauspiel Alt-Heidelberg machten Heidelberg zu einem Sinnbild des Studentenlebens im 19. Jahrhundert. Im letzten Viertel des 19. Jahrhunderts erlebte Heidelberg dann eine rasante Expansion, als das Stadtgebiet durch zahlreiche Eingemeindungen vergrößert wurde. Die Einwohnerzahl stieg von 20.000 im Jahr 1871 auf 85.000, also mehr als das Vierfache, im Jahr 1933. Zugleich wurde die Infrastruktur mit der Einführung der Straßenbahn und der Bergbahn sowie der Kanalisierung des Neckars (in den 1920er Jahren) ausgebaut. 1930 ermöglichten großzügige Spenden von einflussreichen US-Bürgern den Bau des Hörsaalgebäudes der Neuen Universität am Universitätsplatz.

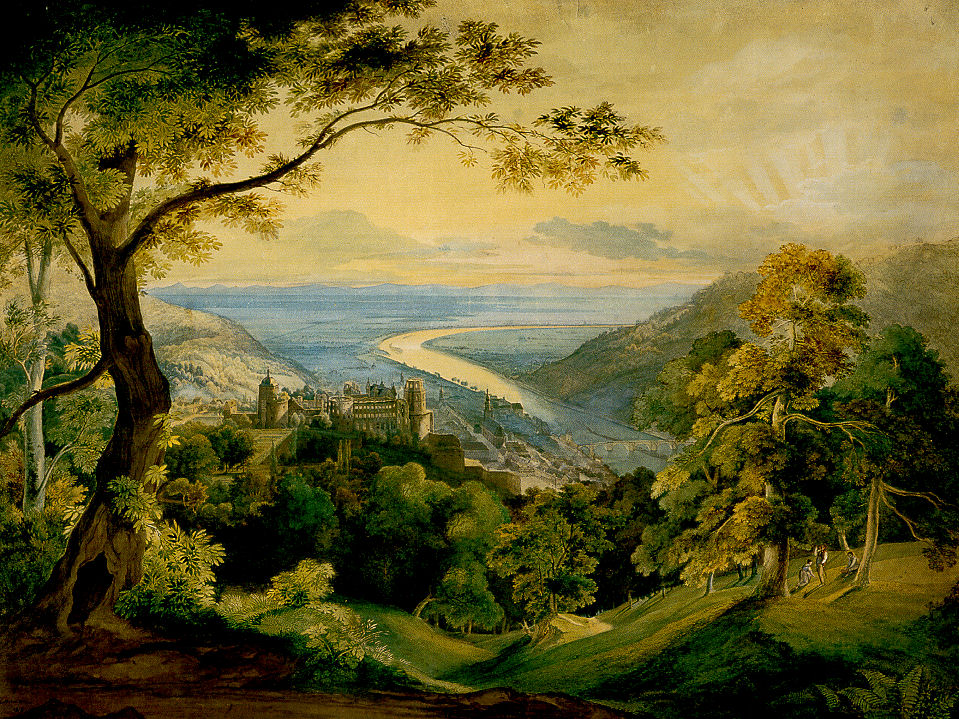
Das Heidelberger Schloss vor der Rheinebene, Carl Rottmann, 1815
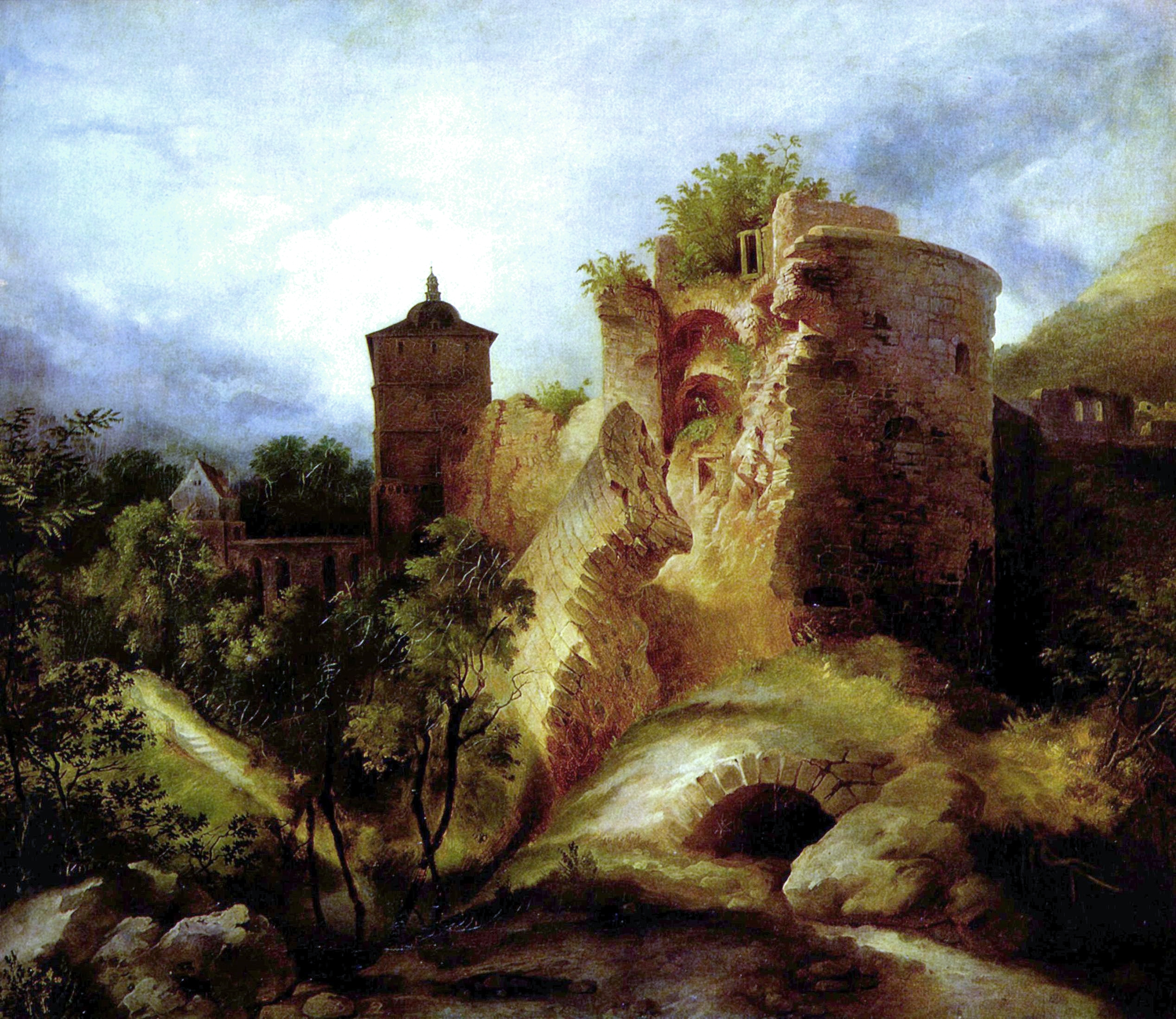
Das Heidelberger Schloss wurde im Pfälzischen Erbfolgekrieg von den Franzosen zerstört. Gemälde von Carl Blechen, 1829
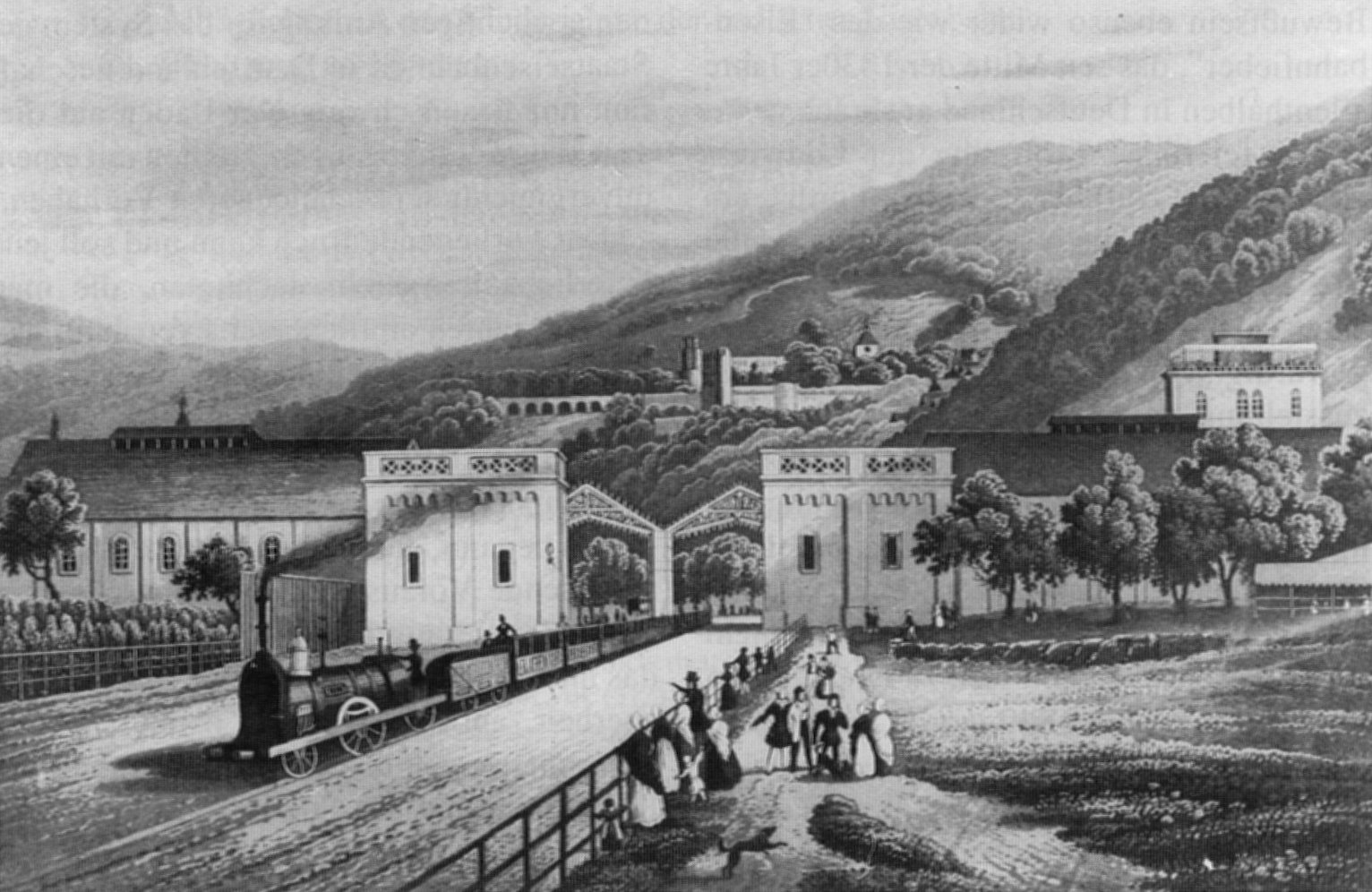
Ausfahrt eines Zuges aus dem Heidelberger Bahnhof, Lithografie aus dem Jahr 1842
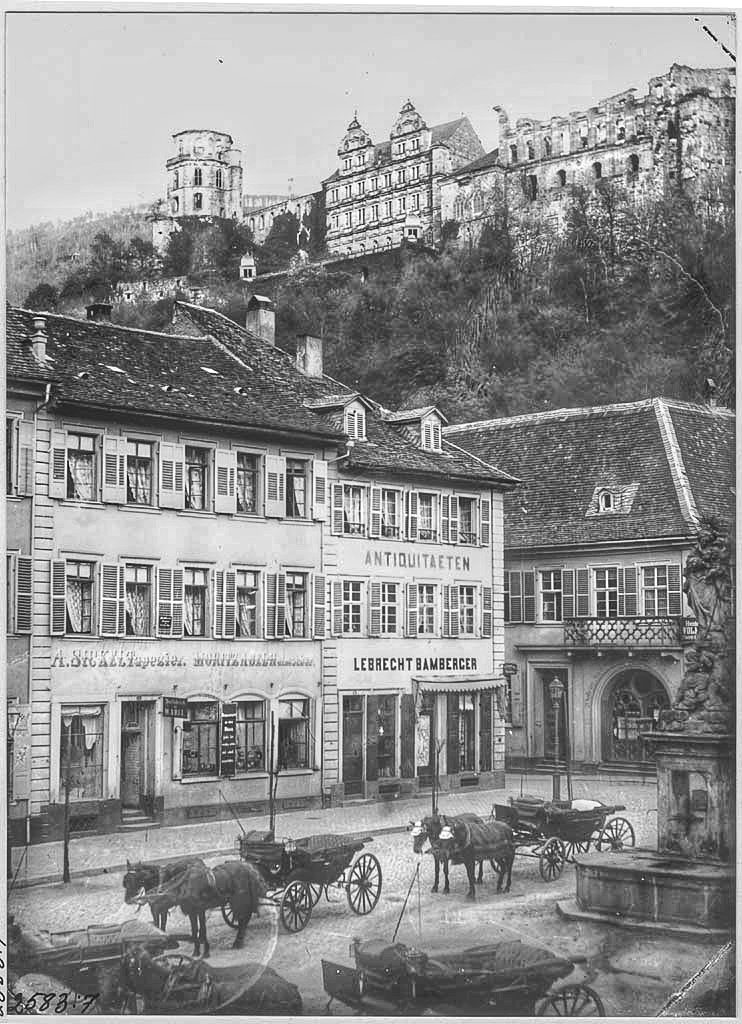
Der Kornmarkt mit Pferdekutschen und Marienstatue, 1881
Stadtansicht Heidelberg, 1912

### Zeit des Nationalsozialismus und Zweiter Weltkrieg

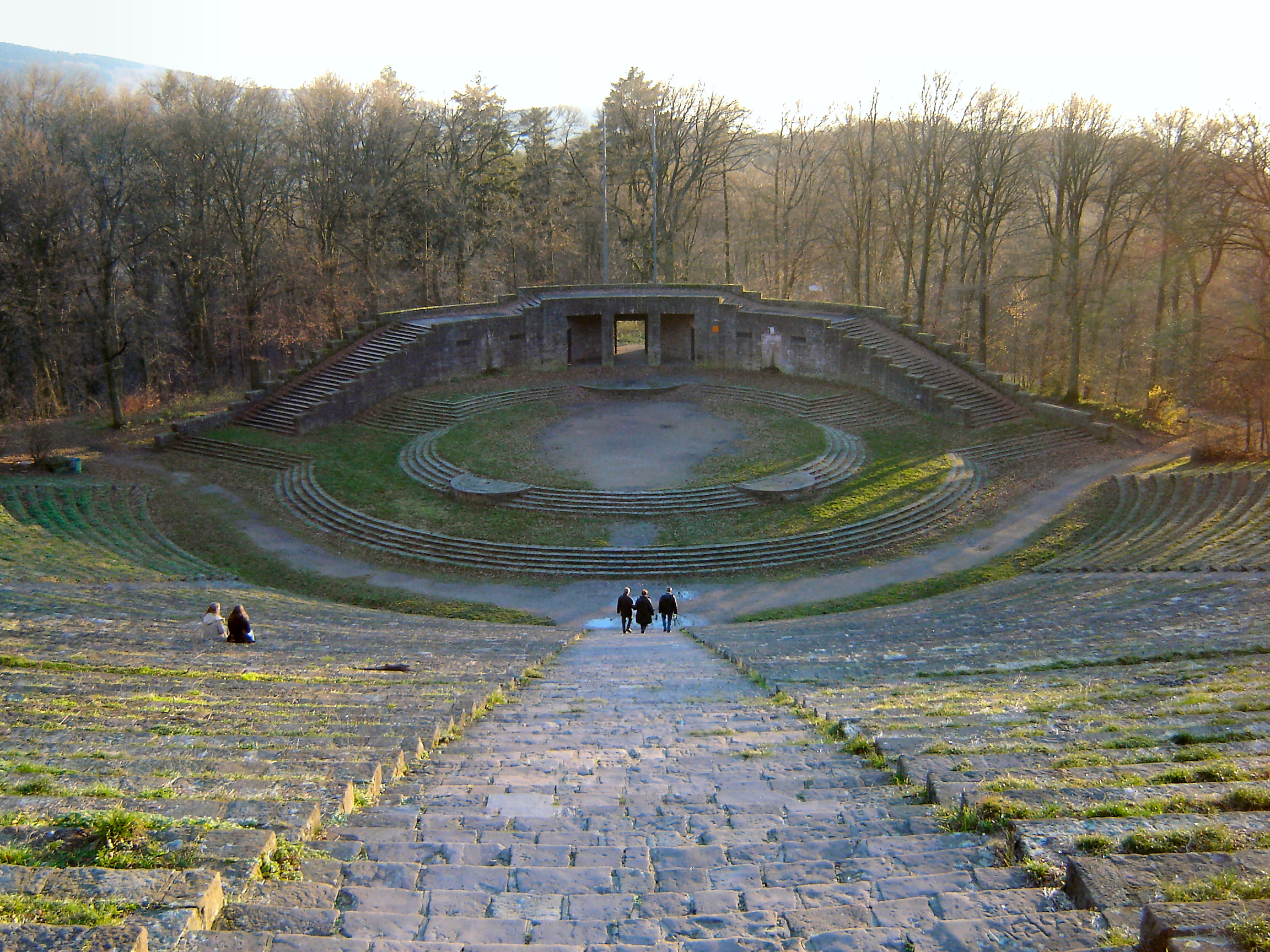
Die Thingstätte auf dem Heiligenberg, 1935 erbaut

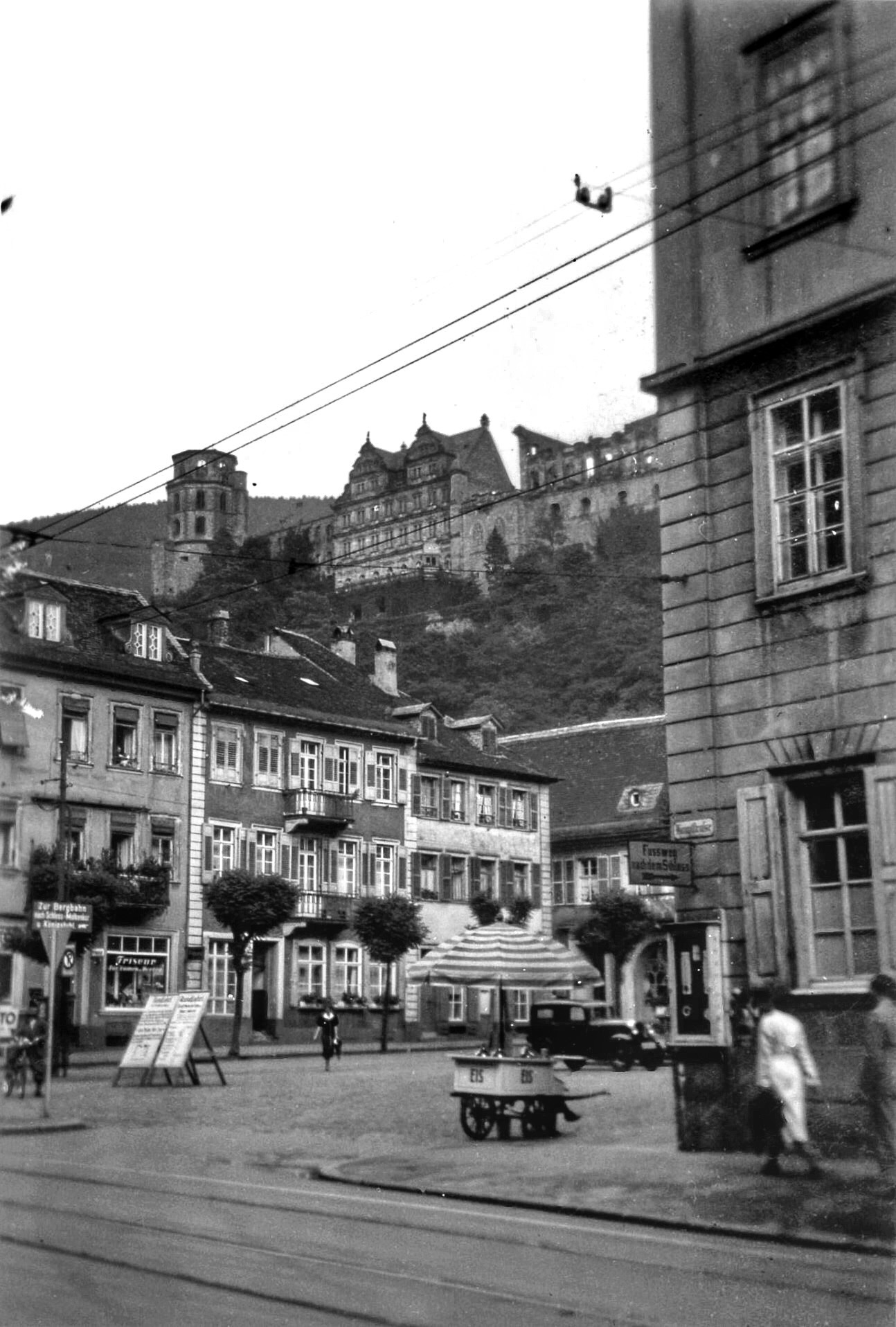
Blick von der Hauptstraße zum Schloss, 1939

Die Wahlergebnisse der NSDAP lagen in Heidelberg meist über dem Durchschnitt der Ergebnisse im Reich oder in Baden. Nach der Machtergreifung der Nationalsozialisten am 30. Januar 1933 begann die organisierte Diskriminierung von Juden und anderen „Nichtariern“ auch in Heidelberg. Bis 1939 verlor die Heidelberger Universität so mehr als ein Drittel ihres Lehrkörpers aus rassistischen oder politischen Gründen. Während der Novemberpogrome 1938 brannten Heidelberger Nationalsozialisten die Synagogen in der Altstadt und in Rohrbach nieder, zerstörten den Betsaal in der Plöck 35 und verwüsteten zahlreiche Geschäfte und Wohnungen jüdischer Bürger. Am nächsten Tag wurden 150 Heidelberger Juden in das KZ Dachau zur vorgeblichen Schutzhaft verschleppt, um sie zur Emigration zu nötigen und ihr Vermögen zu arisieren. Am 22. Oktober 1940 wurden in der „Wagner-Bürckel-Aktion“ über 6000 badische Juden, darunter 280 aus Heidelberg, in das Internierungslager Camp de Gurs nach Südwestfrankreich deportiert. Nur wenige überlebten.
Als sichtbare bauliche Hinterlassenschaft steht die Thingstätte auf dem Heiligenberg, eine zwischen 1934 und 1935 vom Reichsarbeitsdienst und Heidelberger Studenten errichtete Freilichtbühne. Ebenso wurde der Ehrenfriedhof Heidelberg auf dem Ameisenbuckel 1934 vom Reichsarbeitsdienst angelegt. 1935 wurde die Reichsautobahn Heidelberg–Mannheim eingeweiht, heute als Bundesautobahn 656 bekannt, und an beiden Endstücken, in Mannheim und Heidelberg, auf Bundesstraßenniveau herabgesetzt, heute die B 37. Bis in die späten 1990er Jahre führte die A 656 direkt nach Mannheim und Heidelberg hinein.
Das mit Lazaretten angefüllte Heidelberg überstand als eine der wenigen deutschen Großstädte den Zweiten Weltkrieg nahezu unversehrt. Kleinere Luftangriffe in den Jahren 1944 und 1945 richteten nur geringe Schäden an. Von den 9.129 Wohngebäuden Heidelbergs wurden insgesamt 13 total zerstört (0,14 %), 32 schwer beschädigt (0,35 %), 80 mittelgradig (0,87 %) und 200 leicht beschädigt (2,19 %). Warum Heidelberg fast verschont blieb, ist nicht gänzlich klar. Zum einen besaß die Stadt wegen der fehlenden Schwerindustrie keine größere strategische Bedeutung, zum anderen ist es nicht ausgeschlossen, dass die Amerikaner bereits vor Kriegsende Heidelberg als Standort ihres Hauptquartiers ins Auge gefasst hatten.
Bei ihrem Rückzug am 29. März 1945 sprengte die Wehrmacht unter anderem die Alte Brücke. Am 30. März marschierten die amerikanischen Truppen der 63rd Infantry Division ein, ohne auf nennenswerten Widerstand zu treffen. Sie konnten viele Gebäude in der Stadt für ihre Zwecke übernehmen, darunter die Großdeutschland-Kaserne, die seitdem den Namen Campbell Barracks trägt.

### Nach dem Zweiten Weltkrieg

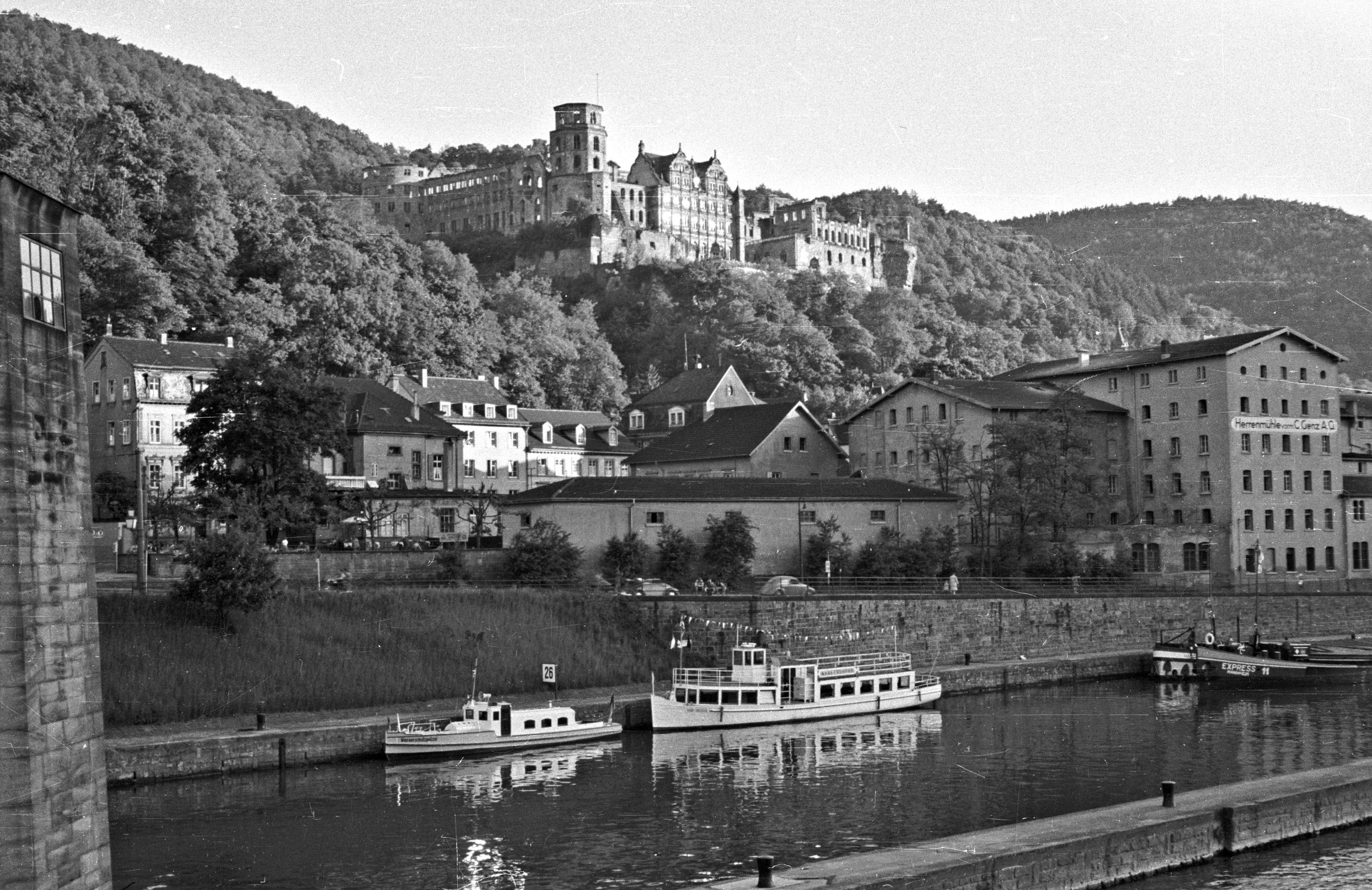
Heidelberg in den 1950er Jahren

Das unversehrte Heidelberg zog nach dem Zweiten Weltkrieg viele ausgebombte und vertriebene Menschen an. Heidelberg wurde Teil der amerikanischen Besatzungszone und Standort hoher Kommandostellen der US-Armee und später auch der NATO. Von 1948 bis 2013 waren die Campbell Barracks in Heidelberg Sitz des Hauptquartiers der United States Army Europe and Africa (der früheren 7. US-Armee) sowie des NATO-Landhauptquartiers Mitteleuropa. Nicht zuletzt da mit der veränderten US-amerikanischen Sicherheitspolitik nach den Terroranschlägen vom 11. September 2001 die US-Militärpräsenz in Westeuropa deutlich reduziert wurde, wurden 2011 bis 2015 sämtliche Einheiten aus Heidelberg abgezogen. Im Jahr 2008 hatten die amerikanischen Streitkräfte noch fast 200 Hektar Fläche belegt, unter anderem für zwei Kasernen, zwei Wohnsiedlungen sowie ein Militärkrankenhaus (Nachrichten Kaserne). 2010 lebten rund 16.000 US-Amerikaner in Heidelberg; die Amerikaner hatten damals also einen Anteil an der Heidelberger Bevölkerung von zehn Prozent.
Die Ruprecht-Karls-Universität nahm im Januar 1946 als zweite westdeutsche Hochschule nach Göttingen den Lehrbetrieb wieder auf. Schon vor dem Krieg waren vereinzelte Einrichtungen der Universität vom Altstadtcampus nach Neuenheim auf die andere Neckarseite verlegt worden, ab 1951 begann man dann mit dem Aufbau eines komplett neuen Campus, des Neuenheimer Feldes, am westlichen Stadtrand. Mitte der 1970er Jahre war der Ausbau des 120 Hektar großen Geländes im Wesentlichen beendet. 1955 wurde der Hauptbahnhof an seine heutige Stelle rund 1,2 Kilometer westlich des alten Standortes verlegt. Um der wachsenden Einwohnerzahl Heidelbergs Rechnung zu tragen, entstanden in den 1960er und 1970er Jahren im Süden der Stadt mit Boxberg und Emmertsgrund zwei gänzlich neue Wohngebiete. Mit der Eingemeindung der im Neckartal gelegenen Gemeinde Ziegelhausen war die flächenmäßige Expansion Heidelbergs 1975 abgeschlossen.
Während der Amtszeit von Oberbürgermeister Reinhold Zundel (1966 bis 1990) wurde die Altstadt saniert, die Hauptstraße mit 1,6 Kilometern Länge in eine der längsten Fußgängerzonen Europas umgewandelt und der Bismarckplatz erhielt seine heutige Form. Ein Antrag auf die Aufnahme des Schlosses und der Altstadt in die UNESCO-Liste des Weltkulturerbes wurde 2005 und 2007 abgelehnt.

## Bevölkerung

### Religionen

#### Konfessionsstatistik
2011 waren 31,7 % der Einwohner evangelisch, 26,9 % römisch-katholisch und 41,4 % waren konfessionslos, gehörten einer anderen Glaubensgemeinschaft an oder machten keine Angabe. Ende 2023 waren 23,7 % der Einwohner der Stadt evangelisch, 19,8 % römisch-katholisch und 56,5 % waren konfessionslos oder gehörten einer sonstigen Glaubensgemeinschaft an.

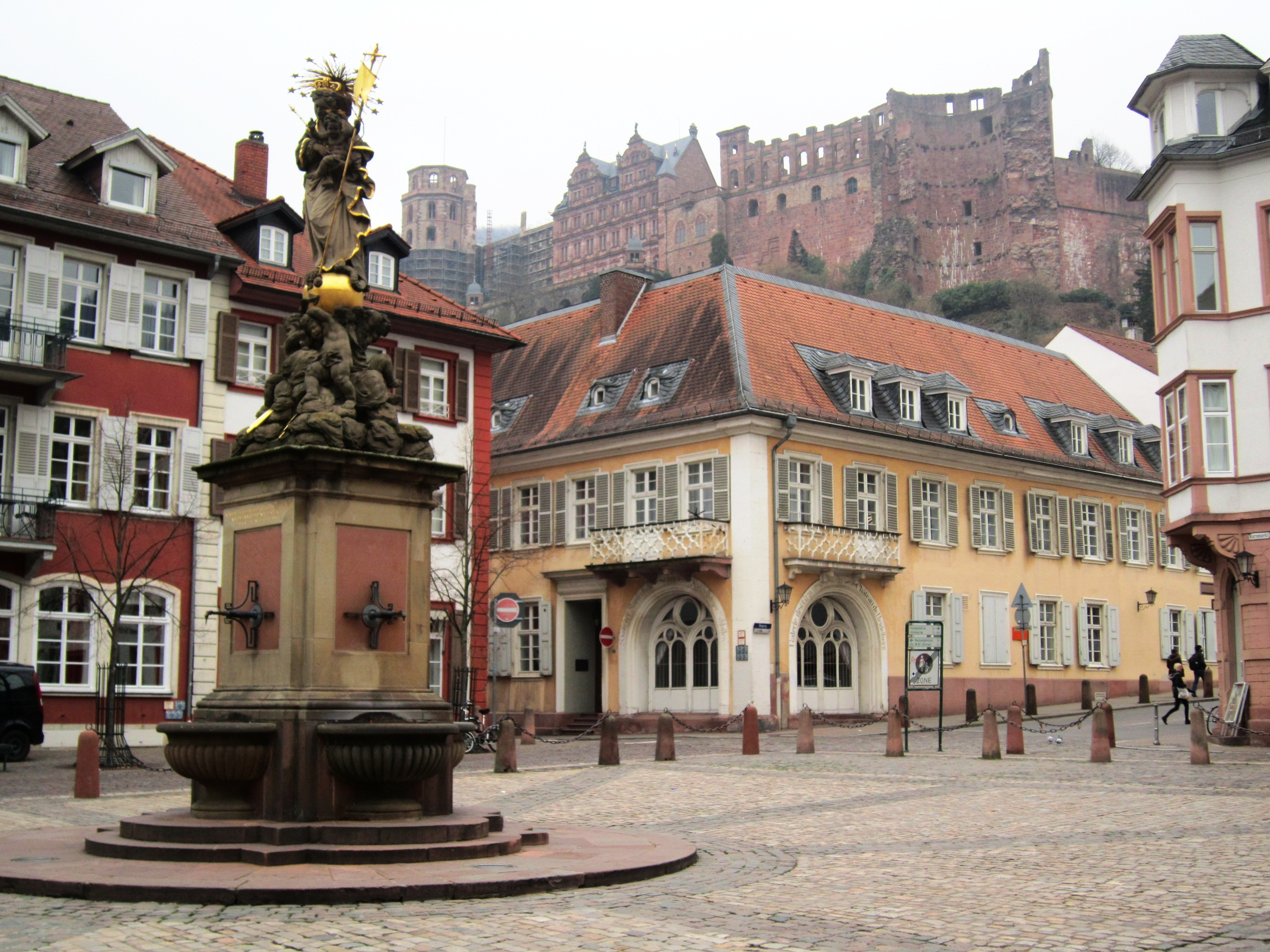
Kornmarktmadonna

Im Jahr 2015 lebten rund 20.000 Muslime in Heidelberg, was einem Bevölkerungsanteil von 12,9 % entsprach.
2021 gehörten 375 Einwohner (0,2 % der Stadtbevölkerung) der Jüdischen Kultusgemeinde Heidelberg an.

#### Christentum
Nach ersten Anfängen unter Kurfürst Friedrich II. führte endgültig Kurfürst Ottheinrich ab 1556 in der Kurpfalz die lutherische Reformation ein. Sein Nachfolger Friedrich III. neigte mehr einer calvinistischen Richtung der Reformation zu. 1563 entstand in Heidelberg der für alle reformierten Gläubigen wegweisende „Heidelberger Katechismus“. Nach einem kurzen lutherischen Zwischenspiel unter Ludwig VI. blieben Heidelberg und die Kurpfalz für lange Zeit reformiert. Die Rekatholisierungsversuche unter bayerischer und spanischer Besetzung während des Dreißigjährigen Krieges waren eine vorübergehende Episode. Erst als im Jahr 1685 mit dem Tod des Kurfürsten Karl II. die reformierte Linie Pfalz-Simmern erlosch und die Kurpfalz an die katholische Linie Pfalz-Neuburg überging, begann die Rekatholisierung Heidelbergs, von der bis heute viele Marienstatuen wie die Kornmarkt-Madonna zeugen. Die katholischen Kurfürsten siedelten hierfür, insbesondere aber auch für die Reorganisation der Universität, Jesuiten an. Auch die Unbeschuhten Karmeliten waren lange Zeit in Heidelberg ansässig, bis im Jahr 1803 der Orden im Zuge der Säkularisation sein Kloster – das damals die Fläche des heutigen Karlsplatzes einnahm – verlassen musste. Obwohl trotz dieser Maßnahmen das reformierte Bekenntnis vorherrschend blieb, machte die katholische Bevölkerung allmählich fast ein Drittel der Gesamtbevölkerung aus. Insgesamt ist der häufige Konfessionswechsel eine Besonderheit der Kurpfälzer und Heidelberger Religionsgeschichte.
Exemplarisch für die konfessionelle Spaltung Heidelbergs ist das Schicksal der Heiliggeistkirche. Ab 1706 wurde sie im Zuge der so genannten Religionsdeklaration durch eine Mauer geteilt: Der reformierten, später evangelisch-unierten, Gemeinde gehörte das Kirchenschiff, der Chor gehörte der katholischen, ab 1874 der altkatholischen Kirche. Der Versuch des Kurfürsten Karl Philipp, die ganze Kirche zur katholischen Hofkirche zu machen, führte zu einer reichsweiten Krise. Erst 1936 ging die gesamte Heiliggeistkirche in das Eigentum der Evangelischen Landeskirche in Baden über, worauf die Scheidemauer niedergerissen werden konnte.
1821 wurde im Großherzogtum Baden die Union zwischen lutherischen und reformierten Gemeinden eingeführt. Heute gehören die protestantischen Gemeinden, sofern sie nicht zu einer Freikirche gehören, zum Dekanat Heidelberg innerhalb des Kirchenkreises Nordbaden der Evangelischen Landeskirche in Baden. Die römisch-katholischen Gemeinden gehören zum Dekanat Heidelberg-Weinheim der Erzdiözese Freiburg.
Neben den großen Kirchen gibt es eine Vielzahl weiterer christlicher Glaubensgemeinschaften, zum Beispiel die Altkatholische Kirche und die anglikanische Kirche, die Brüdergemeinde, die Kirche Jesu Christi der Heiligen der Letzten Tage
und Zeugen Jehovas.

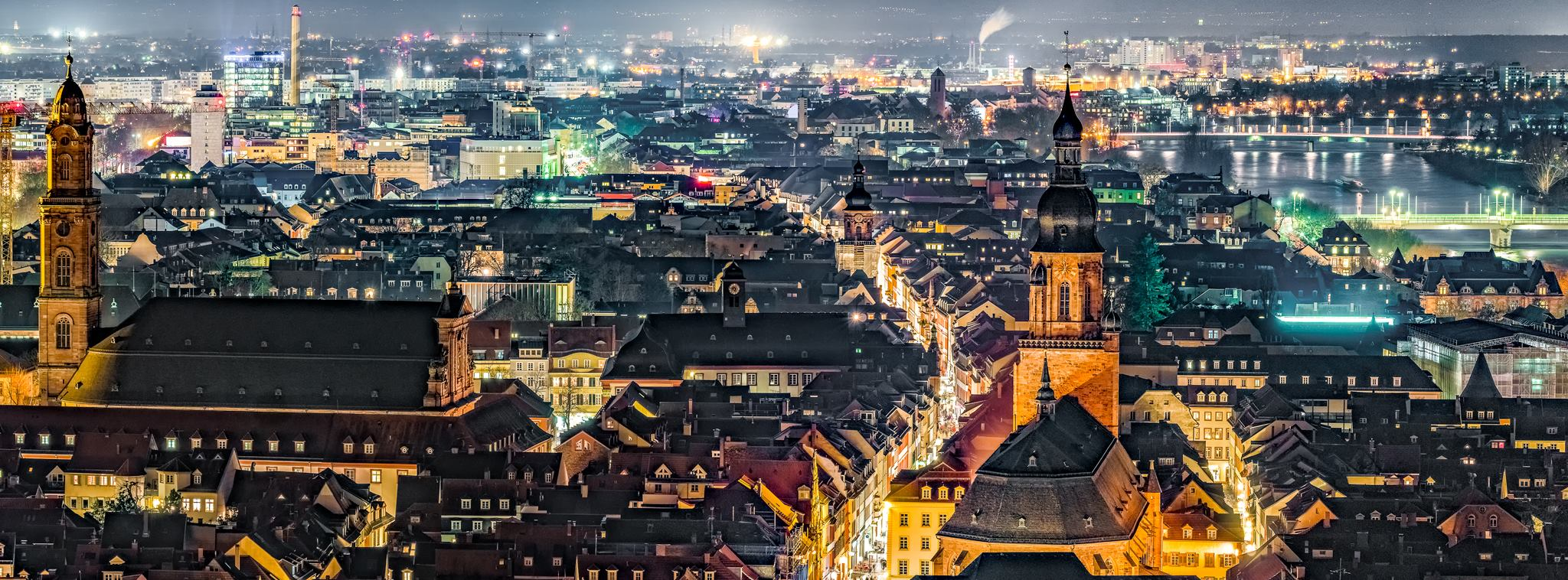
Von links: Jesuitenkirche, Providenzkirche und Heiliggeistkirche in der Heidelberger Altstadt

Die Neuapostolische Kirche ist in Heidelberg mit fünf Gemeinden vertreten. Die Baptisten haben 1963 in der Feuerbachstraße eine Kirche erbaut, die seit 1988 den Namen Hoffnungskirche trägt. Seit 2009 gibt es in Heidelberg eine koptisch-orthodoxe Gemeinde St. Maria und St. Josef, die seit einiger Zeit in der Kirche St. Albert (Bergheim) an den ersten drei Sonntagen im Monat ihre Gottesdienste feiert. Die rumänisch-orthodoxe Gemeinde „Hl. Dreifaltigkeit“ setzt die im 19. Jahrhundert begonnene Religionsausübung des orthodoxen Glaubens in Heidelberg fort und feiert seit 1997 jeden zweiten Sonntag im Monat die Liturgie des Johannes Chrysostomos in der Kirche St. Anna in der Altstadt.

#### Judentum
Die erste Synagoge in Heidelberg wird 1390 im Zuge der Vertreibung der Juden aus Heidelberg durch Ruprecht II. erwähnt. Sie stand in der Unteren Straße/Ecke Judengasse (heute Dreikönigstraße) in der Altstadt. Erst nach 1740 konnte die jüdische Gemeinde wieder ein Haus in der Mantelgasse erwerben und als Synagoge nutzen. 1875 wurde diese Synagoge abgerissen und 1878 durch einen Neubau ersetzt. Diese Synagoge wurde jedoch ebenso wie eine orthodoxe Synagoge in der Plöck in der Reichspogromnacht zerstört.
Gegen die jüdischen Bewohner der Stadt kam es schon vor der Zeit des Nationalsozialismus gelegentlich, zum Beispiel 1819, zu Ausschreitungen. Mit dem Bergfriedhof wurde auch ein neuer jüdischer Friedhof angelegt, der – anders als die Synagogen und viele Privathäuser, die 1938 zerstört wurden – auch den Nationalsozialismus überstanden hat. Im Jahr 1933 lebten 1102 Bürger jüdischen Glaubens in Heidelberg. Zu Beginn des Zweiten Weltkrieges 1939 waren es nur noch 483 und 1946 gerade mal mehr 196. Im Rahmen der Wagner-Bürckel-Aktion, in der über 6000 Juden aus Baden und der Saarpfalz in das Internierungslager Camp de Gurs in Südwestfrankreich deportiert wurden, wurden am 22. Oktober 1940 auch 282 Heidelberger Juden verschleppt. Die meisten deportierten Heidelberger wurden danach in Auschwitz ermordet.
Seit 1990 gibt es in der Stadt wieder eine Synagoge einer liberalen Reformgemeinde. 1994 wurde in der Weststadt eine neue Synagoge mit Gemeindezentrum auf dem Gelände des älteren Gemeindehauses fertiggestellt. Die ansässige jüdische Gemeinde hat heute 375 Mitglieder (Stand 2019) und ist eine Einheitsgemeinde, die sich am orthodoxen Ritus orientiert, jedoch Juden aller religiösen Richtungen willkommen heißt.
Neben der Universität und mit ihr verbunden gibt es seit 1979 die Hochschule für Jüdische Studien Heidelberg. Sie bietet mit zehn Lehrstühlen ein breites Fächerspektrum sowohl für jüdische als auch für nichtjüdische Studenten an. Unter anderem ermöglicht sie die Ausbildung zum Rabbiner. 2009 wurde ein geräumiger Neubau eingeweiht.
Im Oktober 2010 wurden erstmals Stolpersteine in der Stadt verlegt.

#### Sonstige
Weiterhin gibt es in Heidelberg eine größere Zahl an Muslimen, für die zwei Moscheen existieren: eine freie Moschee am Kurpfalzring (Stadtteil Pfaffengrund) und eine DITIB-Moschee im Gewerbegebiet Rohrbach Süd. Außerdem existieren eine buddhistische sowie eine Bahai-Gemeinde.

### Einwohnerentwicklung

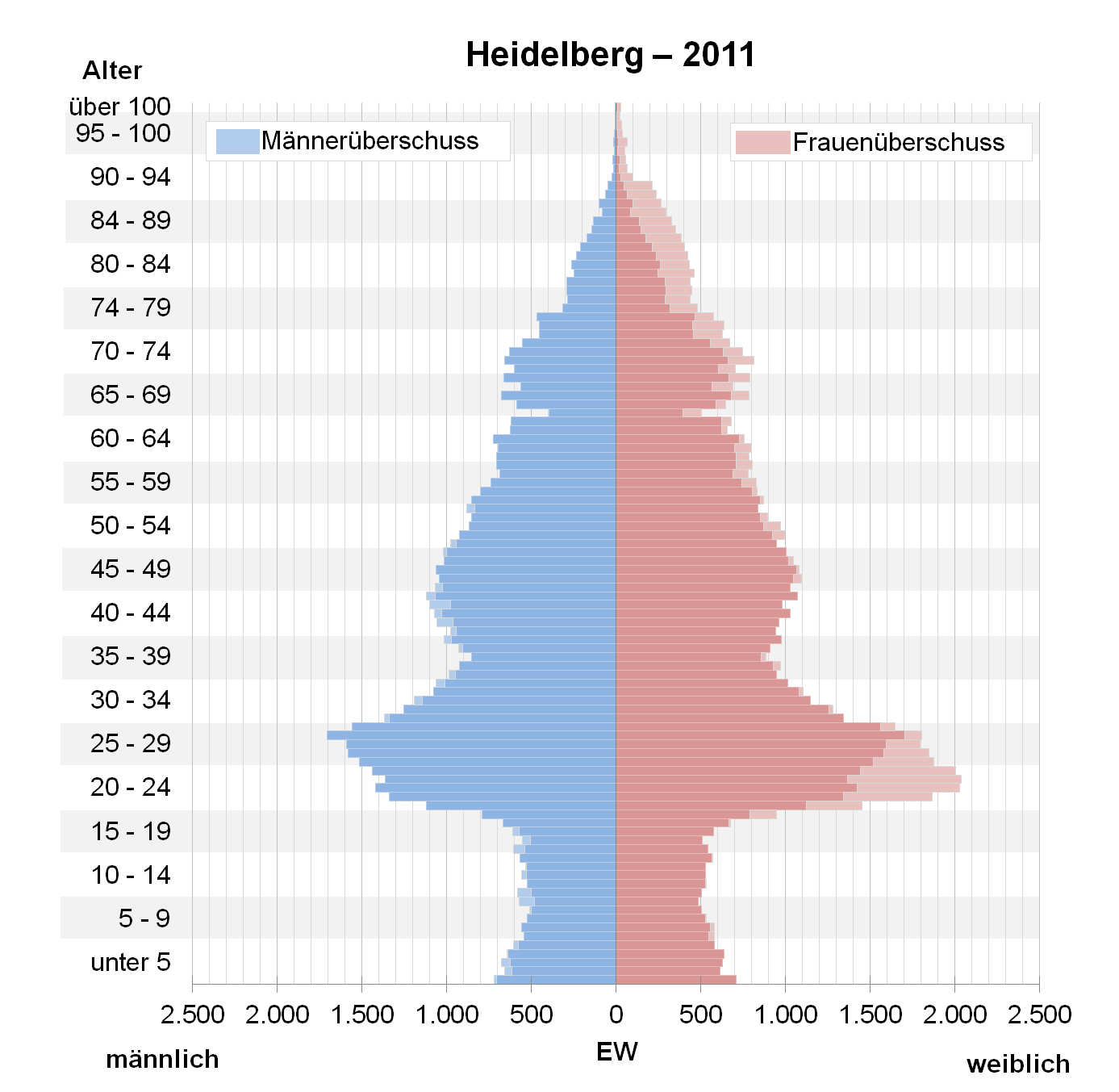
Bevölkerungspyramide für Heidelberg (Datenquelle: Zensus 2011)

Die Einwohnerzahl der Stadt Heidelberg überschritt 1946 die Grenze von 100.000, wodurch sie zu einer Großstadt wurde. Sie ist eine Stadt mit internationaler Bevölkerung, 38,0 % der Bevölkerung der Stadt haben einen Migrationshintergrund (Stand: 2016). Im deutschlandweiten Vergleich stammen überdurchschnittlich viele davon aus den arabischen Ländern, dem Iran und aus Ostasien. Außerdem hatte die Stadt eine der größten US-amerikanischen Gemeinden außerhalb Nordamerikas – bedingt durch die Universität, die schon in der Zwischenkriegszeit mit den USA verbunden war, den romantischen Ruf der Stadt und die hier stationierten US-amerikanischen Soldaten, wobei letztere Gruppe in der Heidelberger Einwohnerstatistik nicht geführt wird. 2013 zählte Heidelberg (ohne die Soldaten und Angestellten der US-Armee und deren Angehörige, insgesamt rund 20.000 Personen) nach amtlicher Fortschreibung 152.113 Einwohner mit Hauptwohnsitz – historischer Höchststand. 2015 wurden 156.267 Einwohner erfasst. 2017 waren es mehr als 160.000.
Die folgende Übersicht zeigt die Einwohnerzahlen nach dem jeweiligen Gebietsstand. Bis 1833 handelt es sich meist um Schätzungen, danach um Volkszählungsergebnisse (¹) oder amtliche Fortschreibungen der jeweiligen Statistischen Ämter beziehungsweise der Stadtverwaltung selbst. Die Angaben beziehen sich ab 1843 auf die „Ortsanwesende Bevölkerung“, ab 1925 auf die Wohnbevölkerung und seit 1987 auf die „Bevölkerung am Ort der Hauptwohnung“. Vor 1843 wurde die Einwohnerzahl nach uneinheitlichen Erhebungsverfahren ermittelt.
| Jahr              | Einwohner |
| ----------------- | --------- |
| 1439              | 5.200     |
| 1588              | 6.300     |
| 1717              | 4.800     |
| 1784              | 10.754    |
| 1810              | 10.312    |
| 1812              | 9.826     |
| 1830              | 13.345    |
| 3. Dezember 1852¹ | 14.564    |
| 3. Dezember 1858¹ | 15.600    |
| 3. Dezember 1861¹ | 16.300    |
| 3. Dezember 1864¹ | 17.666    |
| 3. Dezember 1867¹ | 18.300    |
| 1. Dezember 1871¹ | 19.983    |
| 1. Dezember 1875¹ | 22.334    |

| Jahr              | Einwohner |
| ----------------- | --------- |
| 1. Dezember 1880¹ | 24.417    |
| 1. Dezember 1885¹ | 26.900    |
| 1. Dezember 1890¹ | 31.739    |
| 2. Dezember 1895¹ | 35.190    |
| 1. Dezember 1900¹ | 40.121    |
| 1. Dezember 1905¹ | 49.527    |
| 1. Dezember 1910¹ | 56.016    |
| 1. Dezember 1916¹ | 47.554    |
| 5. Dezember 1917¹ | 47.483    |
| 8. Oktober 1919¹  | 60.831    |
| 16. Juni 1925¹    | 73.034    |
| 16. Juni 1933¹    | 84.641    |
| 17. Mai 1939¹     | 86.467    |
| 31. Dezember 1945 | 95.811    |

| Jahr                | Einwohner |
| ------------------- | --------- |
| 29. Oktober 1946¹   | 111.488   |
| 13. September 1950¹ | 116.488   |
| 25. September 1956¹ | 121.910   |
| 6. Juni 1961¹       | 125.264   |
| 31. Dezember 1965   | 125.507   |
| 27. Mai 1970¹       | 129.656   |
| 31. Dezember 1975   | 129.368   |
| 31. Dezember 1980   | 133.227   |
| 31. Dezember 1985   | 134.724   |
| 25. Mai 1987¹       | 127.768   |
| 31. Dezember 1990   | 136.796   |
| 31. Dezember 1995   | 138.781   |
| 31. Dezember 2000   | 140.259   |
| 31. Dezember 2005   | 142.933   |

| Jahr              | Einwohner |
| ----------------- | --------- |
| 31. Dezember 2010 | 147.312   |
| 9. Mai 2011¹      | 146.751   |
| 31. Dezember 2015 | 156.267   |
| 31. Dezember 2020 | 158.741   |
| 31. Dezember 2021 | 159.245   |
| 31. Dezember 2022 | 162.273   |
| 31. Dezember 2023 | 155.175   |

¹ Volkszählungsergebnis
Mit einer Geburtenrate von 1,1 Kindern je Frau gab es im Stadtkreis Heidelberg 2008 anteilig die wenigsten Geburten in Baden-Württemberg.

### Immigration
Bei der Volkszählung 2011 wurde ermittelt, dass 23.651 Menschen bzw. 16,1 % der Einwohner in Heidelberg keine deutsche Staatsbürgerschaft besitzen. Von diesen Menschen stammen 15.759 aus dem europäischen Ausland, 4.213 aus Asien, 893 aus Afrika, 2.561 aus Nord- und Südamerika und 312 aus Ozeanien. Die größten Einwanderungsgruppen kommen aus der Türkei (2.821 Menschen), den Vereinigten Staaten (1.570), Italien (1.478), Polen (1.124) und Frankreich (985).

## Politik

### Gemeinderat
- Partei: 1
- GAL: 1
- Linke: 2
- Bunte Linke: 1
- SPD: 6
- Grüne: 13
- Volt: 3
- IDA: 1
- HIB: 2
- FDP: 2
- HD’er: 5
- FWV: 1
- CDU: 7
- AfD: 3

Der Heidelberger Gemeinderat besteht aus 48 ehrenamtlichen und gewählten Mitgliedern; dazu kommt der Oberbürgermeister als stimmberechtigter Vorsitzender. Der Rat wird jeweils für die Dauer von fünf Jahren direkt gewählt. Aufgabe des Gemeinderates ist, zusammen mit dem Oberbürgermeister über alle Angelegenheiten der Stadt zu entscheiden. Der Rat kontrolliert die Stadtverwaltung und überwacht die Durchsetzung seiner Beschlüsse.
Die Kommunalwahl 2024 führte zu folgendem Ergebnis (in Klammern: Unterschied zu 2019):
| Partei/Wählergruppe                            | Stimmenanteil | Sitze   |
| ---------------------------------------------- | ------------- | ------- |
| Grüne                                          | 26,4 % (−5,5) | 13 (−3) |
| CDU                                            | 14,6 % (−0,4) | 7 (±0)  |
| SPD                                            | 12,4 % (−1,5) | 6 (−1)  |
| Die Heidelberger                               | 10,7 % (+3,7) | 5 (+2)  |
| Volt                                           | 5,7 % (+5,7)  | 3 (+3)  |
| AfD                                            | 5,5 % (+0,5)  | 3 (+1)  |
| Die Linke                                      | 5,1 % (−0,8)  | 2 (−1)  |
| FDP                                            | 5 % (−0,7)    | 2 (−1)  |
| Heidelberg in Bewegung (HIB)                   | 3,1 % (+0,5)  | 2 (+1)  |
| Grün-Alternative Liste (GAL)                   | 3,1 % (−1,6)  | 1 (−1)  |
| Die PARTEI                                     | 2,6 % (−0,1)  | 1 (±0)  |
| Bunte Linke                                    | 2,1 % (−1,8)  | 1 (−1)  |
| Initiative für Demokratie und Aufklärung (IDA) | 1,8 % (+1,8)  | 1 (+1)  |
| FWV                                            | 1,2 % (−0,5)  | 1 (±0)  |

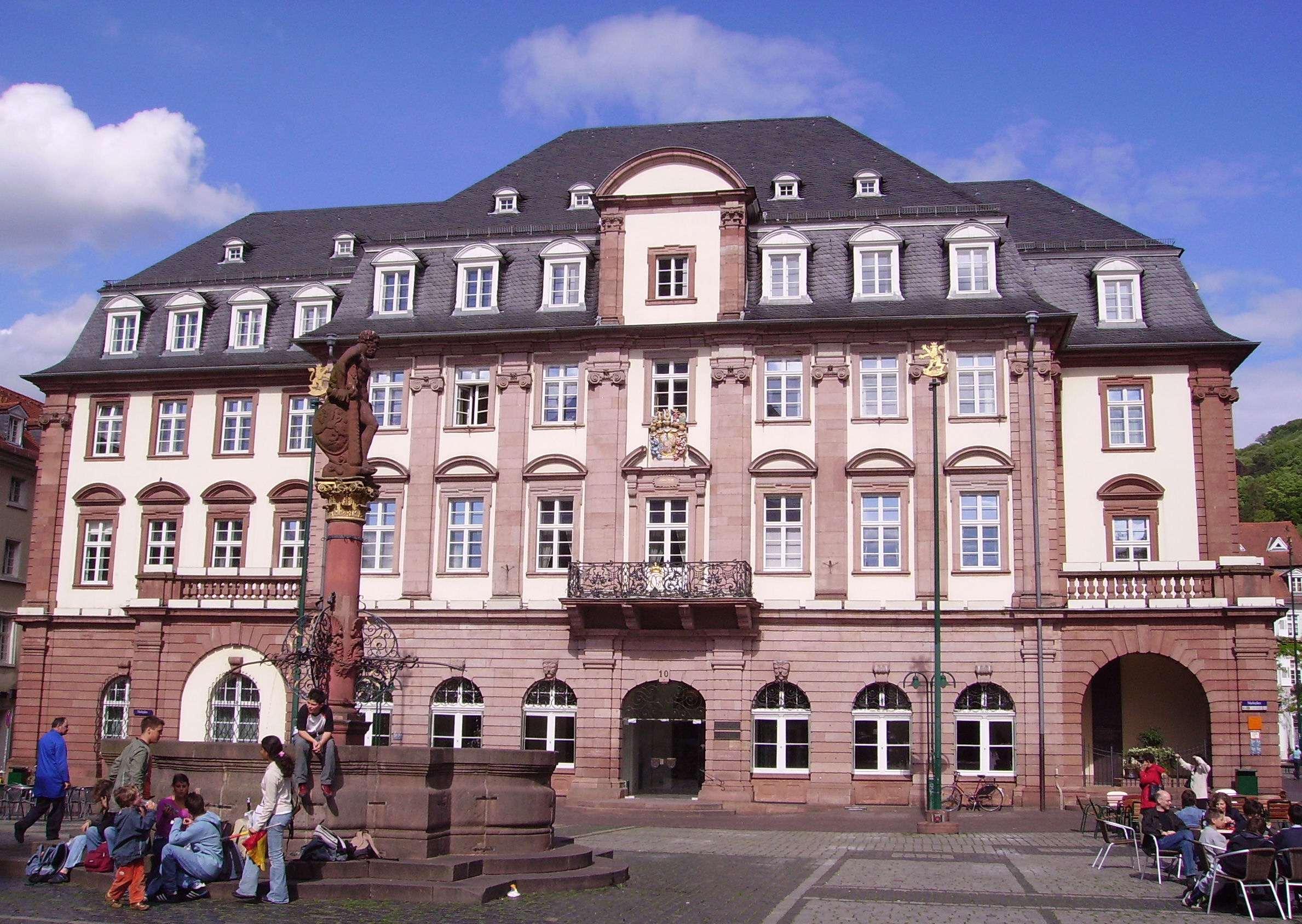
Rathaus Heidelberg mit Herkulesbrunnen

Die Wahlbeteiligung bei der Kommunalwahl 2024 lag bei 66 Prozent. Dies entspricht einer Zunahme von 1,1 Prozentpunkten.

### Stadtoberhaupt
An der Spitze der Stadtverwaltung in Heidelberg stand als herrschaftlicher Beamter über lange Zeit der Stadtschultheiß, der seit 1717 den Titel Stadtdirektor trug. Nach dem Übergang an Baden trug das Stadtoberhaupt zunächst den Titel Oberbürgermeister, ab 1819 Erster Bürgermeister und ab 1875 erneut Oberbürgermeister. Seit 2006 ist der parteilose Eckart Würzner Oberbürgermeister von Heidelberg. Eine Liste mit allen Bürgermeistern seit 1701 gibt es in der Liste von Persönlichkeiten der Stadt Heidelberg.

### Sonstige Gremien

#### Bezirksbeiräte
Die Vertretung der Stadtteile wird seit der Wahl 2014 durch 15 Bezirksbeiräte erweitert. Die Mitglieder werden proportional durch die Fraktionen des Gemeinderats benannt. Sie werden von der Stadtverwaltung bei stadtteilbezogenen Fragen informiert und einbezogen. Die Bezirksbeiräte haben eine beratende Funktion für den Gemeinderat der Stadt und tagen regelmäßig mindestens dreimal im Jahr.
Für alle 15 Stadtteile hat die Stadtverwaltung eine Stadtteilrahmenplanung initiiert. Darin stehen ausführlich alle wichtigen bei der Stadt vorhandenen Stadtteilinformationen, ein Entwicklungskonzept und Maßnahmenvorschläge sowohl der Stadtverwaltung als auch aus der Bürgerbeteiligung. Dadurch stehen für Interessierte und die Gemeinde- und Bezirksbeiräte relativ aktuelle Informationspakete bereit.

#### Ausländerrat/Migrationsrat
Seit 1989 tagt der Ausländerrat/Migrationsrat. Der Ausländerrat arbeitet mit allen ausländischen und deutsch-ausländischen Vereinigungen der Stadt Heidelberg zusammen. Seit 2003 ist er auch für Migranten zuständig, was sich in der Namenserweiterung widerspiegelt. Der Ausländerrat/Migrationsrat vertritt die Interessen ausländischer Einwohner gegenüber dem Gemeinderat und der Stadtverwaltung.

#### Jugendgemeinderat
Im November 2005 wurde zum ersten Mal der Heidelberger Jugendgemeinderat gewählt. Er setzt sich aus insgesamt 30 Schülern aus Heidelberger Schulen zusammen und wird für die Dauer von zwei Jahren von allen Heidelberger Schülern gewählt. Mitglieder dürfen zum Wahlzeitpunkt nicht älter als 19 Jahre sein. Die Sitze verteilen sich auf die Schultypen wie folgt: fünf Haupt- oder Förderschüler, fünf Realschüler, zehn Gymnasiasten sowie zehn Berufsschüler. Der JGR hat beratende Mitglieder im Jugendhilfe-, Kultur-, Sport und Stadtentwicklungsausschuss. Der Jugendgemeinderat löste den bisherigen Jugendrat ab, der 1999 gegründet und bislang ausschließlich von den Heidelberger Schülersprechern gewählt wurde. Die Initiative zur Weiterentwicklung des Modellprojekts Heidelberger Jugendrat und der Einrichtung eines Jugendgemeinderates ging von den Mitgliedern des Jugendrates selbst aus. Sie strebten damit eine stärkere Mitarbeit im Gemeinderat und seinen Ausschüssen an.

#### Ombudsmann
Heidelberg hat als einzige Stadt Deutschlands einen ehrenamtlichen, von der Verwaltung völlig unabhängigen Bürgerbeauftragten (Ombudsmann). Der Bürgerbeauftragte kann in laufenden Verwaltungsverfahren von der Verwaltung Auskünfte und Einsicht in Akten und Unterlagen verlangen. In Gerichtsverfahren kann der Bürgerbeauftragte nicht eingreifen.

#### Regionale Gremien
Die Stadt gehört zum Nachbarschaftsverband Heidelberg-Mannheim, der im Auftrag seiner 18 Mitgliedsgemeinden den Flächennutzungsplan erstellt. Er umfasst in Nordbaden circa 488 km² mit etwa 666.000 Einwohnern.

### Stiftungen und bürgerschaftliches Engagement
Die gemeinnützige Stiftung Stadt-Heidelberg-Stiftung wurde 1986 anlässlich der 600-Jahr-Feier der Universität Heidelberg von der Stadt Heidelberg gegründet und soll die Verbindungen zwischen Universität und der Bürgerschaft Heidelbergs festigen. Sie ist eine kommunale Stiftung des Bürgerlichen Rechts. Stiftungszweck ist die Förderung geistes- und sozialwissenschaftlicher Vorhaben der Universität Heidelberg und ihrer Studierenden, Doktoranden und jungen Wissenschaftler. Die Stiftung fördert bevorzugt Vorhaben, die eine breite Öffentlichkeit über die Aktivitäten der Universität Heidelberg informieren. Gewährt werden zum Beispiel Zuschüsse für öffentliche Vorlesungen, Ausstellungen, Personalmittel für wissenschaftliche Projekte sowie Honorare für öffentliche Veranstaltungen.
Eine zweite Heidelberger Stiftung ist die 2009 gegründete Bürgerstiftung Heidelberg. Im Rahmen dieser Stiftung des bürgerlichen Rechts laden Bürger ihre Nachbarn und die Freunde der Stadt ein, durch persönliches Engagement das Ansehen der Stadt zu wahren und zu fördern. So sollen Stifter, Spender und ehrenamtlich Tätige zusammengeführt werden. Ihre Förderung konzentriert sich auf die Bereiche Bildung und Integration. Die Gründung wurde unterstützt vom Verein Bürger für Heidelberg, der sich seit 1972 insbesondere im Bereich der Stadtplanung politisch betätigt.
Auf Initiativen von Forschungseinrichtungen oder einzelnen Bewohnern gehen weitere Stiftungen zurück, darunter die Stiftung Universität Heidelberg, die Heidelberger Stiftung Chirurgie und die SRH (Stiftung Rehabilitation Heidelberg), die unter anderem die SRH Hochschule Heidelberg betreibt.
Das Lokale Bündnis für Familie läuft im Jahr 2008 noch als eines von bundesweit mehreren Modellprojekten. Es dient der Förderung der Familien und des bürgerschaftlichen Engagements in Zusammenarbeit mit Politik, Verwaltung, Bürgern, Bildungseinrichtungen und Vereinen.

### Stadtverwaltung
Die Ämter der Stadtverwaltung sind in fünf Dezernaten zusammengefasst. Jedes Dezernat wird von einem hauptamtlichen Bürgermeister geleitet, einer davon ist als Erster Bürgermeister der Stellvertreter des Oberbürgermeisters, der mit Dezernat I unter anderem für Feuerwehr, Öffentlichkeitsarbeit und Personal zuständig ist. Neben dem Oberbürgermeister Eckart Würzner gibt es derzeit den Ersten Bürgermeister Jürgen Odszuck (Dezernat II, Stadtentwicklung und Bauen), Raoul Schmidt-Lamontain (Dezernat III, Klimaschutz, Umwelt und Mobilität), Stefanie Jansen (Dezernat IV, Soziales, Bildung, Familie und Chancengleichheit) und Martina Pfister (Dezernat V, Kultur, Bürgerservice und Kreativwirtschaft). Als Arbeitgeberin beschäftigt die Stadt rund 2.750 Mitarbeiterinnen und Mitarbeiter.

### Wappen und Flagge

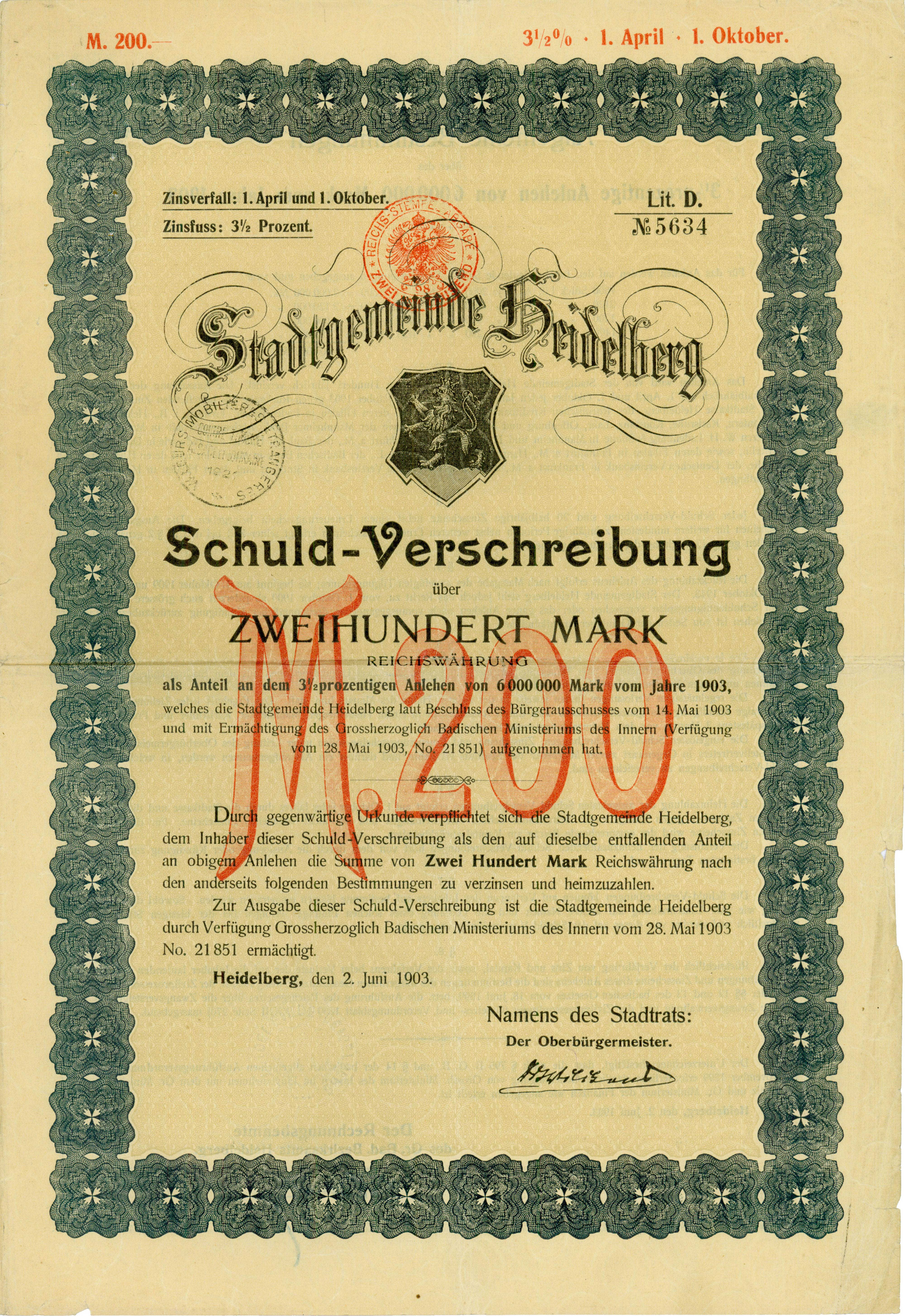
Schuldverschreibung der Stadtgemeinde Heidelberg vom 2. Juni 1903 mit Pfälzer Löwen in der Vignette

| Wappen von Heidelberg | Blasonierung: „In Schwarz auf einem grünen Dreiberg nach rechts schreitend den rot bewehrten, rot bezungten und rot gekrönten goldenen kurpfälzischen Löwen.“ |
| Wappen von Heidelberg | Wappenbegründung: Der Löwe ist als das Wappentier der Pfalzgrafen übernommen, da Heidelberg lange Residenzstadt der Kurfürsten bei Rhein war. Der Dreiberg spielt wohl auf den Namen der Stadt an und ist insofern ein redendes Element. Zeitweise war dieser Dreiberg auch nicht im Wappen abgebildet. Der Schweif des Löwen ist hier nicht zweigeteilt. |

Das Wappen wurde in seiner heutigen Form 1898 von der Stadt angenommen und wird in der heutigen, von Ludwig Peinecke stark stilisierten Form seit 1969 geführt.

Stadtwappen in der Form von 1898[52]
Stark stilisierte heutige Variante (1969)[53]
Stadtflagge von Heidelberg

Die Farben der Stadtflagge sind schwarz-gelb. Sie sind im 19. Jahrhundert (1830er- bis 1840er-Jahre) in Anlehnung an das damals geführte Wappen aufgekommen. Von diesen Farben wurde im Laufe der Zeit rot als unwesentlich angesehen und aus der Diskussion um die Frage, ob es überhaupt Stadtfahnen mit drei oder vier Farben geben darf, haben sich die Farben Schwarz und Gelb durchgesetzt.

### Logo
Daneben gibt es seit 1994 auch ein modernes Signet für das seit 1995 verwendete städtische Corporate Design: Auf einem weißen Quadrat (Bildmarke) stehen drei markante Linien für das Heidelberger Schloss, den Neckar und die „Alte Brücke“ (Karl-Theodor-Brücke), in Schwarz, Blau und Rot (Entwurf von Erwin Poell). Entwickelt wurde das Signet zuerst für das Jubiläum „800 Jahre Heidelberg“. Später wurde es weiterentwickelt und als Stadtlogo eingesetzt.
Seit der Einführung eines neuen einheitlichen Corporate Designs und Überarbeitung des städtischen Internetauftritts im September 2013 verwendet die Stadt Heidelberg ein Logo bestehend aus der ursprünglichen Bildmarke Poells sowie der Wortmarke „Heidelberg“. Beides in der Farbe „Heidelbeer“. Das modernisierte Corporate Design transportiert die Positionierung der Stadt Heidelberg als traditionsreiche Stadt des Tourismus, aber auch als wichtigen Wissenschafts-, Wirtschafts- und Konferenzstandort mit hoher Lebensqualität.

Logo für Corporate Design (1994)
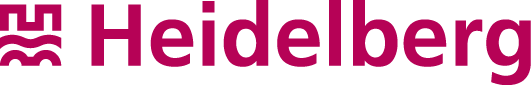
Logo der Stadt Heidelberg (2016)

### Städtepartnerschaften

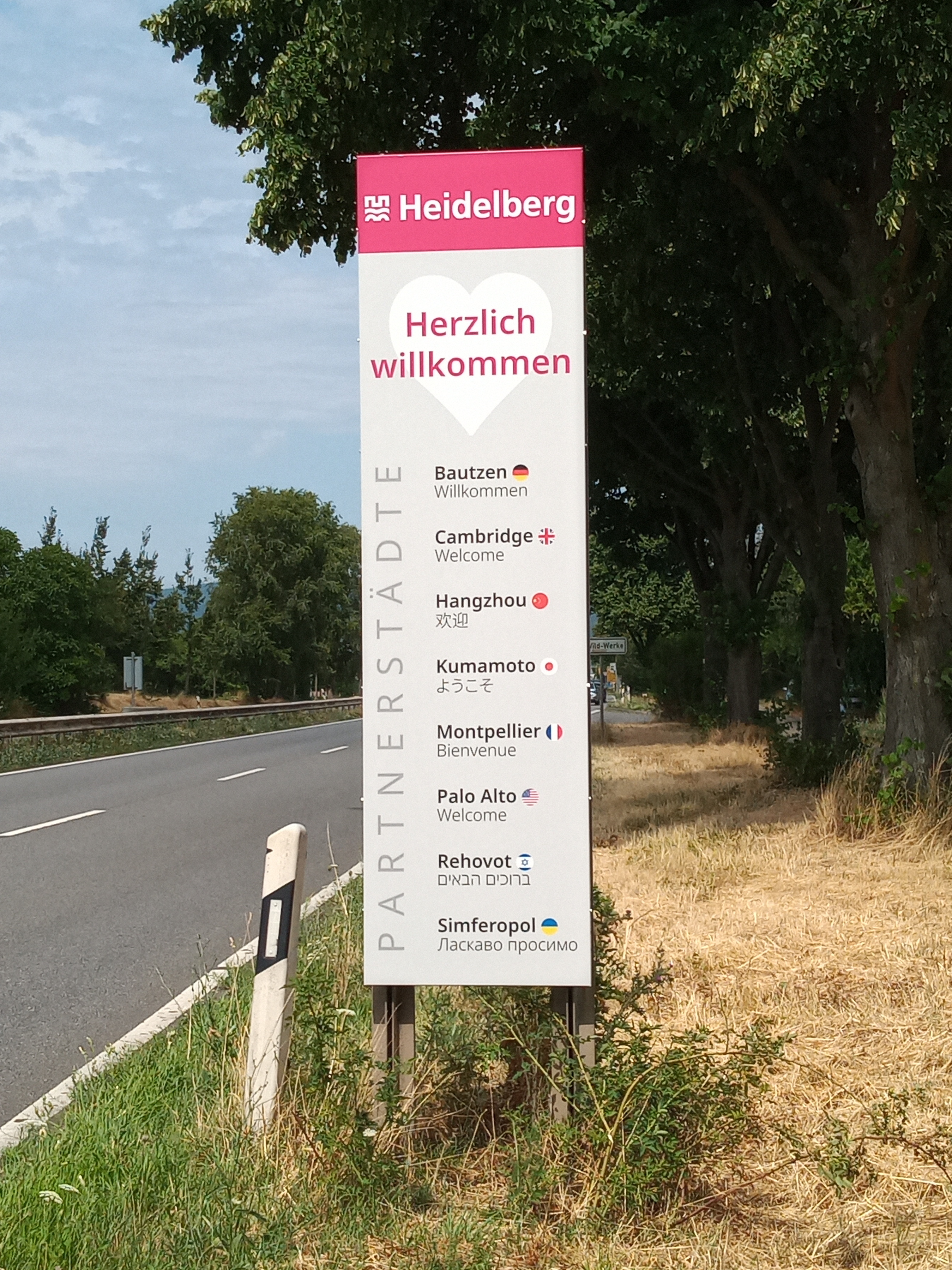
Begrüßungstafel an der Speyerer Straße mit Auflistung der Partnerstädte

Heidelberg unterhält mit folgenden Städten eine Städtepartnerschaft:
- Montpellier, Frankreich, seit 1961
- Cambridge, Vereinigtes Königreich, seit 1965
- Rechovot, Israel, seit 1983[57]
- Bautzen, Deutschland, seit 1991
- Simferopol, Ukraine, seit 1991
- Kumamoto, Japan, seit 1992
- Hangzhou, Volksrepublik China, seit 2017
- Palo Alto, Vereinigte Staaten, seit 2017
- Odessa, Ukraine, seit 2025

Im Oktober 2006 unterzeichnete Oberbürgermeisterin Beate Weber einen Freundschaftsvertrag („Charta der Freundschaft“) mit der Stadt Heidelberg (Gauteng), Südafrika.
Freundschaftliche Beziehungen existieren außerdem zu den Städten Jelenia Góra (Polen) und Mostar (Bosnien und Herzegowina). Beziehungen zu Calamba City (Philippinen) werden aufgebaut.
Außerdem gibt es in Heidelberg das Amerika-Haus (Deutsch-Amerikanisches Institut) und das Montpellier-Haus, das in der Altstadt in der Kettengasse liegt. In Montpellier gibt es entsprechend ein Maison de Heidelberg. Die Universität ist Partner eines Konfuzius-Instituts.

### Die Stadt als Namenspate
Wegen ihrer historischen Bedeutung dient die Stadt Heidelberg häufig als Namenspate. So benannte die Lufthansa in ihrer Geschichte vier Flugzeuge nach der Stadt am Neckar, zuletzt 1990 einen Airbus A320-200 für 139 Passagiere. Ein ICE-Zug der Deutschen Bahn trägt ebenfalls den Namen Heidelberg.
Ein etwa 600.000 Jahre alter Unterkiefer eines bis dahin unbekannten Vorläufers des Menschen wurde 1907 auf dem Land der Gemeinde Mauer bei Heidelberg gefunden. Die neue Spezies wurde Homo heidelbergensis benannt, entsprechend der Region und dem Forschungsort (Universität Heidelberg) des namengebenden Forschers Otto Schoetensack.
In mehreren kolonialisierten Ländern wurden Städte nach Heidelberg benannt, beispielsweise Heidelberg (Victoria) in Australien oder Heidelberg (Texas) in den Vereinigten Staaten, ferner auch in Südafrika. Eine Heidelberger Forschergruppe benannte eine Insel in der Antarktis als Heidelberginsel.

## Wirtschaft und Infrastruktur

### Wirtschaft
Jahrhundertelang war Heidelberg eine ‚Residenz des Geistes‘. Auch heute ist die Universitätsstadt das Dienstleistungs- und Wissenschaftszentrum der Rhein-Neckar-Region. Dem Trend der meisten deutschen Großstädte folgend, ist der tertiäre Bereich in den vergangenen Jahrzehnten noch gewachsen. Im Jahr 2013 arbeiteten 83,8 % aller Menschen im Dienstleistungssektor, lediglich 16,1 % arbeiteten im produzierenden Gewerbe. Im Zukunftsatlas 2016 belegte die kreisfreie Stadt Heidelberg Platz 14 von 402 Landkreisen und kreisfreien Städten in Deutschland und zählt damit zu den Regionen mit „sehr hohen Zukunftschancen“.
69,4 % der rund 85.600 Arbeitsplätze wurden 2014 von Pendlern eingenommen.
Im Jahre 2016 erbrachte Heidelberg, innerhalb der Stadtgrenzen, ein Bruttoinlandsprodukt (BIP) von 8,391 Milliarden € und belegte damit Platz 42 in der Rangliste der deutschen Städte nach Wirtschaftsleistung. Das BIP pro Kopf lag im selben Jahr bei 53.079 € (Baden-Württemberg: 43.632 €, Deutschland 38.180 €) und damit deutlich über dem regionalen und nationalen Durchschnitt. 2016 verzeichnete die Wirtschaftsleistung der Stadt ein nominelles Wachstum von 3,1 %. Die Arbeitslosenquote lag im Dezember 2018 bei 3,6 % und gehörte damit zu den niedrigsten unter den deutschen Großstädten.

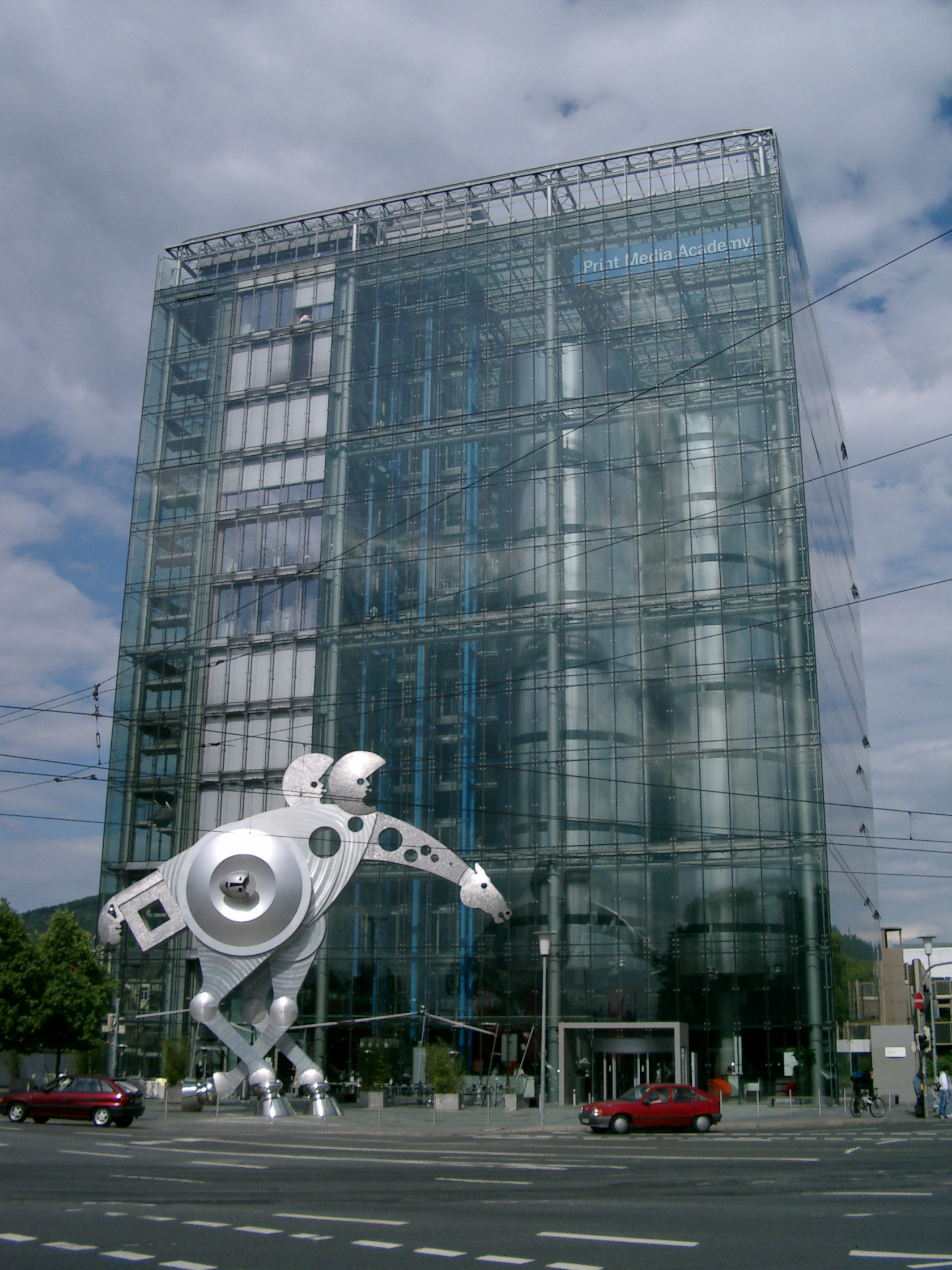
Print Media Academy: Büro- und Schulungsgebäude der Heidelberger Druckmaschinen AG am Hauptsitz in Heidelberg. Im Vordergrund das „S-Printing Horse“.

Der größte Arbeitgeber in Heidelberg ist die Universität Heidelberg mit ihrem Universitätsklinikum, die mehr als 15.000 Arbeitsplätze bietet. Internationale Unternehmen wie ABB Stotz-Kontakt, cbs Corporate Business Solutions, Heidelberger Druckmaschinen, Heidelberg Materials, Henkel-Teroson, Lamy, Prominent Dosiertechnik, Rockwell Collins, SAP und SAS Institute sind in der Stadt ansässig.
2007 wies Heidelberg nach Angaben des Statistischen Landesamtes unter den Stadt- und Landkreisen in Baden-Württemberg die höchste Arztdichte auf. In Heidelberg kam auf 272 Einwohner ein Mediziner, wohingegen der Landesdurchschnitt bei 646 Einwohnern lag.
Im Bereich des Bankensektors haben die Sparkasse Heidelberg, die Heidelberger Volksbank und die Volksbank Kurpfalz ihren Hauptsitz in Heidelberg. Daneben existieren Filialen überregionaler Kreditinstitute.
Ein bedeutender Wirtschaftsfaktor ist der Tourismus. Im Jahr 2014 erbrachten 11,9 Millionen Touristen und 1,12 Millionen gewerbliche Übernachtungen einen Bruttoumsatz von 535 Millionen Euro. Im Jahr 2017 konnte die Zahl der gewerblichen Übernachtungen auf 1,44 Millionen gesteigert werden.
Heidelberg hat einen hohen Anteil an Start-up-Unternehmen. Im Jahr 2024 hatte die Stadt deutschlandweit die höchste Quote an Start-up-Neugründungen pro Einwohner und wurde daher in den Medien als „Start-up-City“ tituliert.

### Verkehr

#### Straßenverkehr

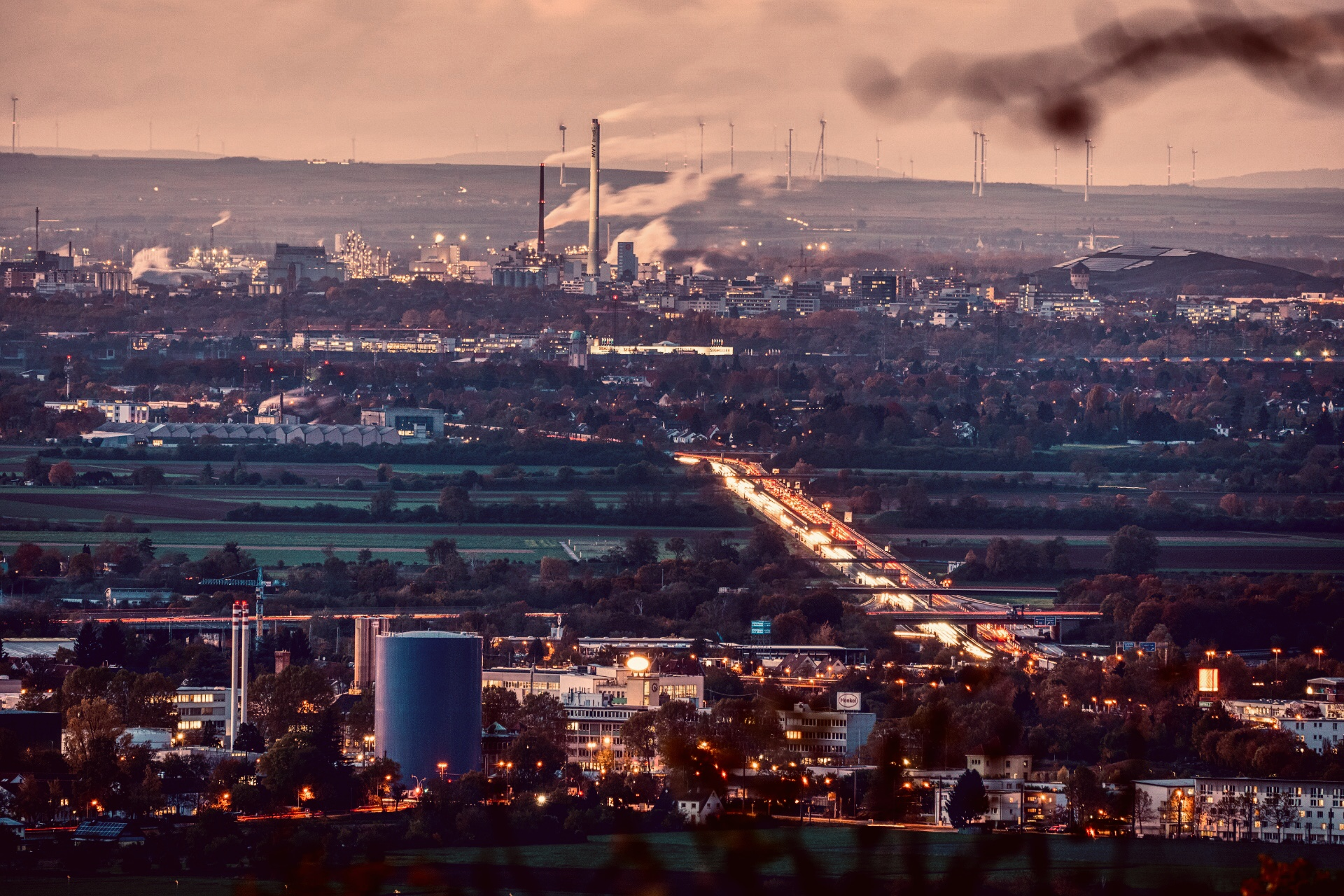
BAB 656 vom Autobahnkreuz Heidelberg nach Mannheim

Heidelberg wird im Westen von der A 5 tangiert, die die Region Richtung Norden mit Frankfurt am Main und Richtung Süden mit Karlsruhe verbindet. Die westlich der Innenstadt beginnende A 656, die zwischen zwei Teilstücken der B 37 liegt, verbindet Heidelberg mit Mannheim. Beide Autobahnen treffen sich auf Heidelberger Stadtgebiet im Autobahnkreuz Heidelberg. Die A 656 trifft sich am Autobahnkreuz Mannheim mit der A 6, die Heidelberg nach Osten und Westen mit dem Süden Deutschland verbindet. Ferner durchziehen die Stadt in Nord-Süd-Richtung die B 3 (Frankfurt am Main–Karlsruhe) und in Ost-West-Richtung die B 37 (Mannheim–Eberbach). Beide treffen sich im Stadtzentrum am Bismarckplatz. Die B 535 beginnt im Süden Heidelbergs und führt nach Schwetzingen.
Es gab Planungen, die B 37 im Bereich der Heidelberger Innenstadt am Neckarufer auf einer Länge von 2,2 Kilometern in einen Tunnel zu verlegen. Ziel ist ein verkehrsberuhigtes Flussufer für die Altstadt und die Möglichkeit einer neuen Straßenbahntrasse als „Campuslinie“. Diese Pläne werden zurzeit (2019) jedoch nicht weiterverfolgt.
Am 1. Januar 2010 wurde in Heidelberg eine Umweltzone eingeführt. Sie umfasste die Stadtteile Handschuhsheim, Neuenheim, Bergheim, Altstadt, Weststadt, Südstadt und Rohrbach. Seit 2013 durften wegen der Feinstaub-Belastung in Heidelberg nur noch Kraftfahrzeuge fahren, die mindestens die Schadstoffgruppe 4 (grüne Plakette) erfüllen. Aufgrund einer Verbesserung der Luftqualität wurde die Umweltzone am 1. März 2023 wieder aufgehoben.
Für den Tourismus relevant sind die vier Ferienstraßen, an denen Heidelberg liegt: die Bergstraße, die Bertha Benz Memorial Route, die Burgenstraße und die Straße der Demokratie.

#### Brücken
Geprägt vom Neckartal sind in Heidelberg für den Straßenverkehr die fünf nachfolgenden Neckarbrücken wichtig:
- Alte Brücke (offiziell Karl-Theodor-Brücke) – verbindet die Altstadt und Neuenheim
- Theodor-Heuss-Brücke – verbindet den Bismarckplatz im Stadtteil Bergheim mit Neuenheim
- Ernst-Walz-Brücke – verbindet Bergheim und Neuenheim
- Neckarbrücke Schlierbach-Ziegelhausen – verbindet die genannten Stadtteile
- Nördlich von Wieblingen führt die A 5 über den Neckar

Weiter gibt es noch drei über den Neckar führende Fußgängerstege im Zusammenhang mit Wehren. Die archäologisch belegte Römerbrücke stand etwa zwischen der Theodor-Heuss-Brücke und der Ernst-Walz-Brücke.
Ebenso ist die über die Bahngleise am Hauptbahnhof führende Czernybrücke verkehrstechnisch bedeutend. Sie wurde nach dem Chirurgen und Krebsforscher Vincenz Czerny benannt und verbindet die Stadtteile Bergheim und Bahnstadt. Die nach der französischen Partnerstadt benannte Montpellierbrücke führt auch über die Eisenbahnschienen und liegt in der Weststadt.

#### Schiffsverkehr
Der Neckar wird seit alters her als Transport- und Verkehrsweg genutzt. 1920 beschloss der Reichstag den Bau des Neckarkanals. Am 15. Juni 1925 wurde die Staustufe Wieblingen-Schwabenheimer Hof in Betrieb genommen. Im Oktober des Jahres 1928 wurde die Schifffahrtsstraße Heidelberg–Neckargemünd fertiggestellt, und am 19. Dezember 1929 wurde der Steg über das Stauwehr Hirschgasse für den allgemeinen Verkehr freigegeben. 1935 war die Schifffahrtsstrecke Mannheim-Heilbronn mit 113 km Länge befahrbar und am 12. Dezember 1954 wurde die Ziegelhausen-Schlierbach-Brücke eingeweiht.
Es gab zwei Frachthäfen in Heidelberg: Der heutige Bismarkplatz war von 1847 bis ca. 1870 ein Winterhafen, der die Schiffe vor dem Eisgang schützen sollte. Von 1951 an war an der linken Neckarseite vor dem Stauwehr Wieblingen ein Hafen für Kohle und Steine und Sand in Betrieb. Die Kohle war für die Stadtwerke bestimmt, die Steine und Sand für die Bauindustrie.
2007 wurden ca. 7,5 Millionen Tonnen Güter auf dem Neckar bewegt.
Heute sind vor allem in der Sommersaison zahlreiche kleine und mittelgroße Ausflugsboote im touristischen Einsatz, meist wird in kürzeren Fahrten das Stadtpanorama besichtigt. Weitere Fahrten gehen zum Beispiel den Neckar bergauf über die Orte Neckargemünd, Neckarsteinach, Hirschhorn bis Eberbach. Auf Sonderfahrten kann man bis Heilbronn oder Stuttgart gelangen. Nach Westen gelangt man über Ladenburg und Mannheim in den Rhein; Sonderfahrten bis zum Mittelrhein sind sehr beliebt. Eine Attraktion ist seit Juni 2004 der Katamaran „SolarSchiff“, ein Solarboot, das 110 Personen fast lautloses Gleiten bietet, aber nur bei geringer Strömung eingesetzt werden kann.
Im Neckar befinden sich auf Heidelberger Gemarkung mehrere Bauwerke, die der Regulierung des Flusses dienen. Es sind dies: der Seitenkanal Wieblingen, das Stauwehr Wieblingen und die Staustufe Heidelberg.

#### Bahnanbindung
Im Fernverkehr der Bahn ist Heidelberg mit ICE-Zügen der Linien Basel-Frankfurt am Main, Stuttgart–Köln, Zürich–Frankfurt am Main und Stuttgart–Hamburg erreichbar sowie mit EC/IC-Zügen der Linien Salzburg–Frankfurt, Stuttgart–Dortmund und Karlsruhe–Stralsund. Seit 2017 ist Heidelberg auch über die Flixtrain-Linie Stuttgart–Berlin zu erreichen.

#### ÖPNV

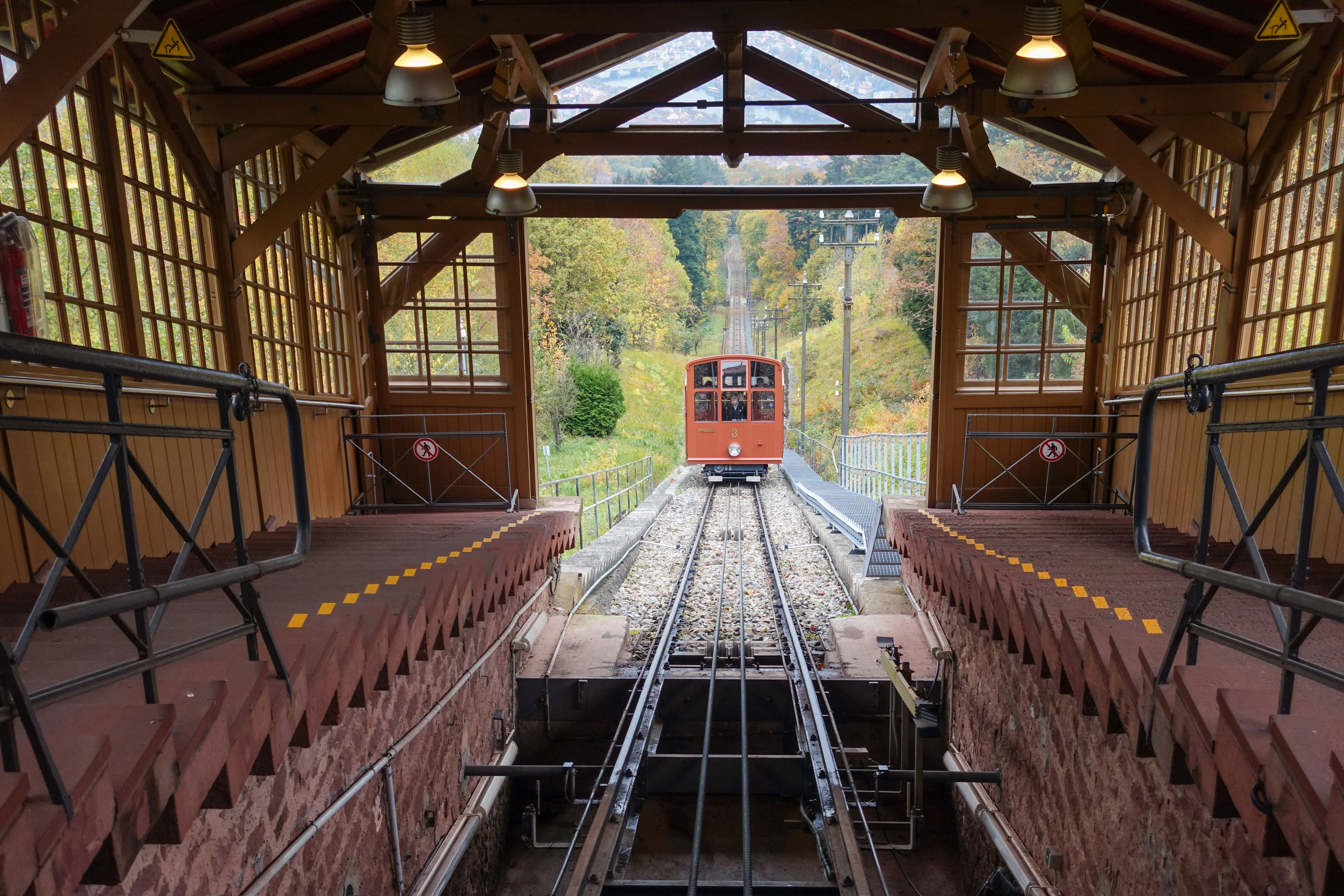
Endstation der Bergbahn am Königstuhl

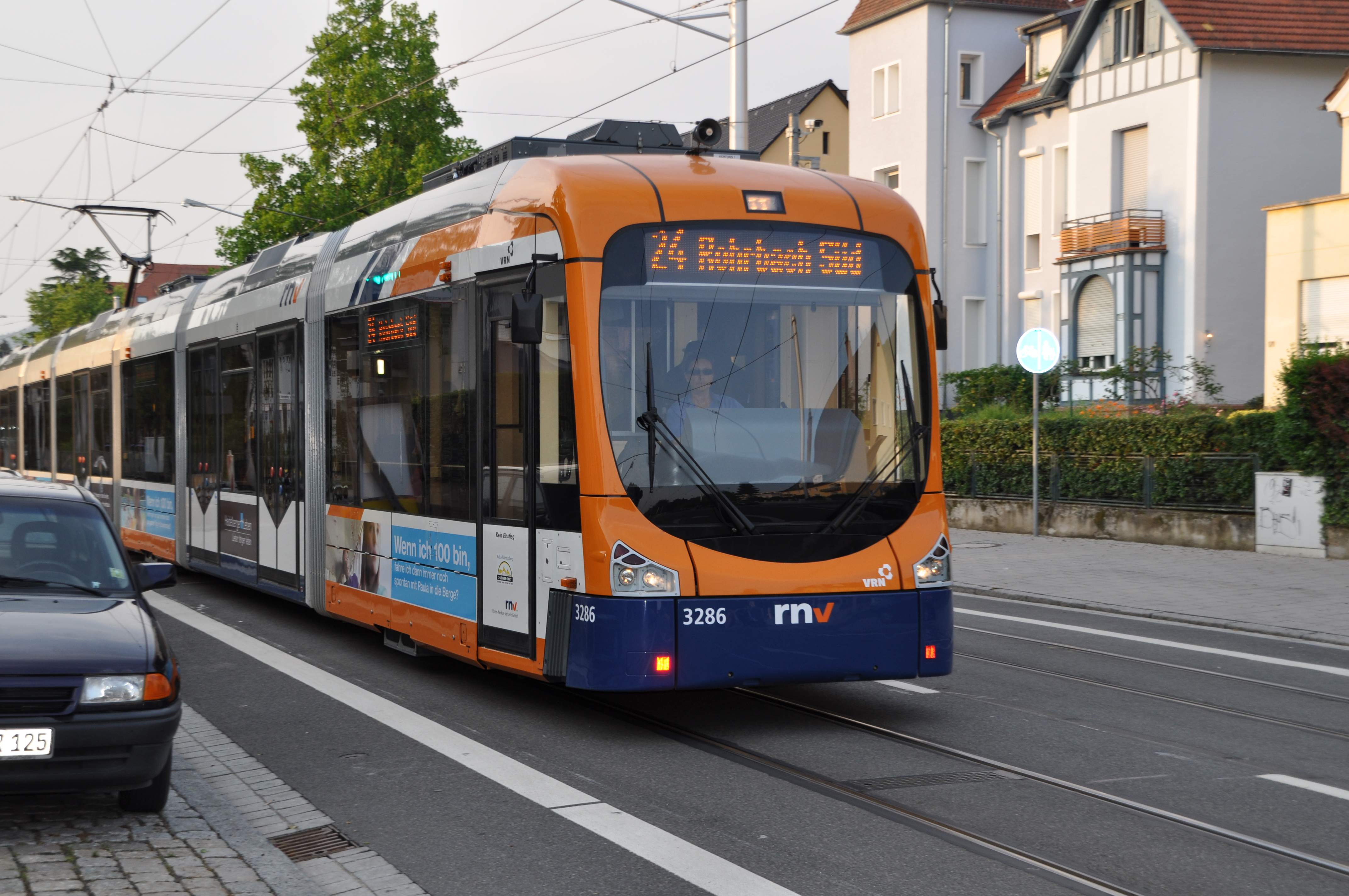
Straßenbahn der Linie 24 in der Südstadt

Liniennetz der Straßenbahn Heidelberg

Der wichtigste Nahverkehrsknotenpunkt Heidelbergs ist der Bismarckplatz. Mehrere Hauptverkehrsadern der Stadt kreuzen sich hier, und eine der längsten Fußgängerzonen Europas, die Hauptstraße, zieht sich durch die gesamte Heidelberger Altstadt. In unmittelbarer Nähe befand sich lange Zeit der Hauptbahnhof, welcher damals noch ein kombinierter Kopf- und Durchgangsbahnhof war. Er wurde 1955 etwa 1,5 km weiter nach Westen hin verschoben, so dass auch die nach Süden verkehrenden Züge keinen Richtungswechsel mehr benötigten. Der neue Hauptbahnhof stieg damit zum zweiten wichtigen Verkehrsknotenpunkt Heidelbergs auf.
Seit 1885 gibt es in Heidelberg den öffentlichen Personennahverkehr (ÖPNV), zu dieser Zeit noch in der Form einer Pferdebahn, die in jenem Jahr in Betrieb genommen wurde. Aufgrund des rasant ansteigenden Transportaufkommens wurde am 20. Dezember 1901 in einer außerordentlichen Generalversammlung die Umwandlung der Pferdebahn auf elektrischen Betrieb beschlossen.
Am 16. März 1902 lief die erste elektrische Straßenbahn auf der Rohrbacher Straße unter Mitbenutzung der Bahnanlagen der 1901 von der Deutschen Eisenbahngesellschaft erbauten elektrischen Vorortbahn Heidelberg – Wiesloch. Bis in die 1950er Jahre wurde das Straßenbahnnetz Stück für Stück erweitert. Als das schnell beliebter werdende Automobil die Betreiber des Personennahverkehrs vor immer größere Probleme stellte, wurde das Straßenbahnnetz schrittweise zu einem auf die Grundversorgung ausgerichteten Netzwerk zurückgebaut. Erst am 10. Dezember 2006 wurde mit der Anbindung Kirchheims wieder eine neue Straßenbahnlinie eröffnet. Heute ist die RNV für das Betreiben der Straßenbahn- und Buslinien zuständig. Seit 1989 können sie alle mit einem einheitlichen Tarif innerhalb des Verkehrsverbunds Rhein-Neckar (VRN) benutzt werden.
Seit 14. Dezember 2003 ist Heidelberg an das Netz der S-Bahn Rhein-Neckar angeschlossen, die die gesamte Metropolregion Rhein-Neckar erschließt und Linien bis in die Pfalz, das Saarland und nach Südhessen führt. Eine Anknüpfung an das S-Bahn-Netz nach Karlsruhe erfolgte. Damit war der Rhein-Neckar-Raum eines der letzten Ballungsgebiete, das eine eigene S-Bahn erhielt. Mit der Planung wurde schon vor Jahrzehnten begonnen; weil sich jedoch vier Bundesländer untereinander koordinieren mussten (Baden-Württemberg, Saarland, Hessen und Rheinland-Pfalz) verzögerte sich die Durchführung so lange.
Die Heidelberger Bergbahn fährt seit 2005 mit neuen Triebwagen im unteren Teil vom Kornmarkt zur Molkenkur-Aussicht und den historischen Wagen von 1907 im oberen Streckenabschnitt von der Molkenkur-Aussicht auf den Königstuhl. Sie ist eines der beliebtesten Mittel, um das Heidelberger Schloss zu erreichen. Die ersten Planungen für die Bergbahn begannen schon 1873. Wegen fehlender Geldmittel konnte der erste Streckenabschnitt jedoch erst 1890 eröffnet werden. 2004 wurde die obere Bergbahn in das Denkmalbuch des Landes Baden-Württemberg aufgenommen.

#### Radverkehr
Durch Alltagsrouten aus dem Radnetz Baden-Württemberg ist Heidelberg
- über Ladenburg mit Mannheim,
- über die Stadtteile Neuenheim und Handschuhsheim und über Dossenheim und Schriesheim mit Weinheim,
- über den Stadtteil Ziegelhausen und über Neckargemünd
  - mit Eberbach,
  - über Meckesheim und Waibstadt mit Mosbach,
  - über Meckesheim mit Sinsheim und
- über die Stadtteile Südstadt und Rohrbach und über Leimen mit Wiesloch verbunden.

Innerstädtisch möchte die Stadt Heidelberg den Radverkehr im Rahmen der Radstrategie 2030 als zentrales Element der Mobilität weiter stärken und ein hierarchisches Radsystem nach dem Vorbild Kopenhagens einführen.
Durch Heidelberg verlaufen als Landes-Radfernwege:
- Der Neckartal-Radweg führt von Villingen-Schwenningen nach Mannheim. Er verläuft dabei von Neckargemünd über den Stadtteil Schlierbach nach Heidelberg und weiter über Ladenburg nach Mannheim.
- Der Heidelberg-Schwarzwald-Bodensee-Radweg führt von Heidelberg nach Radolfzell. Er verläuft an Reilingen vorbei nach St. Leon und weiter nach Bruchsal und Bretten.
- Der Badische Weinradweg[79] führt von Grenzach-Wyhlen am Hochrhein nach Laudenbach, dabei werden sieben der neun badischen Weinanbaugebiete untereinander verbunden. Die Route verläuft von Wiesloch über Nußloch und Leimen nach Heidelberg und weiter über Schriesheim nach Weinheim.
- Der Odenwald-Madonnen-Radweg führt ab Tauberbischofsheim durch den Odenwald bei Hardheim, Walldürn und Buchen, das Neckartal bei Mosbach, Eberbach und Heidelberg bis in die Rheinebene über Walldorf nach Speyer.[80]

In Heidelberg beginnt der Radweg Bergstraße, der bis nach Darmstadt führt.
Heidelberg ist Mitglied der AGFK (Arbeitsgemeinschaft Fahrrad- und Fußverkehrsfreundlicher Kommunen) in Baden-Württemberg und hat die „Qualitätsstufe“ für eine fahrradfreundliche Kommune erreicht.

#### Wanderwege
Heidelberg liegt am Europäischen Fernwanderweg E1, von Nordkap in Norwegen bis Salerno auf Sizilien. Auch der Neckarweg und der Neckarsteig (als Prädikatswanderweg) führen als Fernwanderwege durch die Stadt.

### Energie
Aufgrund der Förderung der Solarenergie, einem innovativen Mieterstrommodell und dem Ziel einer klimaneutralen Stadt wurde Heidelberg im Februar 2015 als „Energie-Kommune“ ausgezeichnet. Heidelberg ist Mitglied im Netzwerk Energy Cities und als Masterplan-Kommune hat Heidelberg sich verpflichtet, seine Treibhausgas-Emissionen bis 2050 auf nahezu null und den Endenergie-Verbrauch auf 50 Prozent zu reduzieren. Im Juni 2022 wurde dieses Ziel auf 2040 vorgezogen. Die Heidelberger Energiegenossenschaft eG (HEG) setzt seit 2010 die Energiewende in Heidelberg und Umgebung mit um. Sie betreibt mehr als 30 Bürgersolaranlagen und ist an mehreren Windrädern beteiligt.
Die Stadtwerke Heidelberg beziehen 75 Prozent der Fernwärme und damit etwa 34 Prozent des Gesamtwärmeverbrauchs der Heidelberger aus dem Grosskraftwerk Mannheim, einem der größten Steinkohlekraftwerke Europas.

### Medien
In Heidelberg erscheint als einzige lokale Tageszeitung die Rhein-Neckar-Zeitung. Sie hat mehrere Lokalausgaben. Die Stadt gibt ein wöchentliches Amtsblatt, das Stadtblatt, heraus. Es erscheint außerdem das Stadtmagazin mit Veranstaltungskalender Heidelberg aktuell. Das Rhein-Neckar-Journal – eine Hörzeitung für Blinde und Sehbehinderte – bringt jede Woche Informationen aus dem Raum Heidelberg für Blinde und Sehbehinderte zu Gehör. Seit August 2009 veröffentlicht auch ein Online-Portal lokale Nachrichten unter dem Titel „Die Stadtredaktion“.
Der Süddeutsche Rundfunk (heute Südwestrundfunk) unterhielt lange Jahre ein Regionalstudio, das inzwischen seinen Sitz in Mannheim hat. Ferner gibt es das Rhein-Neckar Fernsehen als lokalen Fernsehsender. Seit Beginn der 1990er Jahre entwickelte sich auch seitens der Studentenschaft reges Interesse, mit eigenen Medien vertreten zu sein. Neben den Studierendenzeitungen Ruprecht und unimut sendet auf UKW 105,4 MHz das Campusradio Rhein-Neckar, RadioAktiv. Heidelberger Studenten engagieren sich gemeinsam mit Kommilitonen aus der Nachbaruniversität Mannheim, um den Radiobetrieb aufrechtzuerhalten und die Studentenschaft mit Musik und Neuigkeiten vom Campus zu versorgen.
Heidelberg ist Standort einiger Rundfunk-Sendeanlagen. Neben dem Fernsehturm des SWR auf dem Königstuhl gibt es auch die direkt benachbarte Sendeanlage der Deutschen Telekom.
Vom Fernsehturm Heidelberg-Königstuhl wird DVB-T ausgestrahlt. Es sind 13 Programme auf drei Transpondern, Kanal 21, 474 MHz (ZDF), Kanal 49, 698 MHz und 60, 786 MHz (SWR bzw. ARD) zu empfangen. Aus dem Rhein-Main-Raum und vom Fernmeldeturm Stuttgart können mit Dachantenne auch im Rhein-Neckar-Gebiet private Sender empfangen werden. Das DVB-T-Signal vom Königstuhl hat eine Reichweite von 80 bis 100 Kilometern.

### Gerichte, Behörden und Einrichtungen

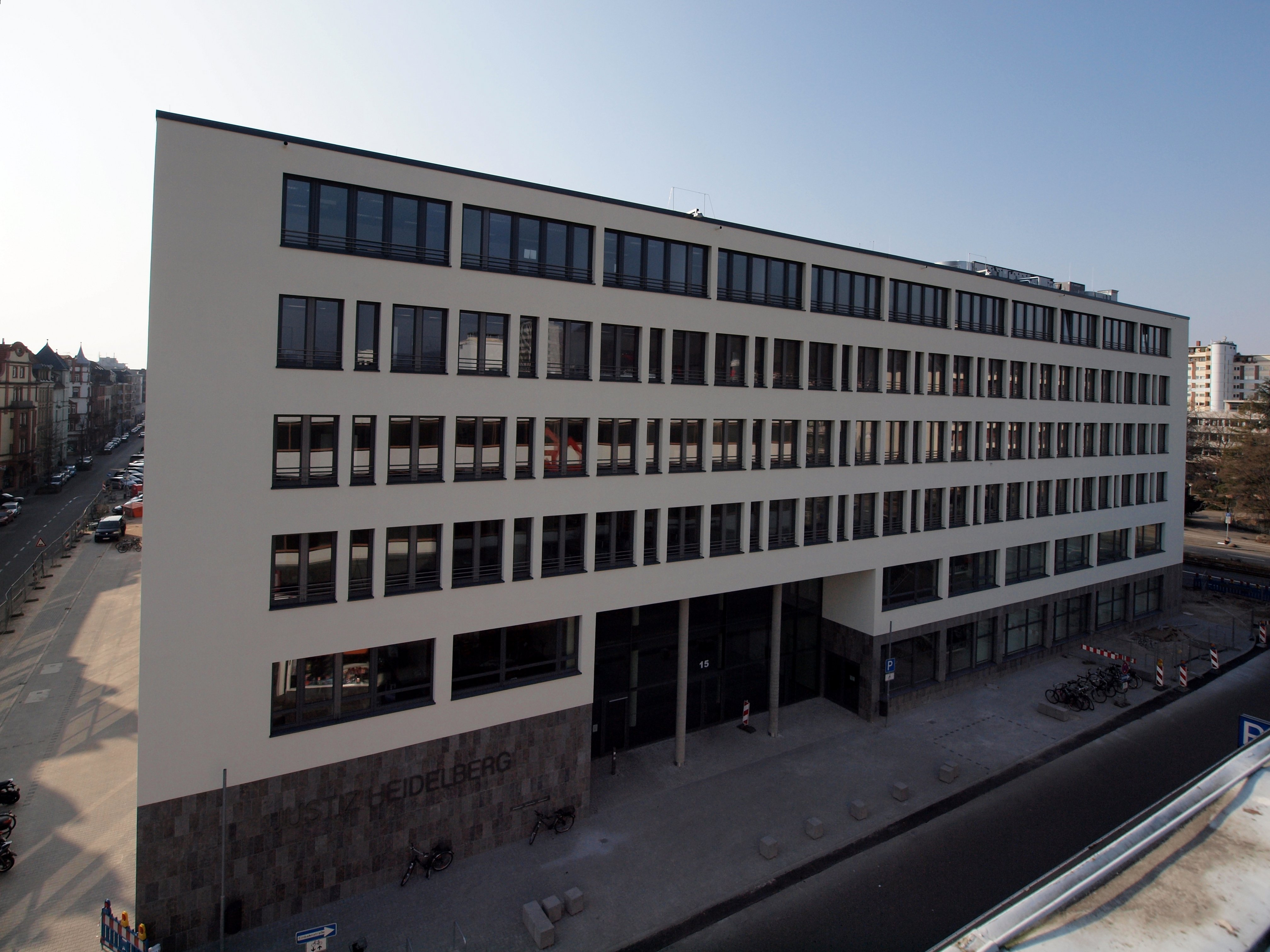
Behördenzentrum Heidelberg, in dem Amtsgericht, Landgericht und Staatsanwaltschaft untergebracht sind

In Heidelberg gibt es ein Amtsgericht und ein Landgericht, die beide zum OLG-Bezirk Karlsruhe gehören, sowie eine Staatsanwaltschaft. Außerdem befinden sich in Heidelberg auswärtige Kammern des Arbeitsgerichts Mannheim.
Darüber hinaus ist in der Stadt der Sitz der Berufsgenossenschaft Rohstoffe und chemische Industrie, des Kirchenbezirks Heidelberg der Evangelischen Landeskirche in Baden und des Dekanats Heidelberg des Erzbistums Freiburg.
Heidelberg war Sitz des NATO-Landhauptquartiers Mitteleuropa (Land Headquarters; früher LANDCENT) unter dem Kommando der Supreme Headquarters Allied Powers Europe. Das Hauptquartier der 7. US-Armee war in den Campbell Barracks (V. US-Corps Headquarters) ansässig. Auch in der näheren Umgebung befanden sich viele amerikanische Militäreinrichtungen. 2008 waren etwa 1000 zivile Arbeitnehmer bei den US-Streitkräften angestellt. Geschätzte zehn Millionen Euro gaben Mitglieder des US-Militärs sowie deren Angehörige im Heidelberger Einzelhandel aus, weitere fünf Millionen Euro in der Gastronomie. Etwa 30 Millionen Euro betrug die jährliche Investitionssumme des US-Militärs für eigene Bauten und Anlagen. Bis Ende 2012 zog allerdings ein großer Teil der US-Streitkräfte nach Wiesbaden um, wo ein neues Hauptquartier errichtet wurde. Bis 2015 wurde das US-Militär aus Heidelberg komplett abgezogen.

### Bildung und Forschung

#### Universität, Hochschulen, Seminare

Siegel der Universität Heidelberg

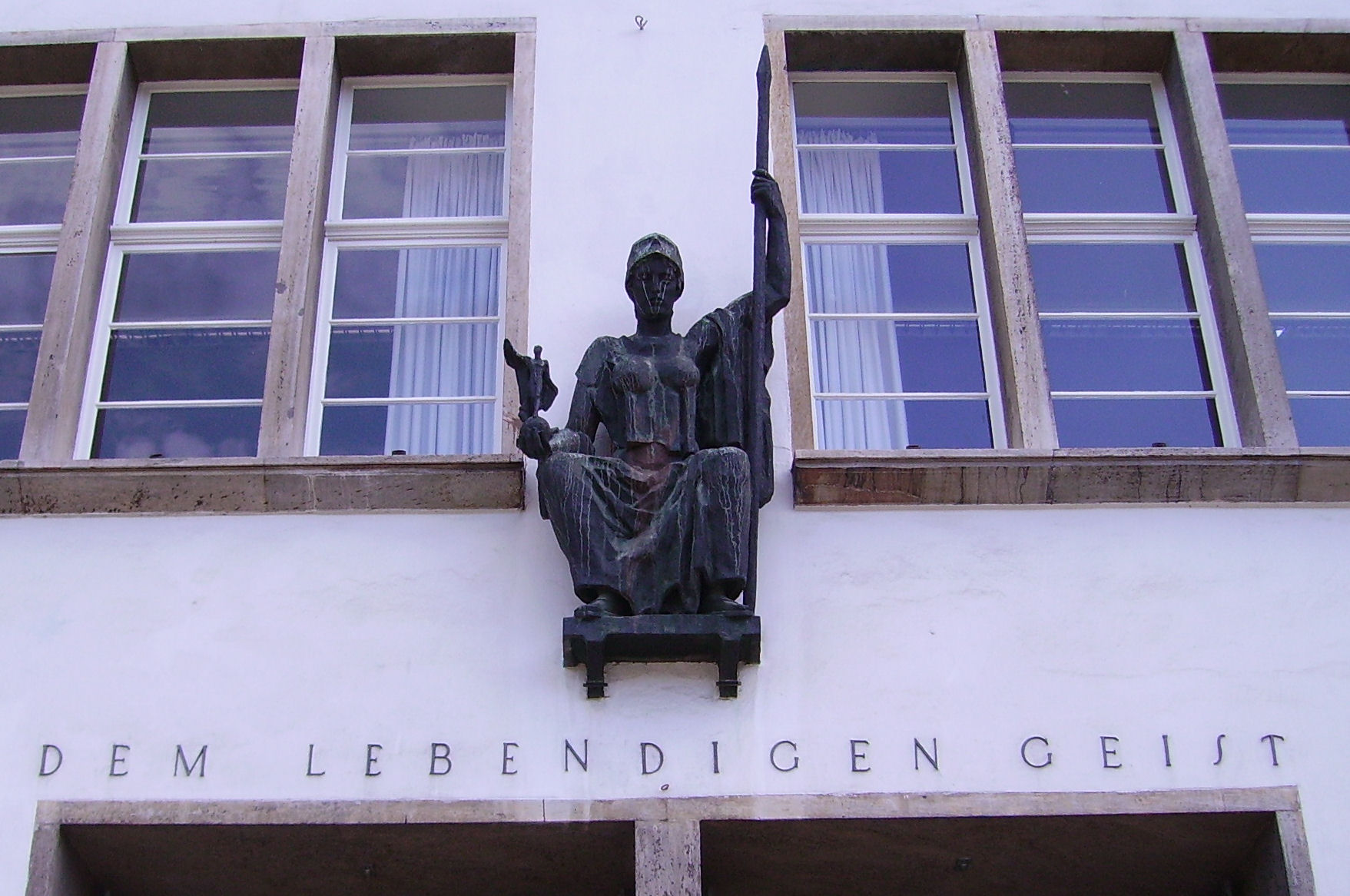
„Dem lebendigen Geist“ über dem Portal der Neuen Universität

Die Ruprecht-Karls-Universität Heidelberg wurde 1386 gegründet und ist die älteste Universität auf dem Gebiet des heutigen Deutschlands. Ihr Campus ist aufgeteilt auf zwei Stadtgebiete sowie mehrere Einzelgebäude: In zahlreichen historischen Gebäuden in der Altstadt befinden sich die Geistes-, Sozial- und Rechtswissenschaften. Die Naturwissenschaften und Medizin sind zum überwiegenden Teil auf dem neuen Campus im Neuenheimer Feld angesiedelt.
Es gibt die Hochschule für Kirchenmusik Heidelberg. Sie wurde 1931 als Einrichtung der Evangelischen Landeskirche in Baden gegründet.
1904 wurde die Pädagogische Hochschule Heidelberg gegründet. Nach mehreren Erweiterungen und Umbenennungen wurde sie 1971 schließlich eine wissenschaftliche Hochschule mit dem heutigen Namen.
Die SRH Hochschule Heidelberg ist eine private Hochschule der SRH Holding (Stiftung Rehabilitation Heidelberg). Sie wurde 1969 gegründet und 2004 als erste private Fachhochschule durch den deutschen Wissenschaftsrat akkreditiert. Sie befindet sich im Science Tower im Stadtteil Wieblingen.
Die Hochschule Fresenius Heidelberg (bis 2017 Hochschule für Internationales Management Heidelberg) ist eine private, staatlich anerkannte Hochschule. Ihre Bachelor- und Master-Studiengänge sind nach den Vorgaben des deutschen und des britischen Hochschulsystems akkreditiert. Die Studierenden erwerben so gleichzeitig einen deutschen und einen britischen Hochschulabschluss.
Die Hochschule für Jüdische Studien Heidelberg wurde 1979 gegründet. Sie verfügt über neun Teilbereiche der Religion und Kultur des Judentums.
Die Schiller International University ist mit einem Campus in Heidelberg vertreten. Die private amerikanische Universität bietet Bachelor- und Master-Studiengänge im Bereich International Business und International Relations & Diplomacy an.
Das Staatliche Seminar für Didaktik und Lehrerbildung (Gymnasien und Sonderschulen) sowie ein Institut für Übersetzen und Dolmetschen (IÜD) ist Teil der Ruprecht-Karls-Universität.

#### Forschung
In Heidelberg gibt es eine Vielzahl von Forschungseinrichtungen, insbesondere für Biowissenschaften.
Die wichtigste Trägerin in der Heidelberger Forschungslandschaft ist die Universität Heidelberg. Unter ihrem Dach befinden sich zahlreiche Institute wie das Biochemie-Zentrum Heidelberg (BZH), das Interdisziplinäre Zentrum für Neurowissenschaften (IZN), das Interdisziplinäre Zentrum für wissenschaftliches Rechnen (IWR), das Südasien-Institut (SAI), das Heidelberg Center for American Studies (HCA), das Heidelberg Center Lateinamerika sowie das Zentrum für Astronomie der Universität Heidelberg (ZAH). Anfang 2007 kam dazu das im Neuenheimer Feld neugebaute Zentrum für quantitative Analyse molekularer und zellulärer Biosysteme (BIOQUANT).
Bekannte Institute sind das 1964 gegründete Deutsche Krebsforschungszentrum (DKFZ) und das Zentrum für Molekulare Biologie Heidelberg (ZMBH), das 1983 gegründet wurde. Beide Institute haben sich der Grundlagenforschung verschrieben.
Ebenfalls in Heidelberg ansässig ist die Zentraleinrichtung des Europäischen Laboratoriums für Molekularbiologie (EMBL), gegründet 1974. Außenstellen befinden sich unter anderem in Monterotondo (Italien), Hinxton (England), Grenoble (Frankreich) und Hamburg. Es wird von 18 europäischen Staaten betrieben.
Mit vier Instituten bildet Heidelberg einen regionalen Schwerpunkt der Max-Planck-Gesellschaft. Das Max-Planck-Institut für ausländisches öffentliches Recht und Völkerrecht, das Max-Planck-Institut für Kernphysik, das Max-Planck-Institut für Astronomie sowie das Max-Planck-Institut für medizinische Forschung sind hier angesiedelt. Die Stadt Heidelberg ist außerdem „Korporativ Förderndes Mitglied“ der Max-Planck-Gesellschaft.
Weitere Forschungsanstalten sind die Staatliche Lehr- und Versuchsanstalt für Gartenbau, die Landessternwarte Heidelberg-Königstuhl, die Heidelberger Akademie der Wissenschaften, das European Media Laboratory (EML), ein privates Forschungsinstitut für angewandte Informatik sowie die Forschungsstätte der Evangelischen Studiengemeinschaft, die von der evangelischen Kirche getragen wird.

#### Schulen
Es gibt Grund-, Gemeinschafts-, Real- und Berufsschulen (staatlich und privat), Sonderpädagogische Bildungs- und Beratungszentren und Gymnasien.
Schulen besonderer Prägung sind die Freie Waldorfschule Heidelberg (privat) und die Internationale Gesamtschule Heidelberg (IGH) (staatlich). Die IGH ist eine additive Gesamtschule, die mit zwei weiteren Gesamtschulen im baden-württembergischen Schulgesetz als Schule außerordentlicher Prägung namentliche Erwähnung findet. An beiden Schulen besteht die Möglichkeit, das Abitur abzulegen. Ebenfalls eine besondere Prägung hat die private, staatlich anerkannte Ergänzungsschule Heidelberg International School (HIS) in Wieblingen. Die Unterrichtssprache ist Englisch und es wird Schulgeld erhoben.
An der Johannes-Gutenberg-Schule Heidelberg gibt es, neben Stuttgart und Karlsruhe, eines der drei staatlichen Berufskollegs für Grafik und Design in Baden-Württemberg.
Neben der Volkshochschule existiert auch die Musik- und Singschule der Stadt Heidelberg mit dem Johannes-Brahms-Saal. Außerdem gibt es eine Hotelfachschule und zahlreiche private berufsbildende Schulen wie das bfw und die F&U-Schulen. Neben diesen Schulen finden sich auch außerschulische Bildungseinrichtungen, etwa das Heidelberger Life-Science Lab, ein Schülerlabor am Deutschen Krebsforschungszentrum.
Die Akademie für Ältere, 1984 als Verein gegründet, bietet älteren Menschen (60 Jahre und älter) ein breites Spektrum an Bildungsangebote in Form von Vortragsveranstaltungen und Seminaren an. Sie fördert Integration, Schaffung neuer Netzwerke, ehrenamtliches Engagement und Politikteilhabe Älterer.
1914 wurde im Stadtteil Neuenheim die großherzoglich-badische Taubstummenanstalt gegründet. Die Schüler lernten neben dem Stoff der 8-jährigen Volksschule die Gebärdensprache und Lippenlesen. Zur Schule gehörte ein Internat für Kinder, die weiter entfernt lebten. Nach dem Zweiten Weltkrieg ist das Internat nach Neckargemünd in einen Neubau umgezogen. Die Schule in Heidelberg, heute Gehörlosenschule, existiert noch am selben Platz.

#### Stadtbücherei
Die 1904 gegründete Stadtbücherei Heidelberg (Gesamtbestand: über 200.000 Medien) belegte bei der Leistungsmessung durch den Bibliotheksindex mehrfach Spitzenplätze in der Kategorie „Großstadt-Bibliothek“. Diese Spitzenplatzierung konnte die Stadtbücherei nach mehreren Jahren kommunaler Sparvorgaben durch eine umfassende Sanierung 2009 wieder einnehmen.

## Kultur und Sehenswürdigkeiten

### Bauwerke und Anlagen
Heidelberg ist eine der wenigen deutschen Großstädte, die im Zweiten Weltkrieg nicht zerstört wurden. Eine Besonderheit ist die barocke Altstadt, die – nach den Zerstörungen in den Jahren 1689 und 1693 – auf mittelalterlichem Grundriss neu errichtet wurde. In der Altstadt, die mit 1,6 km Länge eine der längsten Fußgängerzonen Europas hat, befinden sich auch die meisten der bedeutenden Bauwerke. Im gesamten Stadtgebiet stehen etwa 2830 Gebäude unter Denkmalschutz (Stand: April 2017).

#### Schloss

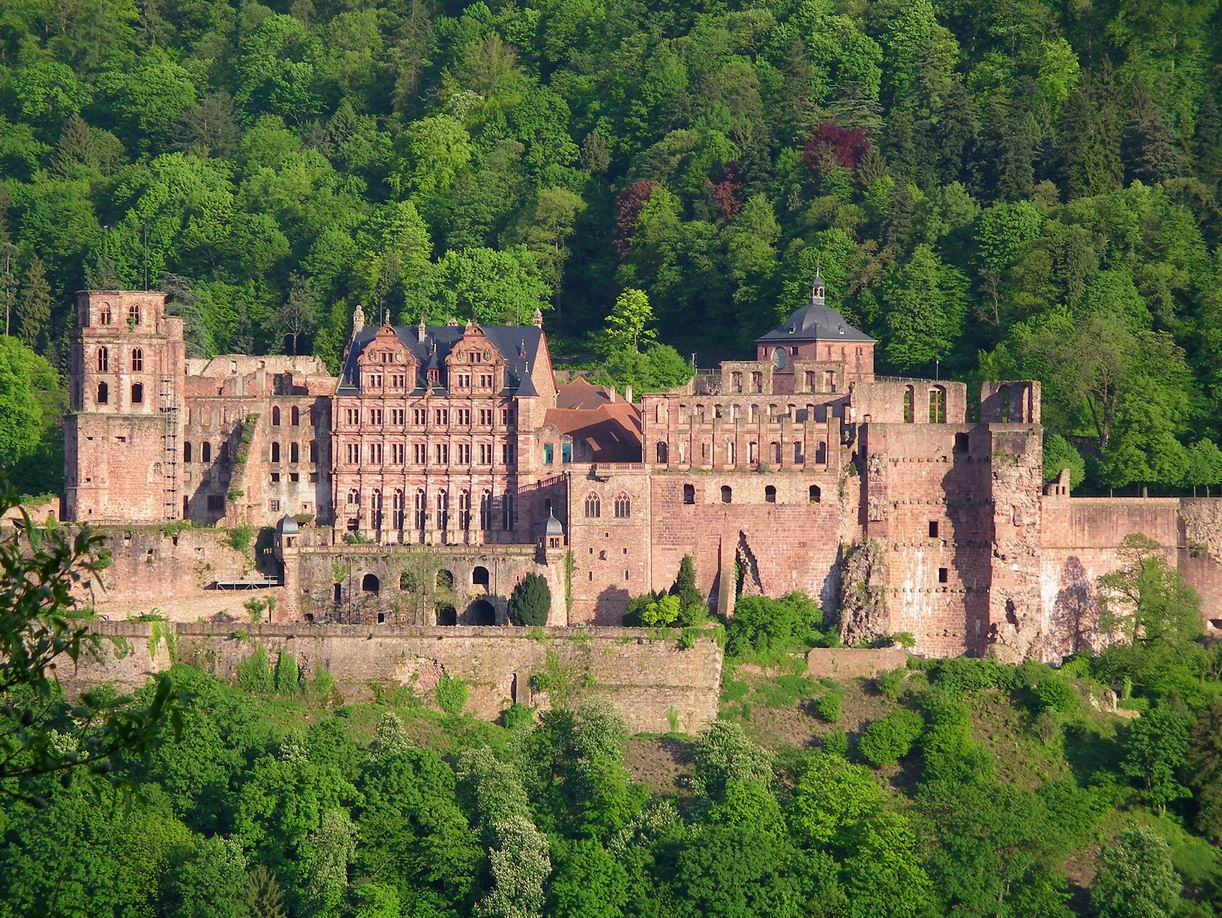
Heidelberger Schloss

Das Heidelberger Schloss ist eine der berühmtesten Ruinen Deutschlands und das Wahrzeichen der Stadt. Das Bauwerk entstand ursprünglich als wehrhafte Burg an strategisch günstiger Lage oberhalb einer Verengung des Neckartals und wurde später zur prachtvollen Residenz der Kurfürsten von der Pfalz ausgebaut. Seit den Zerstörungen 1689 und 1693 im Pfälzischen Erbfolgekrieg wurde das Schloss nur teilweise restauriert. 1764 besiegelte ein weiterer Brand nach Blitzschlag das Los des damals gerade renovierten Schlosses. Es wurde aufgegeben und die Ruine als Steinbruch (Baumaterial) für das neue Schwetzinger Sommerschloss und später für die Heidelberger Bürger verwendet, bevor es Ende des 18. Jahrhunderts von Literaten entdeckt und als Sinnbild für die Vergänglichkeit, in der Epoche der napoleonischen Kriege aber auch als patriotisches Monument begriffen wurde. Die Schlossruine erhebt sich 80 Meter über dem Talgrund am Nordhang des Königstuhls und dominiert von dort das Bild der Altstadt. Der Ottheinrichsbau, einer der Palastbauten des Schlosses, gehört zu den bedeutendsten Bauwerken der Renaissance nördlich der Alpen.

#### Alte Brücke
Der offizielle Name der Alten Brücke ist Karl-Theodor-Brücke. Sie gehört zu Deutschlands ältesten Brückenbauten und wurde 1284 erstmals urkundlich erwähnt. Es gab viele Vorgängerbauten aus Holz, die jedoch wiederholt durch Eisgang zerstört wurden. In ihrer heutigen Form wurde sie 1788 erbaut, jedoch wurden gegen Ende des Zweiten Weltkrieges zwei Pfeiler von der Wehrmacht gesprengt, um die vorrückenden alliierten Truppen aufzuhalten. Im Jahr 1947 war die Brücke vollständig rekonstruiert.

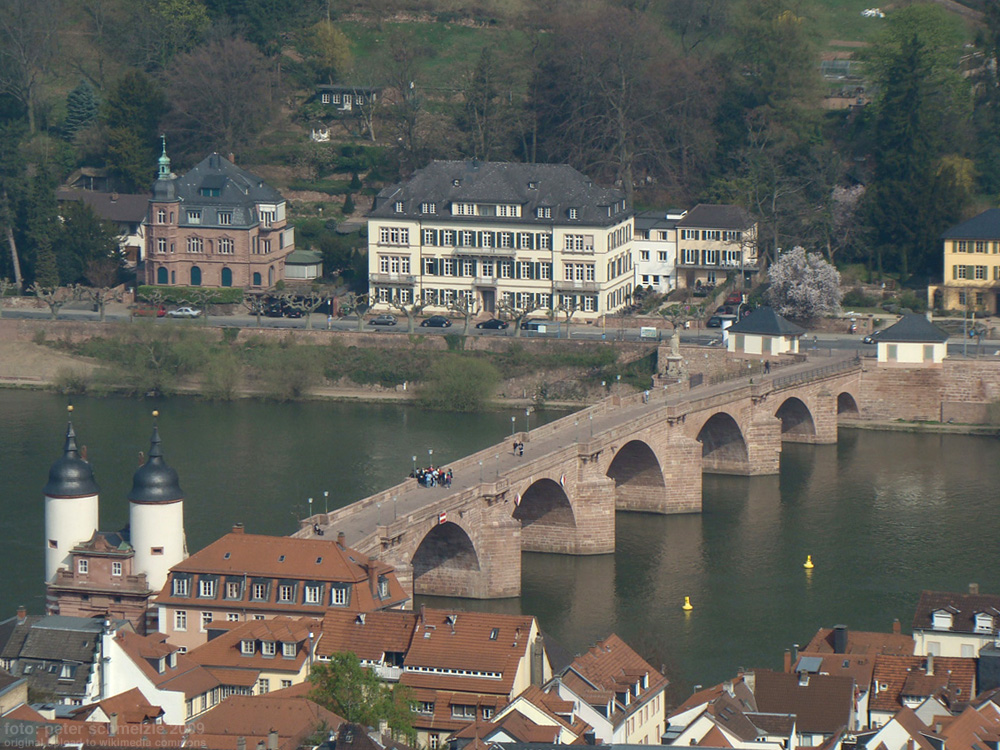
Alte Brücke
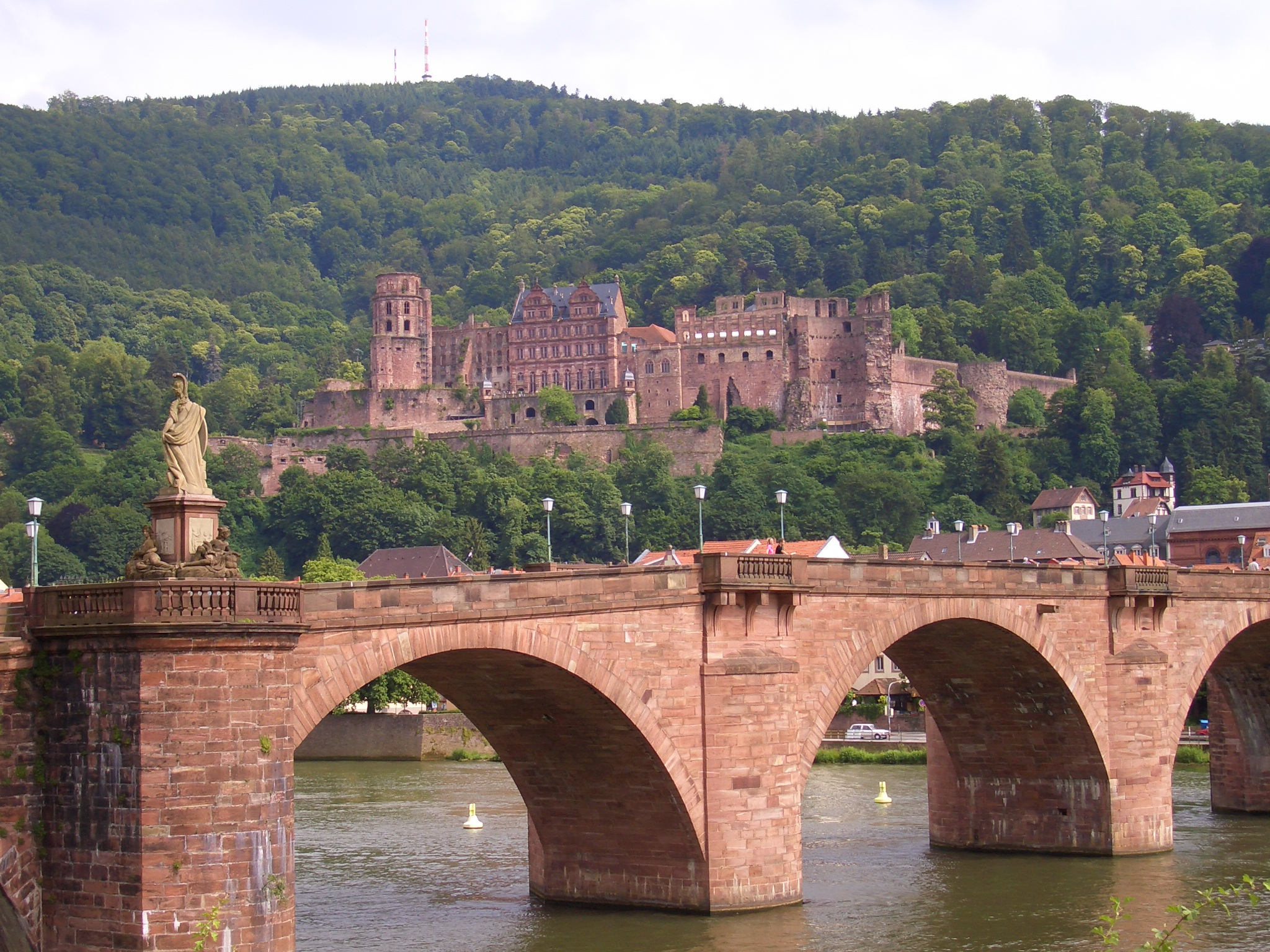
Heidelberger Schloss, die Alte Brücke und der Neckar
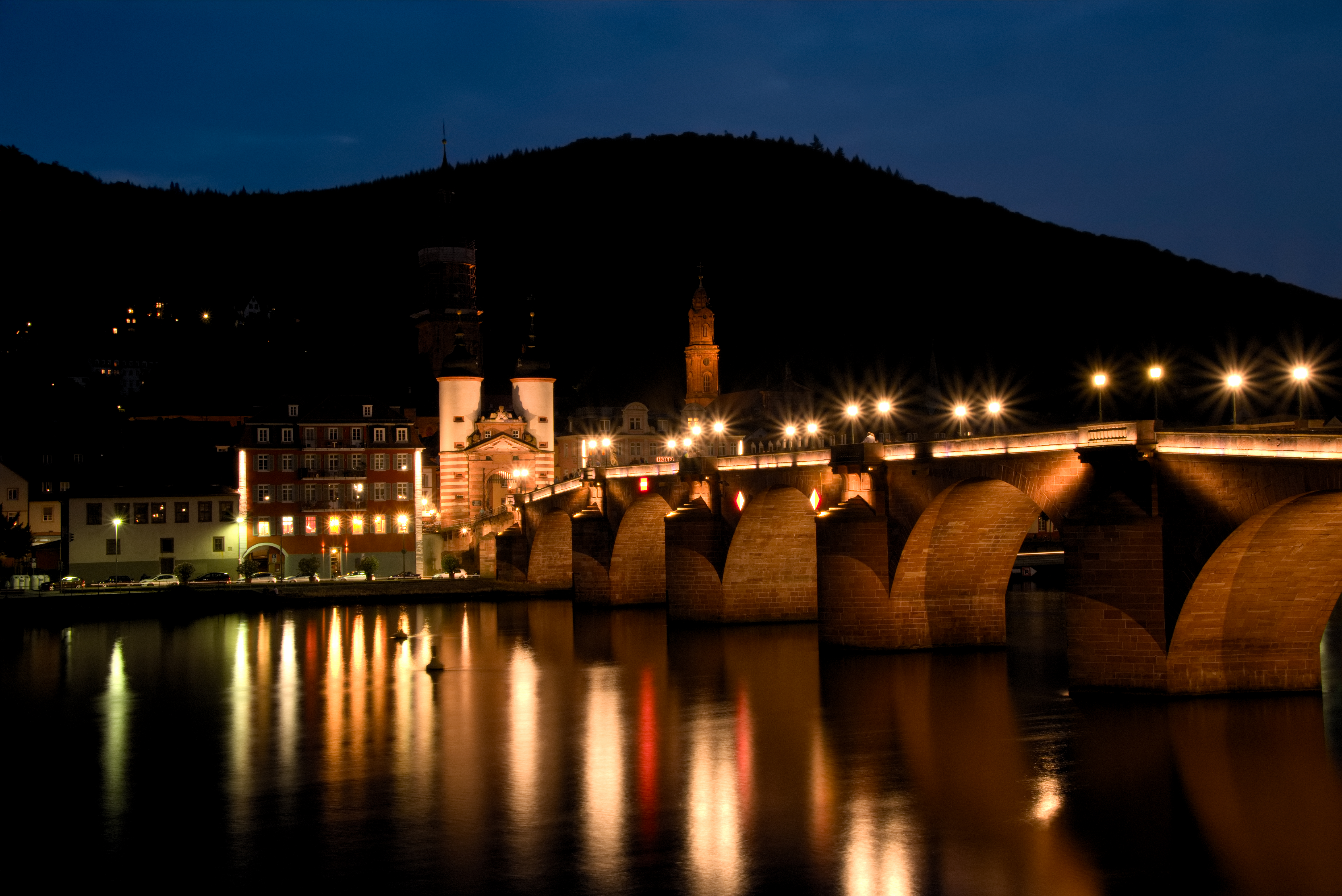
Die Alte Brücke bei Nacht, Juli 2016
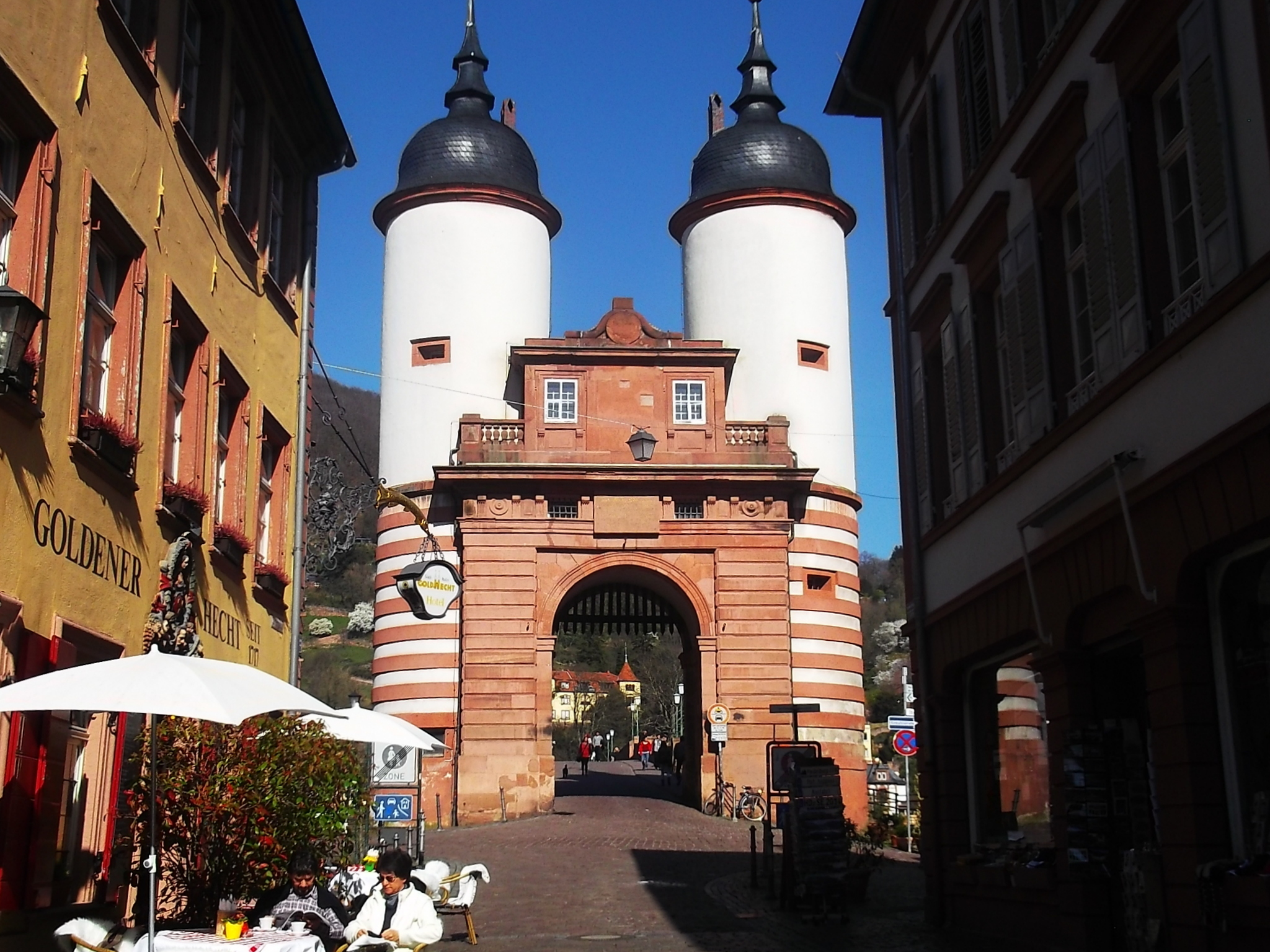
Das Tor der Alten Brücke von Süden

#### Bedeutende Kirchen

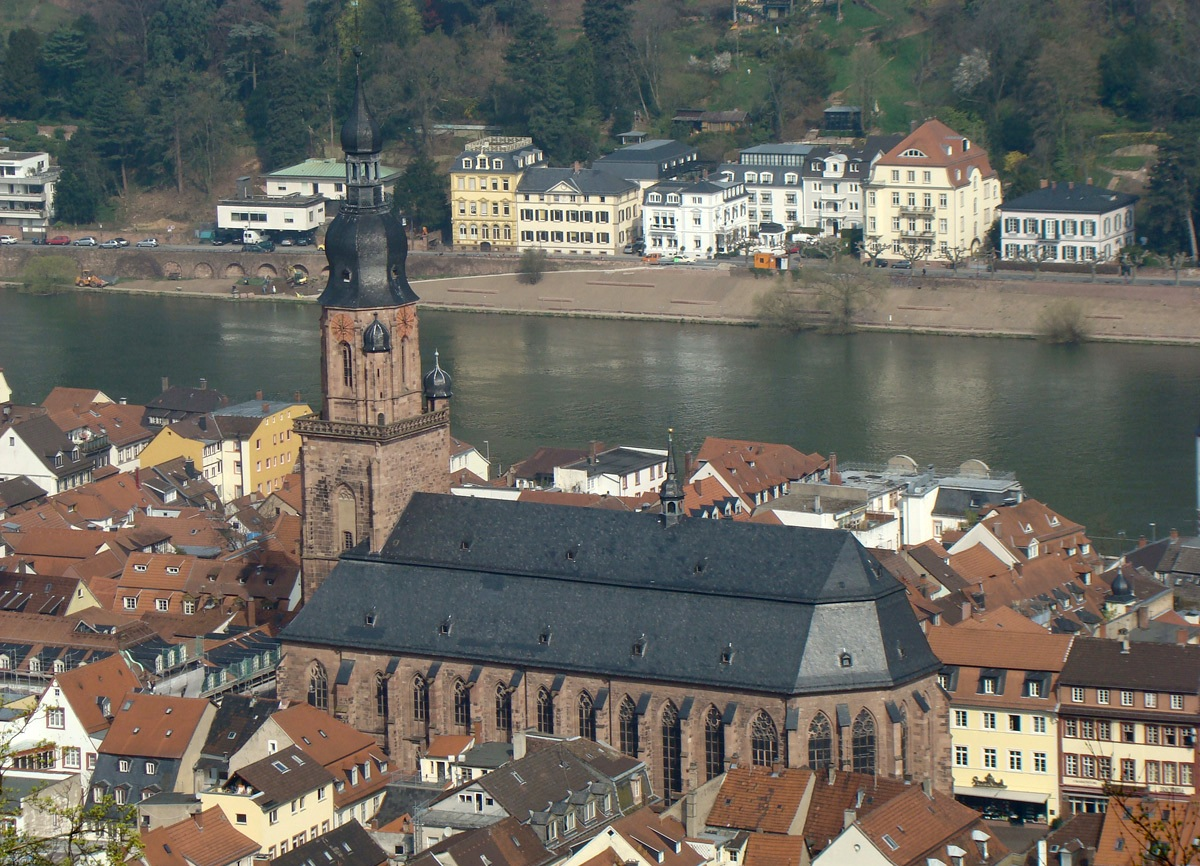
Die Heiliggeistkirche
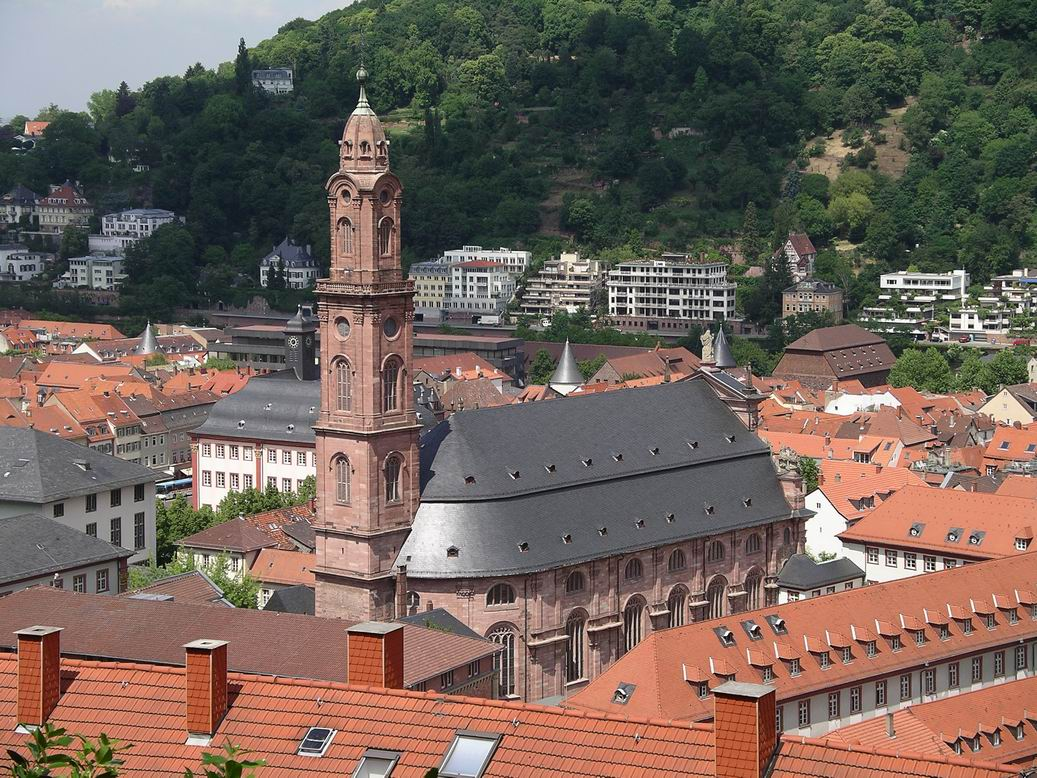
Die Jesuitenkirche
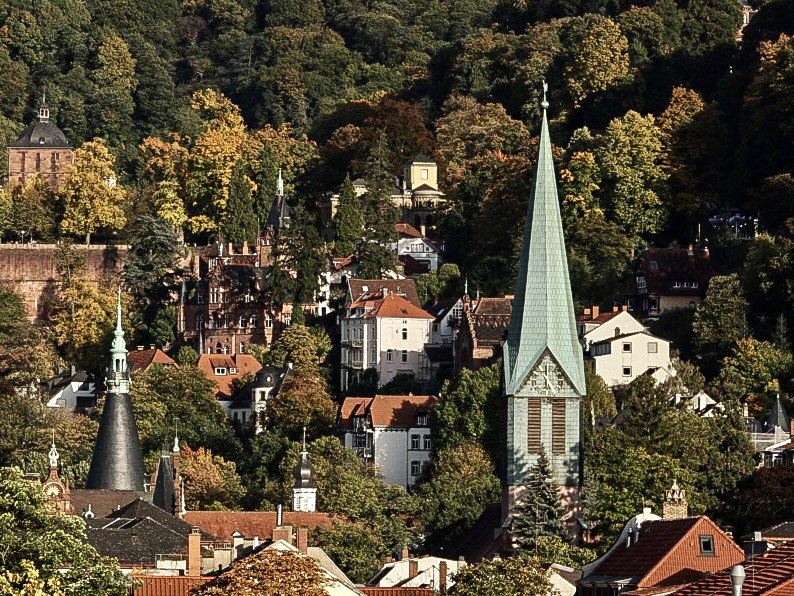
Die Peterskirche, die älteste Kirche in Heidelbergs Altstadt

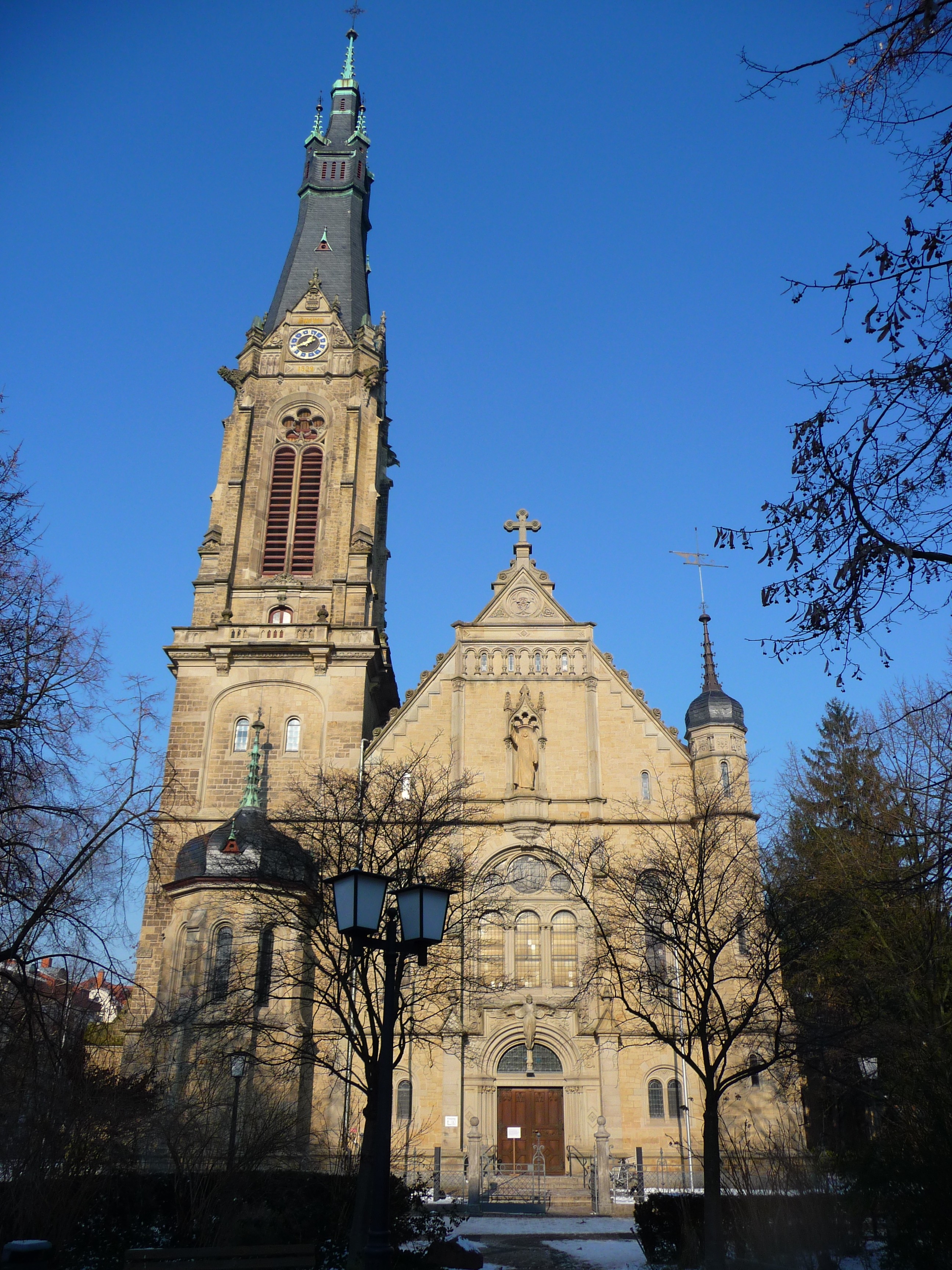
Christuskirche in der Weststadt
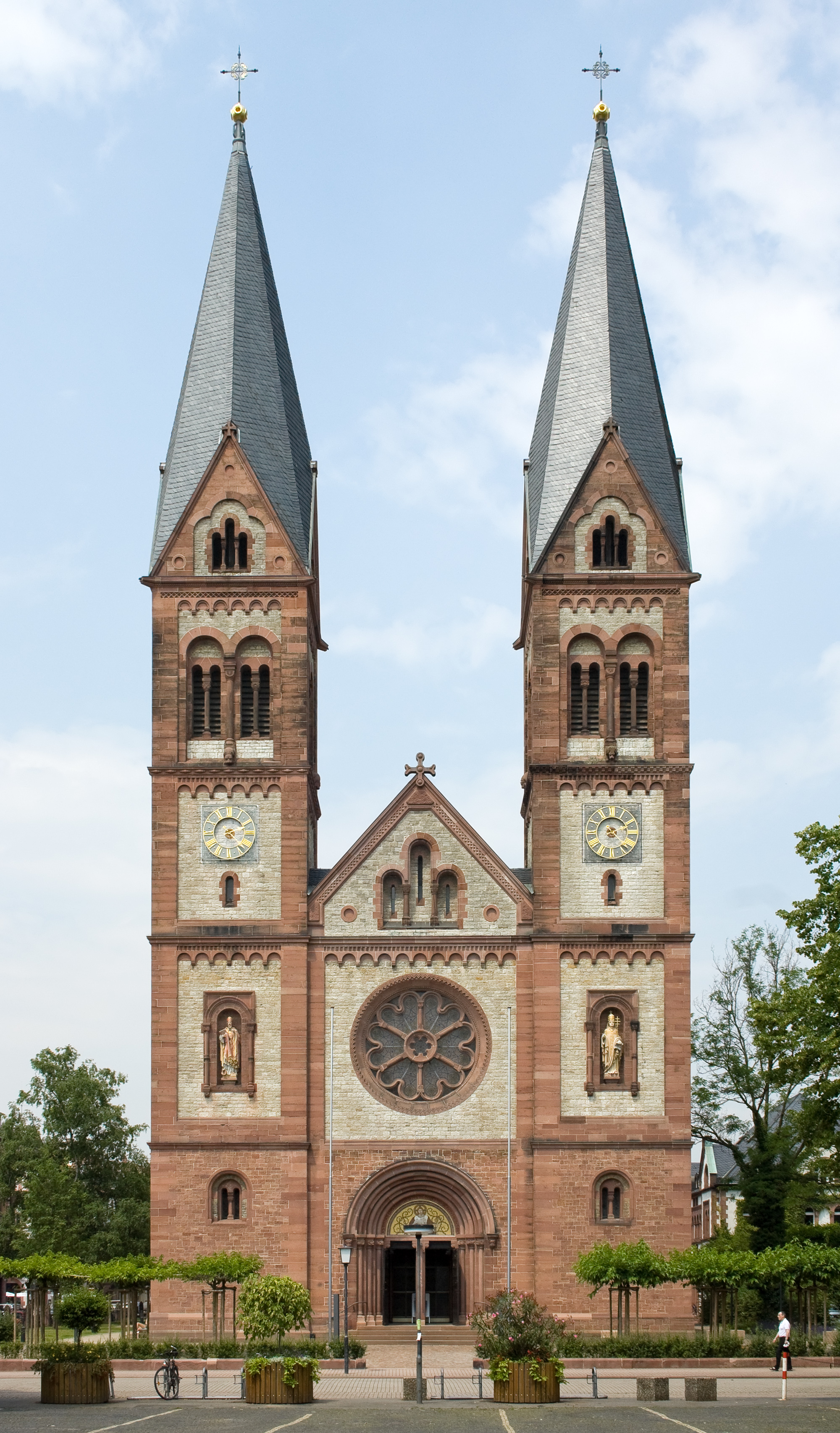
Bonifatiuskirche in der Weststadt

Die Heiliggeistkirche ist die bekannteste Kirche Heidelbergs. Sie steht im Zentrum der Stadt, nur unweit des Heidelberger Schlosses. Ihre Fassade prägt zusammen mit dem Schloss die Silhouette der Neckarstadt. Sie diente einst als Aufbewahrungsort der berühmten Bibliotheca Palatina, doch während des Dreißigjährigen Krieges wurde die Sammlung von Handschriften und frühen Drucken von Kurfürst Maximilian I. geraubt und dem Papst als Geschenk überreicht.
Die älteste Kirche der Heidelberger Altstadt ist die Peterskirche. Es wird vermutet, dass die Peterskirche schon vor der Gründung Heidelbergs errichtet wurde. Ihr Alter wird auf etwa 900 Jahre geschätzt. Im Spätmittelalter wurde sie zur Universitätskapelle. Sie dient als letzte Ruhestätte für etwa 150 Professoren und kurfürstliche Hofleute. Unter anderem ist hier auch Marsilius von Inghen begraben, der Gründungsrektor der Universität Heidelberg. Zum 400. Geburtstag Martin Luthers wurde an der Ostseite 1883 die Luthereiche gepflanzt.
Unweit befindet sich die im Jahr 1749 fertiggestellte Jesuitenkirche. Sie ist das Wahrzeichen der Gegenreformation in Heidelberg und bildete einst den Mittelpunkt des ehemaligen Jesuitenviertels.
Repräsentative Kirchbauten des Historismus entstanden Anfang des 20. Jahrhunderts in der planmäßig angelegten Weststadt: die evangelische Christuskirche (1904) und die katholische Bonifatiuskirche (1903).

#### Historische Bauwerke
Eines der ältesten noch erhaltenen Gebäude in der Heidelberger Altstadt ist das Hotel „Zum Ritter“. Es wurde 1592 von einer Tuchhändlerfamilie erbaut. Mit seinem Standort in der Altstadt gegenüber der Heiliggeistkirche ist es eine der meistbesuchten Sehenswürdigkeiten Heidelbergs.
Am östlichen Rand der Altstadt steht das Karlstor, ein freistehender Torbogen, welcher ein Geschenk der Bürger Heidelbergs an den Kurfürsten Karl Theodor war. Die Bauarbeiten dauerten sechs Jahre und wurden 1781 abgeschlossen. Das Karlstor ist dekoriert, unter anderem befinden sich das Wappen des Kurfürsten sowie Porträts von ihm und seiner Ehefrau auf dem Torbogen.
In der Altstadt befinden sich weitere historische Gebäude der Universität Heidelberg. Eines der bedeutendsten ist die Universitätsbibliothek, in der die zentrale Bibliothek der Universität und ein Museum mit alten Handschriften und Drucken, ebenfalls Teil des Buchbestandes der Universität, untergebracht sind. Eine davon ist der Codex Manesse, die umfangreichste und berühmteste deutsche Liederhandschrift des Mittelalters. Die gesamte Bibliothek befindet sich in einem Gebäude aus rotem Sandstein, das Einflüsse der Architektur der Renaissance mit Elementen des Jugendstils verbindet.

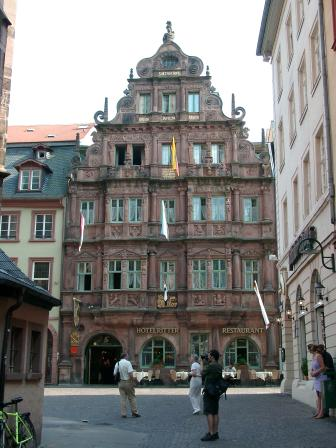
Das Hotel „Zum Ritter“
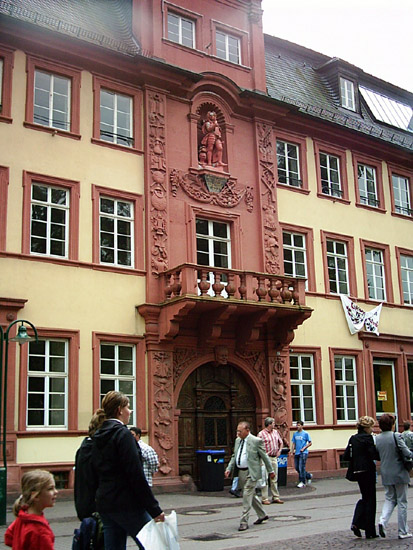
Barockbau „Haus zum Riesen“
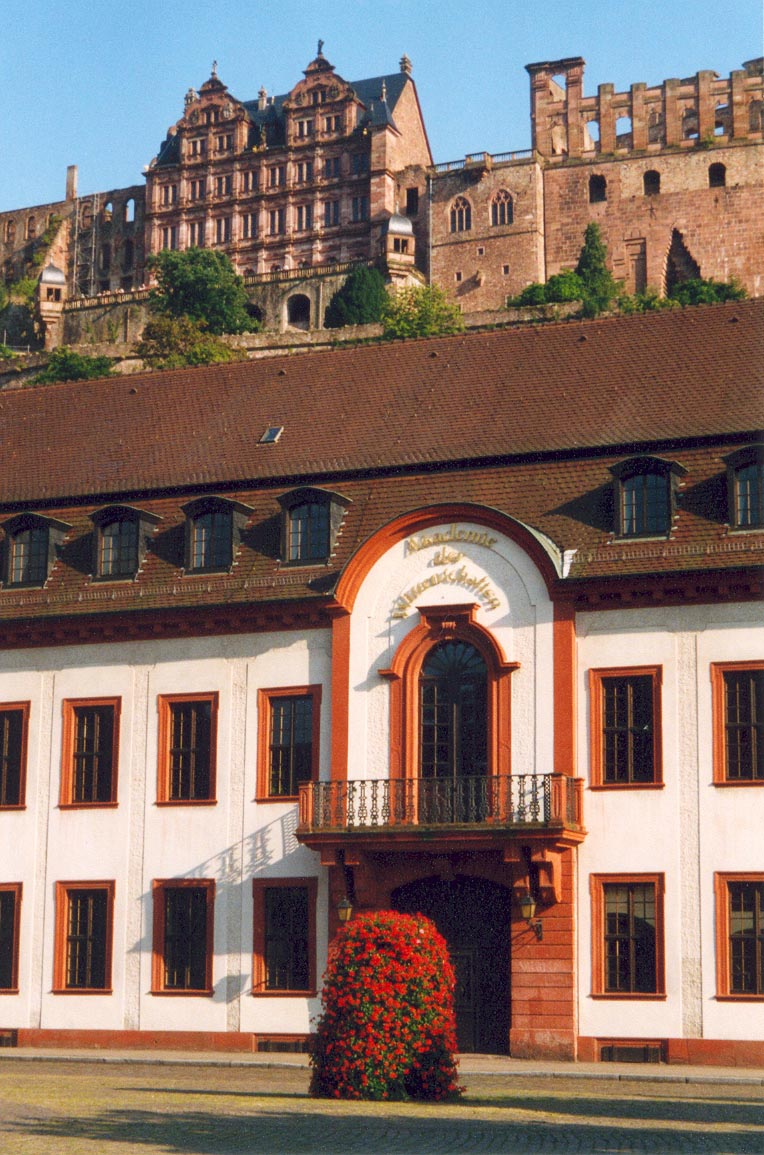
Akademie der Wissenschaften
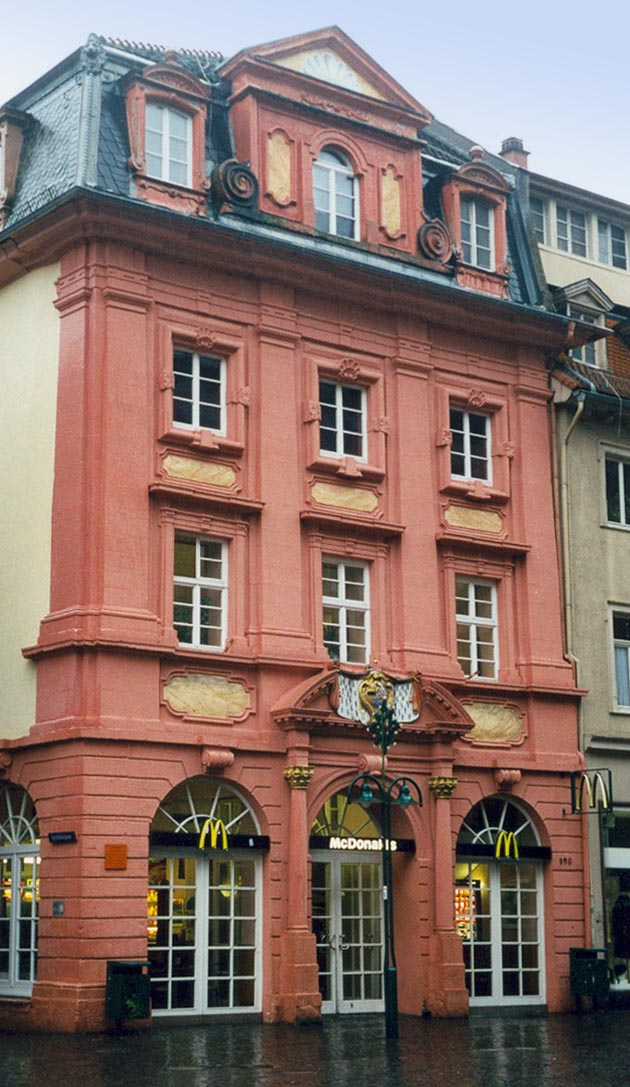
Ehemalige Hofapotheke

Siehe auch
- Alte Anatomie
- Alte Universität
- Badischer Hof
- Friedrichsbau
- Großherzogliches Palais
- Haus zum Riesen
- Holländer Hof
- Landessternwarte Heidelberg-Königstuhl
- Marstall
- Palais Boisserée
- Palais Morass
- Palais Weimar
- Rathaus
- Villa Bosch
- Wormser Hof
- Mittermaierhaus

#### Neuzeitliche Bauwerke

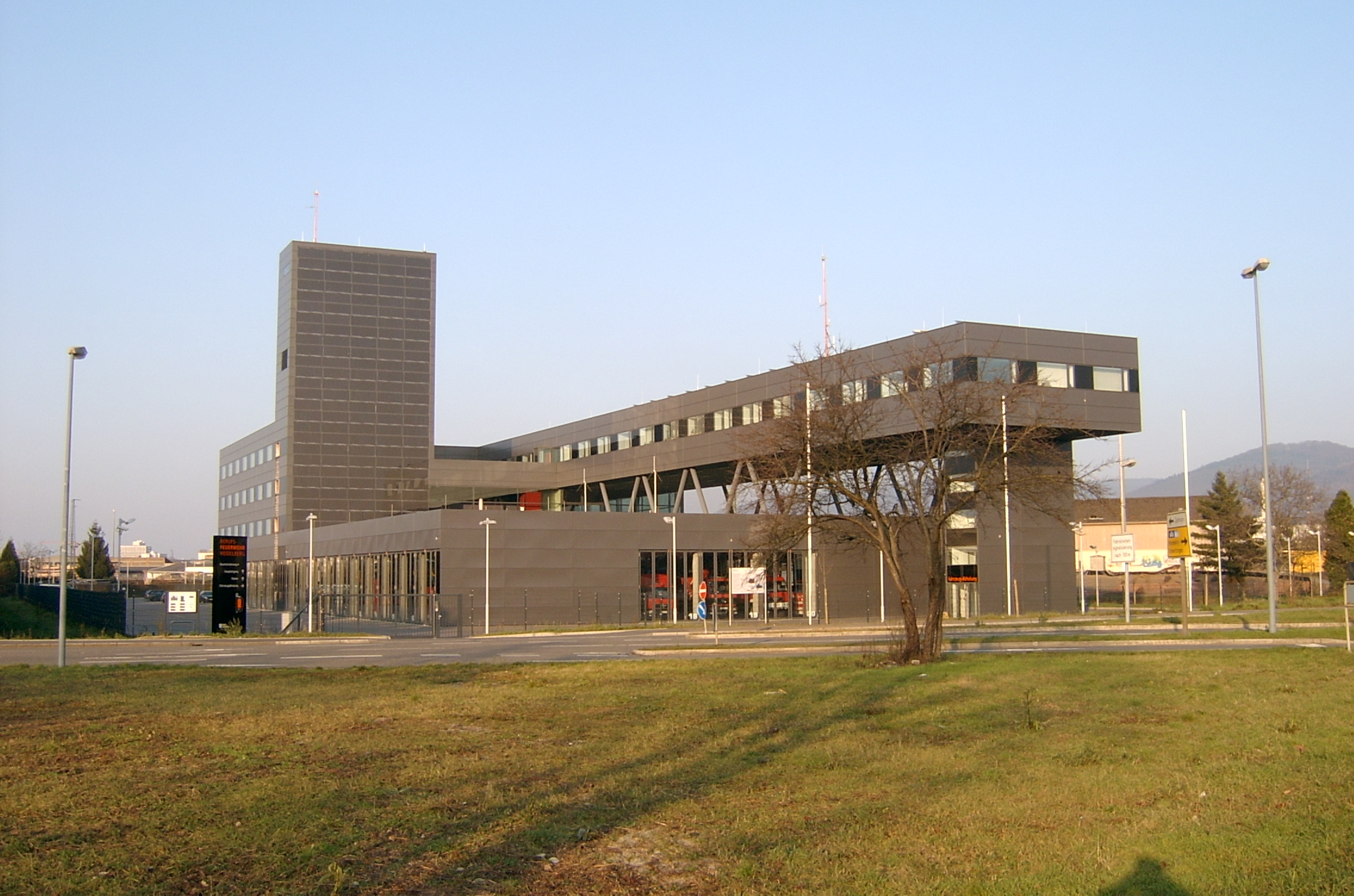
Feuerwache Heidelberg

Aus der Zeit des Nationalsozialismus stammt die Thingstätte auf dem Heiligenberg. Bei der Thingstätte handelt es sich um eine Freilichtbühne im Stil eines griechischen Theaters. Sie wurde vom nationalsozialistischen Reichsarbeitsdienst erbaut und 1935 von Joseph Goebbels eingeweiht. Die Thingstätte war vor allem als Propagandaplattform gedacht. Heute dient sie als Freilichtbühne für kulturelle Aufführungen aller Art.
Erwähnenswert ist auch die neue Synagoge in der Weststadt. Nachdem die jüdischen Gotteshäuser in Heidelberg in der Pogromnacht vom 9. zum 10. November 1938 niedergebrannt worden waren, gab es bis zur Neugründung der jüdischen Gemeinde nach dem Ende des Krieges 1945 keine festen Gebetsräume mehr für jüdische Bürger. Nach einer Reihe von Umzügen fand die Gemeinde in der 1994 eingeweihten neuen Synagoge ihr heutiges Zuhause.
Schon seit 1981 nicht mehr als Bad genutzt wird das Städtische Reinigungs- und Schwimmbad in Bergheim, das zu den letzten erhaltenen Jugendstil-Hallenschwimmbädern zählt (Altes Hallenbad). Seit 2013 wird es als Markthalle mit Geschäften, Gastronomie und kulturellen Angeboten genutzt.
Der Fernsehturm Heidelberg, der Fernmeldeturm Heidelberg sowie der Fernmeldeturm der US-Streitkräfte Heidelberg verdeutlichen, dass Heidelberg auch in der Telekommunikation für die gesamte Region eine wichtige Rolle spielt. Alle drei Sendetürme befinden sich auf dem Königstuhl.
Die Stadthalle ist das 1901–1903 erbaute Kongress- und Kulturzentrum am Neckarufer der Altstadt mit einer reichen roten Sandsteinfassade (Gründerzeit-, Neorenaissance- und Jugendstilarchitektur).
Die als Passivhaus erbaute Feuerwache der Feuerwehr Heidelberg wurde von Peter Kulka geplant und wird seit 2007 genutzt. Sie gilt als eine der modernsten und innovativsten Feuerwachen Deutschlands und ist dadurch auch Ziel von Architekturtourismus.

#### Historische Orte
Einen berühmten und oft dargestellten Ausblick auf die Heidelberger Altstadt hat man vom Philosophenweg. Der Weg beginnt im Stadtteil Neuenheim, führt halb auf den Heiligenberg, welcher sich auf dem dem Heidelberger Schloss gegenüberliegenden Neckarufer befindet, und zieht sich dann oberhalb vom Neckar durch das Tal bis nach Ziegelhausen.

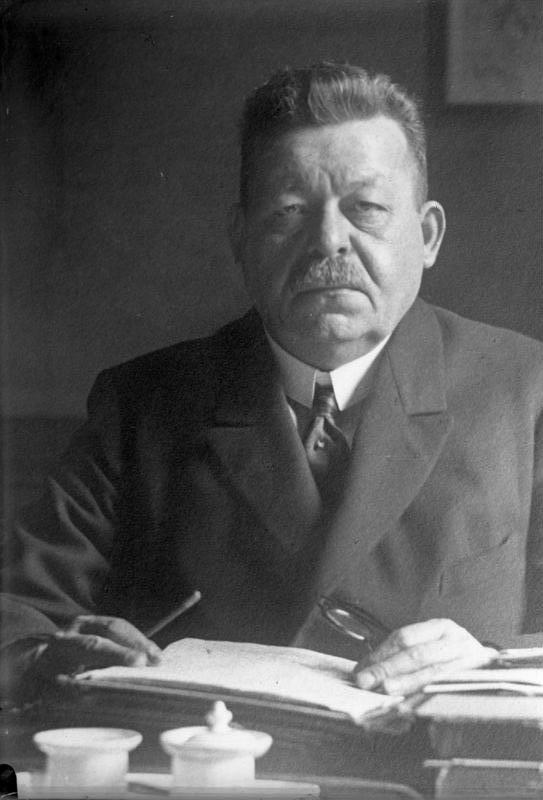
Friedrich Ebert, 1925

Der Bergfriedhof ist eine der bekanntesten letzten Ruhestätten Deutschlands. Viele bedeutende Persönlichkeiten wie der erste Reichspräsident Friedrich Ebert oder die Wissenschaftler Carl Bosch und Robert Bunsen liegen hier begraben. Zahlreiche Denkmäler erinnern an die Opfer vergangener Kriege und des Holocaust.
Unweit des Waldparkplatzes Drei-Eichen, nördlich vom Gaiberger Weg (K 7908), am Oberen St.-Nikolaus-Weg, findet sich ein historischer Bildstock aus Jahr 1747 zu Ehren des heiligen Nikolaus von Myra. Das Denkmal weist mit einer Inschrift auf seinen Erbauer, den damaligen Stadtforstmeister Leonardo Schreiber, hin. Die auf einem Buntsandsteinsockel ruhende Skulptur wird jeweils am 6. Dezember (Nikolaustag) von andächtigen Menschen aufgesucht und mit Kerzen und Blumen geschmückt.
Siehe auch
- Karlsplatz mit verschiedenen Palais
- Marktplatz/Rathaus
- Alter Synagogenplatz
- Universitätsplatz
- Kornmarkt (Heidelberg)

### Museen

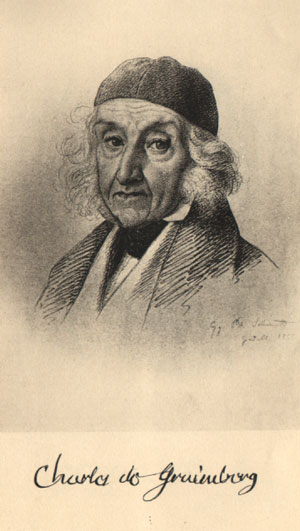
Der Kupferstecher und Landschaftsmaler Charles de Graimberg

Der Geschichte der Stadt Heidelberg und der Kurpfalz widmet sich das Kurpfälzische Museum. Die Entstehung verdankt das Museum dem Engagement des französischen Emigranten Charles de Graimberg, der ab 1810 begann, sich für die Annalen des pfälzischen Fürstenhauses zu interessieren. Seine Sammlung an Münzen, Waffen, Gemälden und anderen historischen Stücken bildeten den Grundstein für den Bestand des Museums. Auch der bekannte Zwölfbotenaltar von Tilman Riemenschneider wurde schon von Graimberg erworben. 1879 kaufte die Stadt die Privatsammlung auf, und 1908 eröffnete das Museum seine Pforten im Palais Morass. Der Museumsbestand wurde seit seinen Anfängen stark erweitert, so dass man sich dort heute über die Geschichte der Kurpfalz bis in die frühgeschichtliche Zeit informieren kann.
Das Deutsche Apotheken-Museum befindet sich im Heidelberger Schloss und zeigt eine der umfangreichsten pharmaziehistorischen Sammlungen weltweit. Zu sehen sind mehrere kostbare Apothekeneinrichtungen aus Barock und Biedermeier, eine umfangreiche historische Rohdrogensammlung, Arbeitsgeräte rund um die Apothekerkunst sowie eine einzigartige Sammlung von Apothekenstandgefäßen. Anhand von Objekten, Texten und Führungen erleben Gäste 2000 Jahre Kultur- und Pharmaziegeschichte.
Eine bundesweit wirkende Gedenkstätte und Museum ist das Dokumentations- und Kulturzentrum Deutscher Sinti und Roma.
Das Völkerkundemuseum Heidelberg beherbergt eine Sammlung von Kunstwerken und ethnografischen Objekten aus Asien, Afrika und Ozeanien. Es bietet einen Einblick in Kunst, Weltsicht und Rituale der Völker jener Gebiete. Das Völkerkundemuseum geht auf das Jahr 1921 zurück und ist heute im Palais Weimar untergebracht. Seit seiner Gründung befindet es sich in der alleinigen Trägerschaft der J. & E. von Portheim-Stiftung, die 1919 von Victor Mordechai Goldschmidt gegründet wurde. Die umfangreiche Sammlung des jüdischen Gelehrten bildete den Grundbestand des Museums.
Der Heidelberger Kunstverein, mit über 1000 Mitgliedern einer der größten Deutschlands, ist laut Satzung der Förderung und Vermittlung zeitgenössischer Kunst verpflichtet, das Museum Haus Cajeth hingegen widmet sich der „primitiven Kunst“.
Fünf der vierzehn Stadtteile unterhalten Heimatmuseen; sie bewahren die Geschichte des jeweiligen Stadtteils und machen sie dem interessierten Publikum zugänglich.
Unweit der Alten Brücke befindet sich das Geburtshaus von Friedrich Ebert (1871–1925), dem ersten demokratisch gewählten Staatsoberhaupt in der deutschen Geschichte. Dort, im Haus Pfaffengasse 18, im Herzen der Altstadt, vermittelt die 46 m² kleine Wohnung, in der Friedrich Ebert am 4. Februar 1871 als siebentes von neun Kindern geboren wurde, einen Eindruck der beengten Lebensverhältnisse einer Kleinhandwerkerfamilie in der zweiten Hälfte des 19. Jahrhunderts. Darüber hinaus informiert die Dauerausstellung Vom Arbeiterführer zum Reichspräsidenten: Friedrich Ebert (1871–1925) über das Leben und politische Wirken Friedrich Eberts vor dem Hintergrund des deutschen Kaiserreichs, des Ersten Weltkriegs, der Novemberrevolution und der Weimarer Republik. Träger des Friedrich-Ebert-Hauses ist die durch Bundesgesetz 1986 gegründete Stiftung Reichspräsident-Friedrich-Ebert-Gedenkstätte.

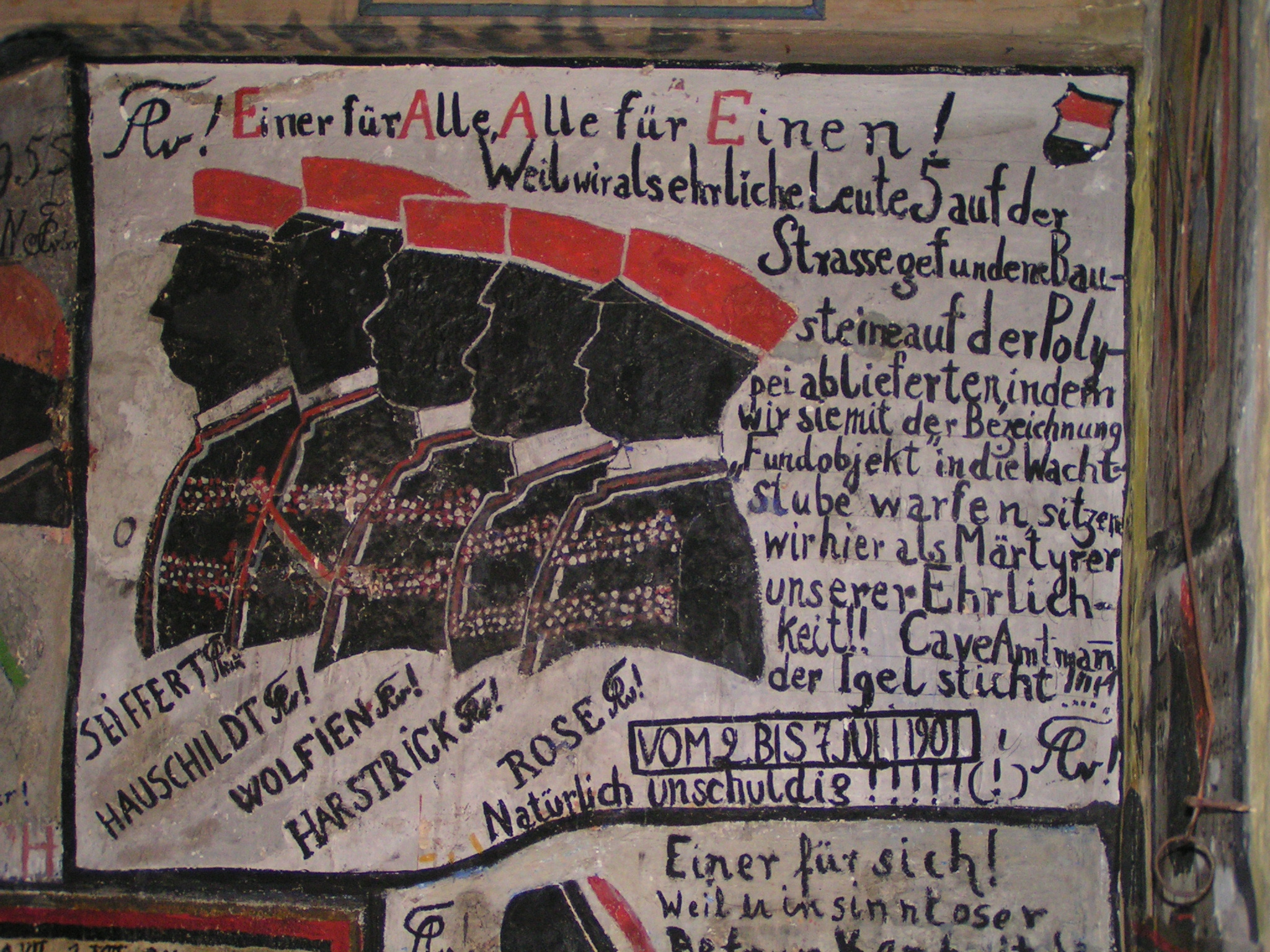
Der Karzer, unfreiwilliges Heim für eine Vielzahl von Studenten

Mit ihren zahlreichen Sammlungen und Ausstellungen ist die Universität Heidelberg ein Gigant in der Museumslandschaft der Stadt. Viele der universitären Institute und Fakultäten sind im Besitz umfangreicher Bestände, die öffentlich zugänglich sind. Völlig unterschiedliche Fachbereiche wie Ägyptologie, Botanik, Paläontologie oder Zoologie sind auf diese Weise auch dem Laien zugänglich. Die Universität leistet sich sogar ein eigenes Universitätsmuseum. Unter all diesen Einrichtungen ragen zwei besonders hervor: der Studentenkarzer sowie die Universitätsbibliothek Heidelberg. Der Karzer ist Teil des Studentenmuseums in der Alten Universität. Als die Universität noch eine eigene Rechtsprechung über Studenten hatte, diente ein Karzer als Gefängnis für allzu aufsässige Kommilitonen. Generationen von Studenten haben hier eingesessen und mit Schreibutensilien aller Art an den Wänden der akademischen Haftanstalt den Frust über ihre Alma Mater für die Nachwelt konserviert. Neben einer Vielzahl neuerer Bücher beherbergt die Universitätsbibliothek eine der bekanntesten Sammlungen alter Bücher und Schriften. Prunkstück des Bestandes ist die mittelhochdeutsche Liederhandschrift Codex Manesse. Bei der „Manessischen Liederhandschrift“ handelt es sich um die umfangreichste und berühmteste deutsche Sammlung dichterischer Werke des Mittelalters. Ein Faksimile ist ständig in der Universitätsbibliothek zu sehen.
In der Thoraxklinik Heidelberg-Rohrbach gibt es seit 2011 das Deutsche Tuberkulose-Archiv, zu dem ein Museum gehört. Der Heidelberger Zoo wurde 1933 gegründet und zieht jedes Jahr rund eine halbe Million Besucher an. Der Tierbestand umfasst etwa 1726 Tiere in 159 Arten (Stand: 2019). Zoodirektor ist seit 1998 Klaus Wünnemann.

### Gedenkstätten
- Eine Gedenkstätte auf dem Bergfriedhof nahe dem Eingang Görresstraße erinnert an 27 Opfer des Nationalsozialismus, die dort begraben sind, darunter 19 Widerstandskämpfer der „Lechleiter-Gruppe“, benannt nach dem KPD-Landtagsabgeordneten Georg Lechleiter, der mit den anderen Mitgliedern 1943 ermordet wurde. Eine weitere Gedenkplatte informiert über französische Widerstandskämpfer der „Wodli-Gruppe“, die Sabotageakte an rüstungswichtigen Anlagen verübten. An der Familiengrabstätte Goerdeler verweist eine Tafel auf Carl Friedrich Goerdeler, einen der führenden Köpfe des Attentats vom 20. Juli 1944. Er wurde zusammen mit seinem Bruder Fritz 1944 in Berlin-Plötzensee ermordet.
- Der Ehrenfriedhof von 1934 oberhalb des Bergfriedhofs wurde 1953 erweitert zur Gedenkstätte für 177 Häftlinge von KZ-Außenlagern, die aus Polen, der Sowjetunion und Jugoslawien zur Zwangsarbeit nach Deutschland verschleppt wurden.
- An der Trauerhalle des Jüdischen Friedhofs wird mit einer Gedenktafel der verfolgten und ermordeten jüdischen Einwohner gedacht. Unterhalb der Tafel erinnert ein Stein an die beim Novemberpogrom 1938 zerstörte Synagoge. An ihrem früheren Standort Große Mantelgasse/Lauerstraße wird ebenfalls an dieses Gotteshaus erinnert.
- Am Mombertplatz im Stadtteil Emmertsgrund gibt es eine Gedenktafel für den jüdischen Rechtsanwalt und Dichter Alfred Mombert, der nach seiner Deportation 1940 in das Lager Gurs an den Haftfolgen verstorben ist.
- An der Altstadtkirche Heiliggeist informiert eine Gedenktafel über das Wirken des protestantischen Pfarrers Hermann Maas, der zur Bekennenden Kirche gehörte und bedrohten Juden zur Flucht verhalf. Das Prälat-Hermann-Maas-Archiv bewahrt das Andenken an diesen Ehrenbürger Heidelbergs.
- Auf dem Rathausplatz des Stadtteils Rohrbach erinnert ein als Davidstern gebildeter Gedenkstein an die zerstörte Synagoge.
- Ein Gedenkstein auf dem Friedhof des Stadtteils Kirchheim hält das Andenken an mindestens 100 Gefangene der NS-Diktatur aufrecht, die der Zwangsarbeit zum Opfer fielen.
- Im Stadtteil Wieblingen gedenken die Einwohner mit der Elisabeth-von-Thadden-Schule und weiteren Gedenkzeichen der Widerstandskämpferin, die 1944 in Berlin-Plötzensee ermordet wurde.
- Die Fehrentzstraße im Stadtteil Bergheim ist der Erinnerung an den Arbeitersportler und Ringer Heinrich Fehrentz gewidmet, der 1943 ermordet wurde und nach 1945 auf dem Städtischen Friedhof in einem Ehrengrab bestattet wurde.[102]

### Theater
Das Theater und Orchester Heidelberg ist der größte Theaterbetrieb der Stadt, ein kommunales Vier-Sparten-Theater mit Musik-, Sprech- und Tanztheater sowie einem eigenen Ensemble für Kinder- und Jugendtheater, das 2009 sein 25-jähriges Jubiläum feierte.
Der größte Spielort Städtische Bühne wurde von 2009 bis 2012 erweitert und umgebaut und mit einem Fest am 24. November 2012 wieder eröffnet. Das Projekt war mit 52,9 Millionen Euro veranschlagt. Möglich wurde diese Entscheidung durch das bundesweit einzigartige bürgerschaftliche Engagement im Umfang von 16,5 Millionen Euro. Hauptspielstätten waren während des Umbaus das Opernzelt und das im ehemaligen Schlosskino untergebrachte Theaterkino sowie das Kinder- und Jugendtheater Zwinger 3 und die Studiobühne Zwinger 1. Das 1853 mit einer Aufführung von Friedrich Schillers Die Braut von Messina eröffnete Stadttheater organisiert auch die Schlossfestspiele im Heidelberger Schloss.
Auch die Universität Heidelberg unterhält mit dem Theater im Romanischen Keller eine eigene Bühne. Es ist das größte Forum für studentisches und freies Theater in der Neckarstadt. Die Reputation des Theaters im Romanischen Keller reicht weit über Heidelberg hinaus.
Ein Theater mit einem ganz anderen Stil ist das Zimmertheater. Es wurde 1950 von den jungen Schauspielern Jochen Ballin, Claire Hahn, Helga Schmidle, Karl-Heinz Walther und Brigitte Zepf gegründet und hat bis heute seinen Kleintheater-Charme erhalten. Durch seine Erst- und Uraufführungen ist das Zimmertheater auch über die Grenzen Heidelbergs hinaus bekannt geworden. Es ist das älteste Privattheater Deutschlands. Das Zimmertheater wird vom Förderverein der Freunde des Zimmertheaters finanziell unterstützt.
Das Taeter Theater ist eines der jüngeren Theater Heidelbergs. Es wurde 1984 gegründet und fand 1987 in der alten Tabakfabrik Landfried sein Zuhause. Der Name des Theaters ist ein Wortspiel mit den Begriffen Theater und Täter, das auf das Prinzip der Gruppe hinweist: Am Anfang steht die Tat – alles andere wird sich ergeben.
Das Puppentheater Plappermaul ist ein Theater, das ein Programm vor allem für jüngere Zuschauer anbietet. Erwähnenswert ist weiterhin das Roadside Theater, das englischsprachige Theater der US-Streitkräfte in Heidelberg. Es bietet ein angelsächsisch geprägtes Theaterprogramm an, das sich an den Stil amerikanischer „community theaters“ anlehnt. Weitere Theater in Heidelberg, die über eine eigene Spielstätte verfügen, sind die Bühne 14, das Cabaret Kleinkunst im Anna-Blum-Haus, das Stephge, die Theatergruppe Vogelfrei im Garten des Germanistischen Seminars, die Theaterwerkstatt Heidelberg, das TiKK sowie das UnterwegsTheater und das Improvisationstheater DRAMA light. Der Theatersaal im Augustinum Heidelberg wurde bis Ende der 90er Jahre regelmäßig als Spielstätte für Tourneetheater genutzt. Aufgrund mangelhafter Besucherzahlen und der vielen anderen Spielstätten in Heidelberg wurde der Theaterbetrieb im Augustinum so gut wie eingestellt, dafür wird häufiger Kabarett und Kleinkunst angeboten, unter anderem in Kooperation mit dem Kulturfenster Heidelberg.

### Kino

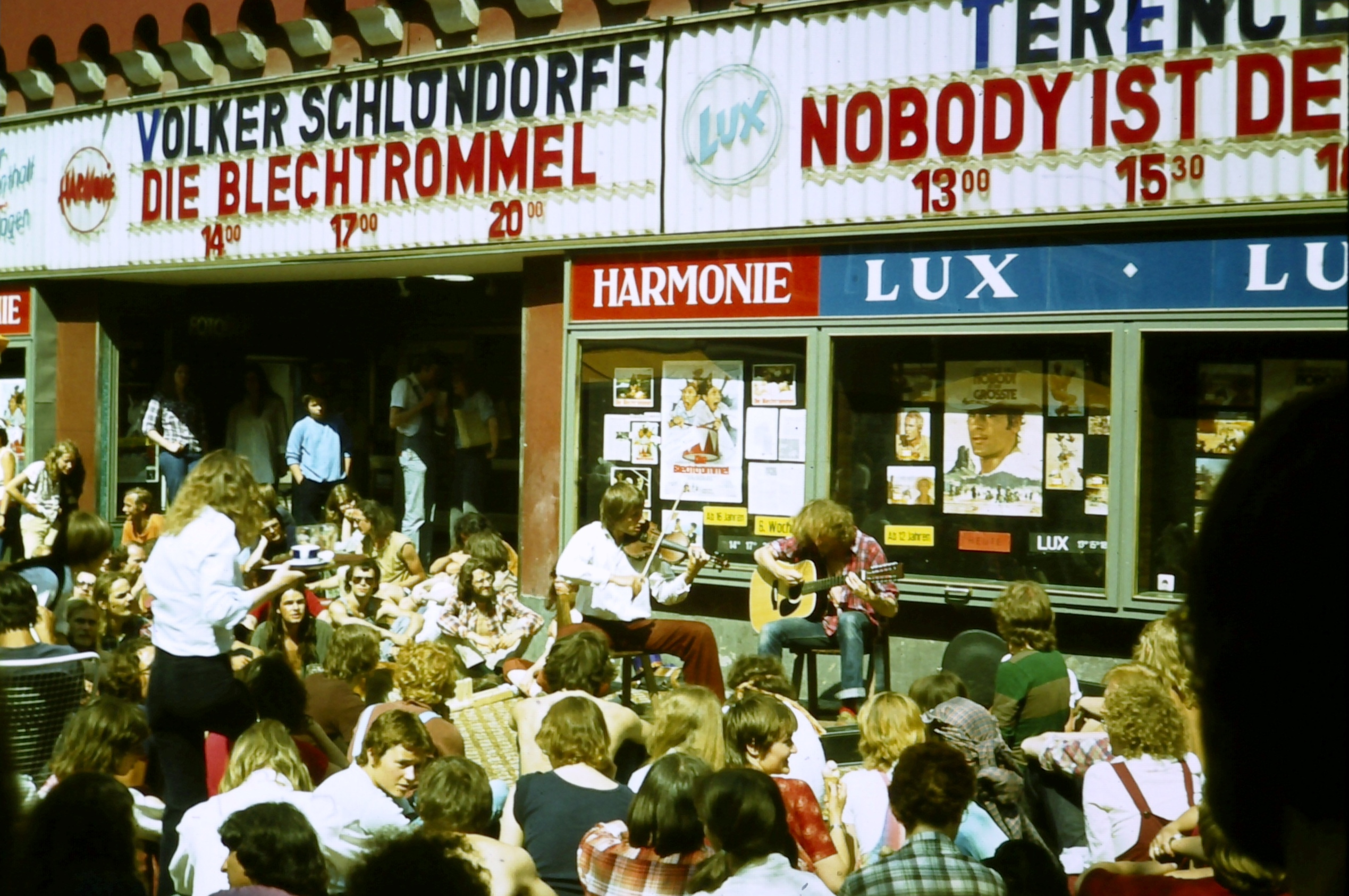
Kino Harmonie Lux im Wormser Hof (1979)

Heidelberg gehörte lange zu den Städten mit der höchsten Kinodichte Deutschlands. Diese Einrichtungen fielen jedoch überwiegend dem Kinosterben zum Opfer. Im Dezember 2017 wurde mit dem Luxor Filmpalast Heidelberg das weltweit erste Passivhauskino eröffnet.

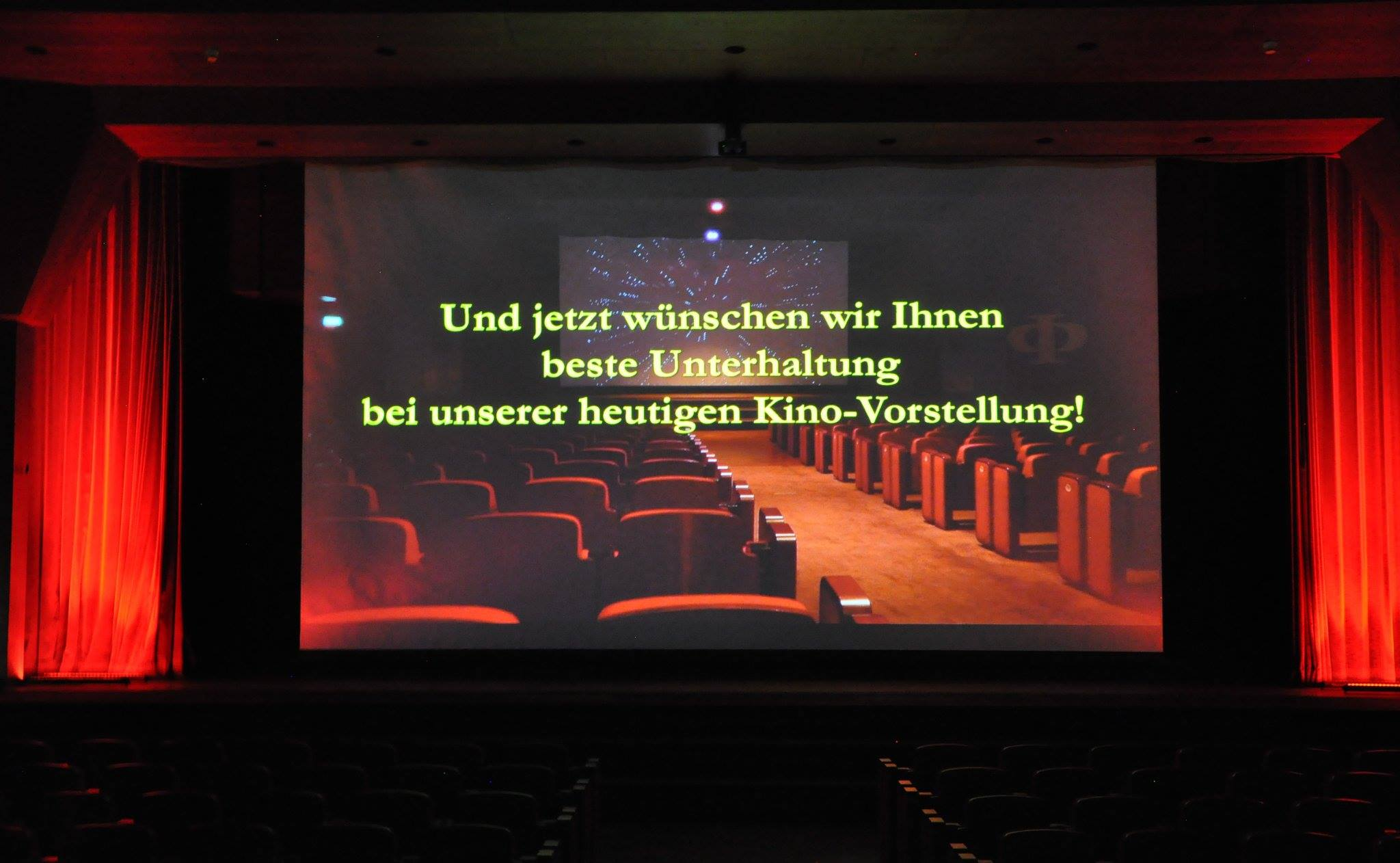
Cinema Augustinum Heidelberg

Die anderen Kinos in Heidelberg sind eine Mischung aus kommerziellen und Programmkinos mit gehobenen Programm: Gloria & Gloriette, Kamera, Cinema Augustinum und das kommunale Karlstorkino.
Das Internationale Filmfestival Mannheim-Heidelberg findet jährlich im November in Mannheim und Heidelberg statt. Auf dem Festival werden hauptsächlich Werke junger Nachwuchsregisseure gezeigt. Weiterhin finden die Filmtage des Mittelmeeres und das Kurzfilmfestival Zum Goldenen Hirsch, bei dem ausschließlich Filmproduktionen aus der Metropolregion Rhein-Neckar zu sehen sind, statt.

### Seniorenzentren
Die Stadt unterhält elf Seniorenzentren in den Stadtteilen. Sie dienen älteren Menschen als eine zentrale Anlaufstelle in der eigenen Wohngegend.

### Sport
2006 gab es in Heidelberg 120 Sportvereine, 22 städtische Sportanlagen und 40 Sport- und Gymnastikhallen. Heidelberg gilt außerdem als eine deutsche Rugby-Hochburg, da es fünf Rugbyvereine im Stadtgebiet gibt, von denen derzeit (Saison 2022/23) vier (Heidelberger Ruderklub, Rudergesellschaft Heidelberg, TSV Handschuhsheim Rugby, SC Neuenheim) zu den 16 Mannschaften der Rugby-Bundesliga gehören, der Heidelberger TV in der 2. Bundesliga antritt. In Heidelberg hat der Deutsche Rugby-Verband (DRV) seinen Sitz und im Fritz-Grunebaum-Sportpark finden regelmäßig Test Matches der deutschen Rugby-Union-Nationalmannschaft statt.
Der mitgliederstärkste Sportverein Heidelbergs ist die 1869 gegründete Sektion Heidelberg des Deutschen Alpenvereins mit über 9300 Mitgliedern, vor der 1889 als Turnverein gegründeten TSG Rohrbach. Aktuell hat der Verein über 3000 Mitglieder. Die TSG Rohrbach zählt damit zu den zehn größten Vereinen in Nordbaden.
Mehrere Heidelberger Vereine haben wiederholt Meisterschaften gewonnen. Ein prominentes Beispiel ist der Basketballverein USC Heidelberg, der mit neun Titeln die zweitmeisten deutschen Basketball-Meisterschaften gewonnen hat, davon zwei seit Gründung der Basketball-Bundesliga 1967. Heute (Saison 2021/22) spielt der Verein nach vielen Jahren in der 2. Liga ProA erstmals wieder in der 1. Liga und ist besonders für seine Jugendabteilung bekannt, die mehrfach Nationalspieler hervorgebracht hat. Ein weiteres Beispiel ist der Schwimmverein SV Nikar Heidelberg. Die Damen-Mannschaft des Heidelberger TC wurde zwischen 1982 und 1998 insgesamt zehnmal Deutscher Mannschaftsmeister. Der SGK Heidelberg führt die derzeit erfolgreichste Fußballabteilung Heidelbergs.
Im Jahr 2003 wurde ein Verbund von drei Heidelberger Schulen – das Helmholtz-Gymnasium, die Johannes-Kepler-Realschule sowie die Willy-Hellpach-Schule – vom Deutschen Sportbund das Prädikat „Eliteschule des Sports“ verliehen. Die Auszeichnung wurde vergeben für die besonderen Sport-Förderprogramme, die diese Schulen in Kooperation mit dem Heidelberger Olympiastützpunkt im Neuenheimer Feld anbieten. Junge Sportler, die an diesem Förderprogramm teilnehmen, erhalten besonderes Entgegenkommen, um Schule und Training in Einklang zu bringen. Aus dem Programm sind mehrere deutsche Meister und internationale Erfolge hervorgegangen.
Die Stadt Heidelberg unterhält zwei öffentliche Freibäder: das Thermalbad und das Tiergartenbad. Das Thermalbad im Stadtteil Bergheim wurde 1937–1939 erbaut und anfangs mit Wasser aus der Radium-Sole-Thermalquelle versorgt. Es hat ein 50-Meter-Becken. Bis zum Bau der Iqbal-Uferstraße hatte es direkten Zugang zum Neckar, wegen der Verschmutzung konnte man aber seit den 1950er Jahren nicht mehr im Fluss baden. Das Tiergartenbad liegt im Norden in der Nähe des Tiergartens. Es wurde 1952–1953 erbaut und bietet zwei 50-Meter-Becken für Schwimmer und Nichtschwimmer.

### Regelmäßige Veranstaltungen
Folgende überregional bekannte Veranstaltungen finden in Heidelberg regelmäßig statt:
- Januar: WunderWelten;[112] seit 2010[113] am 1. Januarwochenende stattfindendes Festival mit Live-Multivisionen und Fotografie-Workshops in der „Musik- und Singschule“ Die Veranstaltungsreihe ist für sie zur Tradition geworden. Seit 2010 findet sie in Heidelberg statt
- März/April: Heidelberger Frühling, jährlich stattfindendes Festival für klassische und zeitgenössische Musik mit international anerkannten Künstlern[114]
- Internationaler Ostereiermarkt Heidelberg
- drei Wochen vor Ostern (Sonntag Laetare): traditioneller Sommertagszug
- April: Heidelberger Halbmarathon am letzten Wochenende im April
- April/Mai: Queer Festival Heidelberg
- April/Mai: Heidelberger Stückemarkt, Theatertage mit jungen Autoren
- Mai: Heidelberger Symposium
- Frühsommer: Jährliche Verleihung des von der Stadt gestifteten Clemens-Brentano-Preises
- Mai: Frühlingsmesse auf dem Messplatz
- Mai: Heidelberger Ruderregatta
- Juli: Theatermarathon an öffentlichen Plätzen und an den Spielstätten
- Juni/Juli/August: Heidelberger Schlossfestspiele im Schlosshof
- Juli/August: HeidelbergMan, ein Triathlon-Bewerb
- Juni–September: jeweils am ersten Samstag im Juni und September und am zweiten Samstag im Juli – die Heidelberger Schlossbeleuchtung mit Brillantfeuerwerk von der Alten Brücke
- September: Heidelberger Herbst in der Altstadt und auf der einen Kilometer langen Fußgängerzone am letzten Samstag im September
- Oktober: Herbstmesse
- Oktober/November: Die Heidelberger Theatertage, ein internationales Festival für deutschsprachiges freies Theater
- Oktober/November: Enjoy Jazz, ein internationales Festival für Jazz und Anderes
- Oktober/November/Dezember: Kabarettherbst denke schön vom Kulturfenster[115]
- November: Internationales Filmfestival Mannheim-Heidelberg
- November/Dezember: Heidelberger Weihnachtsmarkt

### Heidelberg in der Dichtung

Joseph Victor von Scheffel verfasste das bekannte Gedicht Alt-Heidelberg, du feine.

Heidelberg ist Gegenstand zahlreicher Gedichte. Zu den bekanntesten zählen Oswald von Wolkensteins Ich rühm dich Heidelberg, mehrere Gedichte von Martin Opitz, die Ode Lange lieb ich dich schon von Friedrich Hölderlin, das Lied von eines Studenten Ankunft in Heidelberg von Clemens Brentano, Gottfried Kellers Gedicht auf die Alte Brücke sowie Alt-Heidelberg, du feine von Joseph Victor von Scheffel.
Literarische Bedeutung erlangte Heidelberg zudem dadurch, dass hier im September 1815 Johann Wolfgang von Goethe und Marianne von Willemer einander zum letzten Mal begegneten. Bei dieser Begegnung oder unmittelbar danach entstanden etwa 15 der Gedichte des West-östlichen Divans. Auch Aufenthalte weiterer Dichter in Heidelberg wie Joseph von Eichendorff, Jean Paul und Nikolaus Lenau sind dokumentiert. In Heidelberg lebten und arbeiteten Alfred Mombert und Hilde Domin. Legendär sind die seit 1988 von Michael Buselmeier und ab 1999 gemeinsam mit dem früheren Kulturamtsleiter Hans-Martin Mumm geleiteten geistesgeschichtlich-literarischen Führungen durch Heidelberg.
Im Dezember 2014 wurde Heidelberg als erste deutsche Stadt UNESCO-Literaturstadt. Seit 2015 engagiert sich der Freundeskreis Literaturhaus Heidelberg e.V. für die Gründung eines noch immer fehlenden Literaturhauses in Heidelberg.

### Heidelberg als Drehort und Filmkulisse
In Heidelberg wurden zahlreiche Spielfilme und Fernsehserien gedreht, darunter:
- 1926: Ich hab’ mein Herz in Heidelberg verloren
- 1927: Das war in Heidelberg in blauer Sommernacht
- 1927: Ich war zu Heidelberg Student
- 1930: Ein Burschenlied aus Heidelberg
- 1948: Das verlorene Gesicht
- 1949: Ich war eine männliche Kriegsbraut
- 1951: Heidelberger Romanze
- 1952: Ich hab’ mein Herz in Heidelberg verloren
- 1957: Die große Chance
- 1957: Die Zürcher Verlobung (gedreht wurde u. a. im Hof des Schlosses)
- 1959: Alt-Heidelberg
- 1964: Jazz und Jux in Heidelberg
- 1968: Nackt unter Leder
- 1974: Die Akte Odessa
- 1995–1997: Der Mond scheint auch für Untermieter (Fernsehserie)
- 2000: Anatomie
- 2016: Morris aus Amerika
- 2016–2019: Hotel Heidelberg (Fernsehserie)
- 2020: Isi & Ossi

### Dialekt
Der lokale Dialekt des Heidelberger Raumes ist „Kurpellsisch“ oder auf Hochdeutsch: der Pfälzer Dialekt in Kurpfälzer Ausprägung. Vieles in Heidelberg hat einen kurpfälzischen Namen, wie beispielsweise Hendesse für den Stadtteil Handschuhsheim.
Es wird ein rheinfränkischer Dialekt in unzähligen kleinräumigen Varianten „gebabbelt“, das Hochdeutsche und der hohe Anteil Zugezogener hat den Dialekt etwas zurückgedrängt. Unvergessen sind Elsbeth Jandas Vorträge, beispielsweise über die Rolle der Liselotte von der Pfalz.

## Persönlichkeiten
In der Stadt Heidelberg lebten und wirkten viele bekannte Persönlichkeiten. An unscheinbaren Häusern der Altstadt sind oft Gedenktafeln zu finden, die daran erinnern, dass hier einst eine berühmte Persönlichkeit lebte oder arbeitete.
Der Humanist Johannes Reuchlin schrieb hier in den Jahren 1496–1497 das lateinische Schuldrama Henno.

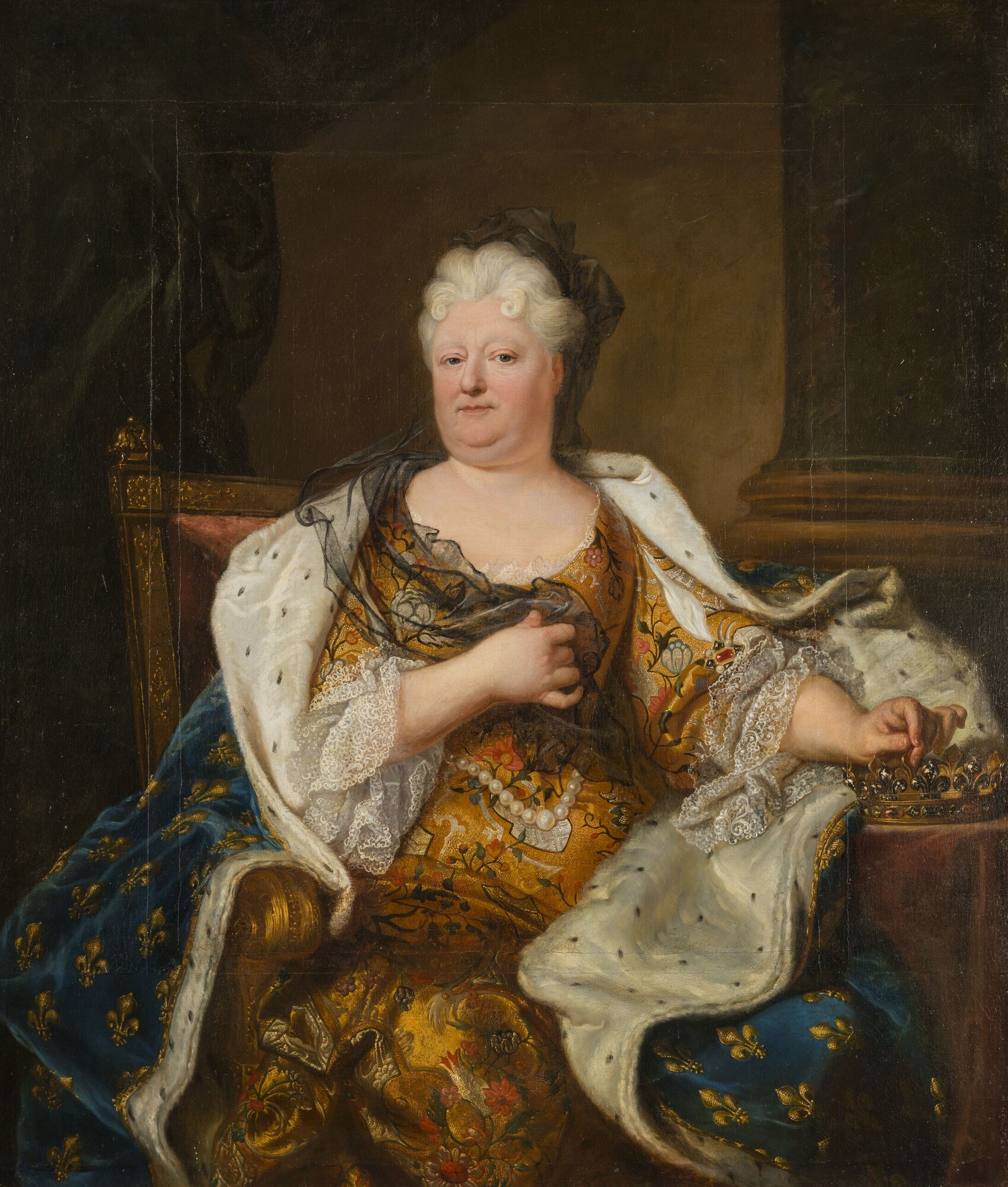
Liselotte von der Pfalz, geboren 1652 in Heidelberg
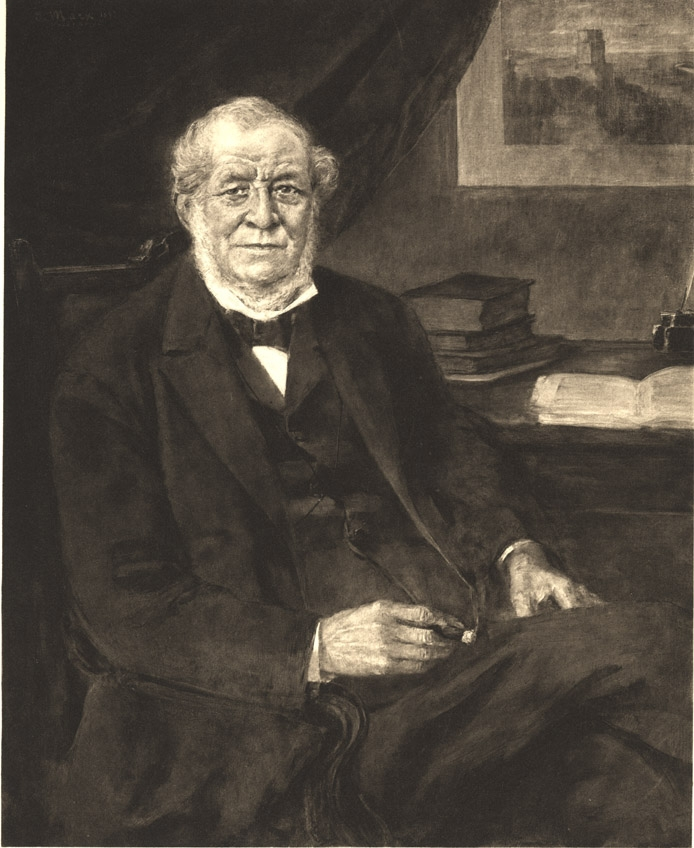
Robert Wilhelm Bunsen, erfand 1859 in Heidelberg die Spektroskopie, Namensgeber des Bunsen-Gymnasiums in Neuenheim
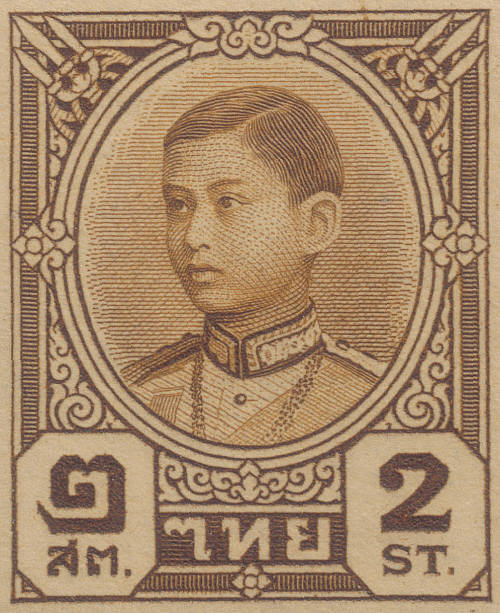
König Ananda Mahidol auf einer zeitgenössischen Briefmarke

Die tragende Rolle der Ruprecht-Karls-Universität Heidelberg in der Forschung ist einer der Gründe für die Vielzahl bekannter Persönlichkeiten der Stadt. Viele Nobelpreisträger haben hier gelebt, studiert oder gelehrt:
- Carl Bosch, Nobelpreisträger Chemie 1931
- Georg Wittig, Nobelpreis für Chemie 1979
- Walther Bothe, Nobelpreis für Physik 1954
- Ernst Ruska, Nobelpreis für Physik 1986
- Otto Meyerhof, Nobelpreisträger Medizin 1923
- Bert Sakmann, Nobelpreis für Medizin 1991
- Wolfgang Ketterle, Nobelpreis für Physik 2001
- Theodor Hänsch, Nobelpreis für Physik 2005
- Harald zur Hausen, Nobelpreisträger für Medizin 2008
- Stefan Hell, Nobelpreis für Chemie 2014

Bahnbrechende Erfindungen wie die Spektroskopie sind in Heidelberg von dort lebenden Gelehrten entwickelt worden.
Zu den bekannten Heidelberger Persönlichkeiten gehören:
- Liselotte von der Pfalz (1652–1722), Herzogin von Orléans
- Otto Schoetensack (1850–1912), Anthropologe und Paläontologe
- Max Weber (1864–1920), Soziologe
- Karl Jaspers (1883–1969), Philosoph
- Friedrich Ebert (1871–1925), erster Reichspräsident
- Ernst Moro (1874–1951), Pädiater
- Ernst Jünger (1895–1998), Schriftsteller
- Hilde Domin (1909–2006), Schriftstellerin
- Marie Marcks (1922–2014), Cartoonistin
- Dieter Schmitt (1924–2013), Testpilot und Rekordflieger
- Ananda Mahidol (1925–1946), König von Siam/Thailand
- Ingeborg Wurster (1931–1999), Journalistin und Fernsehmoderatorin
- Dietmar Hopp (* 1940), Unternehmer und Sport-Mäzen
- Silvia Sommerlath (* 1943), Königin von Schweden
- Götz Werner (1944–2022), Unternehmer
- Jackson Browne (* 1948), Rock-Musiker, Sänger, Texter, Komponist
- Hansi Flick (* 1965), Fußballtrainer
- Cress Williams (* 1970), Schauspieler
- Michael Fassbender (* 1977), Schauspieler
- Ken Duken (* 1979), Schauspieler
- Paul Ripke (* 1981), Fotograf
- Nelson Piquet junior (* 1985), Rennfahrer
- Ardian Bujupi (* 1991), Sänger
- Elisabeth Seitz (* 1993), Kunstturnerin
- Paul Zipser (* 1994), Basketballspieler
- Florian Bähr (* 2003), Fußballspieler

## Filme
- Heidelberg – Der Film. Die Geschichte. Dokumentarfilm, Deutschland 2016, 44:37 Min., Buch und Regie: Anita Bindner, Produktion: Haus des Dokumentarfilms Stuttgart, SWR, Reihe: Geschichte im Südwesten, Erstsendung: 14. April 2017 bei SWR Fernsehen, Inhaltsangabe von HDF mit Vorschau-Video, 3:12 Min. Diese Dokumentation enthält viele historische Privataufnahmen von Heidelberger Einwohnern.
- Goodbye G.I. Dokumentarfilm, Deutschland 2014, 81:20 Min., Buch und Regie: Uli Gaulke und Agnes Lisa Wegner, Kamera: Sebastian Bäumler, Produktion: kurhaus production, SWR, Erstsendung: 12. August 2014 in Das Erste, Filmseite, Inhaltsangabe der MFG Filmförderung, online-Video.[119]
- Heidelberg – eine Zeitreise durch die 50er und 60er Jahre. Film-Collage, Deutschland, 2013, 44 Min., Buch und Regie: Eberhard Reuß, Produktion: SWR, Erstsendung: 1. November 2013 bei SWR, Inhaltsangabe mit Filmfotos von SWR (Memento vom 4. August 2014 im Webarchiv archive.today) und Inhaltsangabe von ARD.
- Ballermann am Neckar – Streit um die Heidelberger Partymeile. Fernseh-Reportage, Deutschland 2010, 28:10 Min., Buch und Regie: Ulrike Baur, Produktion: SWR, Reihe: Schlaglicht, Erstsendung: 21. September 2010 bei SWR, Inhaltsangabe von ARD.
- Bilderbuch: Heidelberg. Dokumentarfilm, Deutschland, 2007, 45 Min., Buch und Regie: Christina Brecht-Benze, Produktion: SWR, Erstausstrahlung: 9. September 2007, Inhaltsangabe (Memento vom 31. Oktober 2007 im Internet Archive) vom SWR.
- Mythos Heidelberg. Romantik, Romanzen und der lebendige Geist. Dokumentarfilm, Deutschland, 1996, 52 Min., Buch und Regie: Mario Damolin und Bernhard Kilian, Produktion: Damolin & Kilian Filmproduktion, arte, Erstsendung: 10. Dezember 1996 bei arte im Themenabend: Heidelberg: Der Schatten eines Traumes, Inhaltsangabe von M. Damolin.
- Produkt Heidelberg. Tourismus zwischen Romantik und Rezession. Dokumentarfilm, Deutschland 1994, 43:30 Min., Buch und Regie: Mario Damolin und Bernhard Kilian, Produktion: Damolin & Kilian Filmproduktion, SDR, Erstsendung: 20. Mai 1994 beim SDR, Film-Daten in der Deutschen Digitalen Bibliothek.